# 渋谷駅

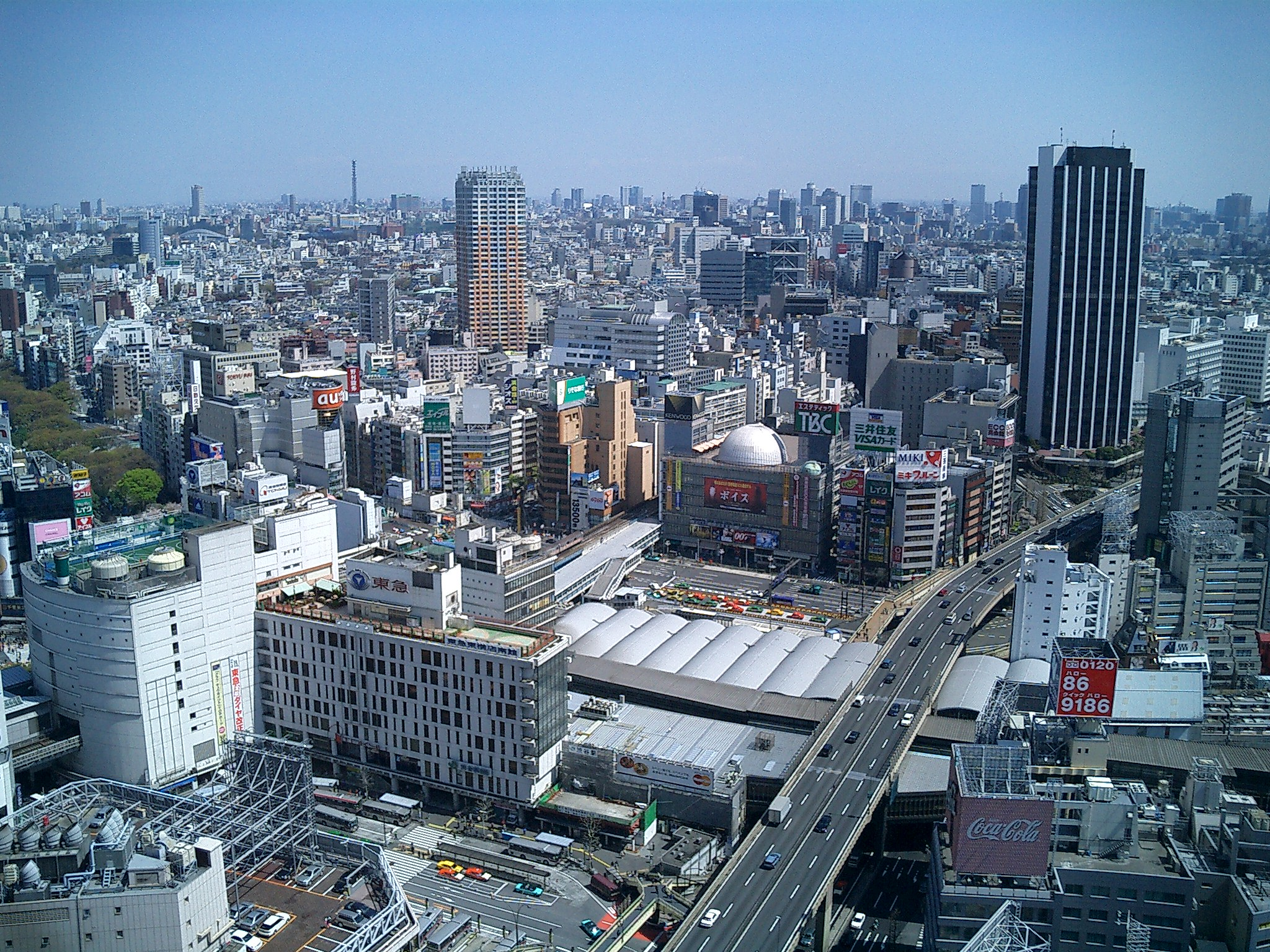
セルリアンタワー付近から見た2003年時点の駅周辺
中央の蒲鉾型の建物が東急東横線の駅舎（解体済み）、2本の高層ビルのうち右側は渋谷クロスタワー、左側は青山パークタワー、その間のドーム付建物は東急文化会館（解体済み）、写真右端を通る高架の道路は首都高速3号渋谷線

渋谷駅（しぶやえき）は、東京都渋谷区にある、東日本旅客鉄道（JR東日本）・京王電鉄・東急電鉄・東京地下鉄（東京メトロ）の駅である。
東京3大副都心の一つである渋谷に位置するターミナル駅である。JRや私鉄、地下鉄など複数の路線が集積しており、多くの郊外の通勤通学利用者が都心方面への乗り換えで当駅を利用する。他社への直通運転も含めた駅利用者数は新宿駅に次いで世界2位。
2012年度から渋谷駅と駅に連接した商業施設の本格的な再開発が進行中であり、2030年度に渋谷駅と歩行者の東西ネットワークの再開発が概ね完成し、2034年度に再開発計画の全体が完成予定である。

## 概要
日本鉄道の駅として開業した1885年（明治18年）当時は新宿や池袋と同様に駅周辺は田園地帯が広がる東京市郊外の田舎駅に過ぎなかったが、東京市電や玉川電鉄（玉電）などの路面電車や私鉄路線が乗り入れるようになり、また東京大都市圏（首都圏）が拡大発展するにつれて郊外路線の沿線人口が大幅に増加し、山手線南西部のターミナル駅として成長してきた。その後は1973年にセゾングループの渋谷パルコ開業を契機に駅周辺は「若者の街」としての地位を確立し、現在は東京屈指の繁華街・歓楽街へと発展している。戦前から東急が開発してきた歴史を持ち、東急グループにとっての本拠地である。現在、各路線の駅・線路設備及び駅周辺地域は東急グループ主導で大規模な再開発が進行中である。
神奈川県大和市にも渋谷という地名があり、高座渋谷駅が存在する。両地名とも渋谷氏にまつわる。

## 乗り入れ路線
JR東日本、京王電鉄、東急電鉄および東京メトロの4社線が乗り入れるターミナル駅。JR以外の各線はすべて当駅を起点・終点としている。JR・東急電鉄・東京メトロの駅は渋谷スクランブルスクエアと直結しており、また渋谷マークシティ（京王井の頭線駅ビル）、渋谷ヒカリエ、渋谷ストリーム、Shibuya Sakura Stage、渋谷フクラスとは連絡通路を介して行き来することができる。
JR東日本
- 山手線 - 駅番号「JY 20」
- 埼京線 - 駅番号「JA 10」
- 湘南新宿ライン - 駅番号「JS 19」

京王電鉄
- 井の頭線 - 駅番号「IN01」

東急電鉄
- 東横線 - 駅番号「TY01」
- 田園都市線 - 駅番号「DT01」

東京メトロ
- 銀座線 - 駅番号「G 01」
- 半蔵門線 - 駅番号「Z 01」
- 副都心線 - 駅番号「F 16」

JR東日本の駅に乗り入れている路線は、線路名称上は山手線のみであるが、以下の3系統が停車し、旅客案内ではそれぞれ別路線として扱われている。なお、埼京線と湘南新宿ラインは線路とホームを共有している。
- 山手線：電車線を走行する環状路線。
- 埼京線：山手貨物線を走行。大宮駅方面の川越線と大崎駅方面のりんかい線、東海道貨物線経由で羽沢横浜国大駅から相鉄線との相互直通運転も実施。
- 湘南新宿ライン：山手貨物線を走行する中距離電車。当駅を経由し、大宮駅方面（北行）の宇都宮線・高崎線と横浜駅方面（南行）の東海道線・横須賀線を相互直通運転。

また、山手貨物線を経由する有料特急列車として、旧目黒川信号場から品鶴線を経由して総武本線・成田線に直通する特急「成田エクスプレス」、湘南新宿ラインと同じルートで東海道本線に直通する特急「湘南」、東海道本線方面の特急「踊り子・サフィール踊り子」の新宿方面発着列車が停車する。また、特定都区市内制度における「東京都区内」および「東京山手線内」に属しているほか、 SBY のスリーレターコードが付与されている。
京王電鉄は井の頭南管区所属で、管区長所在駅である。
東横線と副都心線、田園都市線と半蔵門線はそれぞれ相互直通運転を行っている。このため東横線・副都心線と、田園都市線・半蔵門線との駅は東急電鉄と東京メトロの共同使用駅で、4線を東急電鉄が一体で管理している。

## 歴史

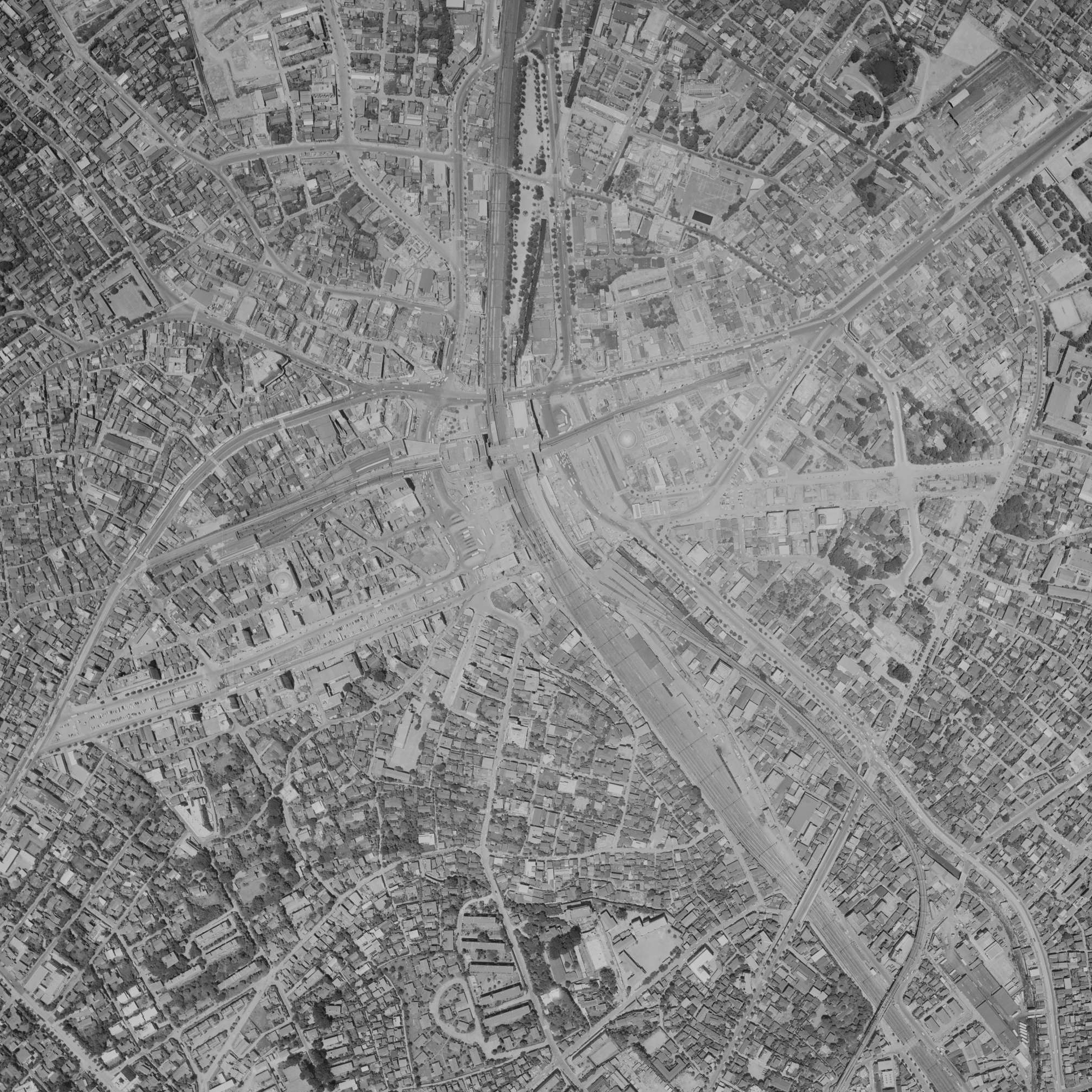
渋谷駅周辺の白黒空中写真（1963年6月）

- 1885年（明治18年）3月1日：日本鉄道の駅が開業（赤羽 - 品川間の開通と同時）[9][10][11]。開業当初の駅はかつて使用していた埼京線ホーム付近に位置し、単線の地平駅であった[9]。一般駅[12]。開業日の利用者はいなかった。
- 1905年（明治38年）10月：新宿駅 - 当駅を複線化、翌1906年（明治39年）10月には当駅 - 大崎駅間を複線化[9]。この複線化に合わせて駅構内の拡張と貨物駅設備が増強された[9]。
- 1906年（明治39年）11月1日：日本鉄道が国有化されて官設鉄道の駅となる[12]。
- 1907年（明治40年）8月11日：玉川電気鉄道玉川線（後の東急玉川線）が開業[10][11]。
- 1909年（明治42年）10月12日：線路名称制定により山手線の所属となる。
- 1911年（明治44年）8月3日：東京市電（後の東京都電）青山線が中渋谷ステーション前まで延伸（同停留所は渋谷駅東口の宮益坂下に設置）。
- 1920年（大正9年）8月1日：後述の複々線化に合わせて高架化、山手線旅客駅を現在位置に移転させた[9]。貨物駅はそれまでの場所にとどまった[9]。
- 1921年（大正10年）
  - 6月11日：玉川電気鉄道天現寺橋線（後の東京都電天現寺橋線）開業。
  - 7月15日：当駅 - 恵比寿駅間を複々線化、翌1922年（大正11年）7月には当駅 - 原宿間を複々線化、山手線と山手貨物線を分離する[9]。
- 1923年（大正12年）3月29日：市電青山線が渋谷駅前まで延伸（現在のハチ公前広場の位置）。
- 1927年（昭和2年）8月28日：東京横浜電鉄（現・東急）東横線が開業[10][11][13]。島式ホーム1面2線で、2両分を有する高架駅[10][11][13]。
- 1933年（昭和8年）
  - 8月1日：帝都電鉄渋谷線（現・京王井の頭線）が開業[14][15]。
  - 10月：東横百貨店（後の東急百貨店東横店東館）の建設に着手[13]。
- 1934年（昭和9年）
  - 4月21日：駅前に忠犬ハチ公像（初代）が設置される（1944年8月に金属供出）[10]。
  - 11月1日：東横線渋谷駅に東横百貨店（旧：東横店東館）が開業[10][16][11]。
- 1935年（昭和10年）2月：東横線ホームの横浜寄りを切欠きにして1面3線化[10][11]。
- 1938年（昭和13年）12月20日：東京高速鉄道（現・東京メトロ銀座線）が開業[14]。玉電ビル（旧：東横店西館の4階以下）」が完成し、3・4階を銀座線渋谷駅として使用を開始[10][16]。
- 1939年（昭和14年）6月1日：玉電渋谷駅が玉電ビル2階に移転[16]。
- 1940年（昭和15年）
  - 5月1日：帝都電鉄が小田原急行鉄道に合併し、同社帝都線の駅となる[17]。
  - 7月：山手線ホームが2面2線となる[18]。
- 1941年（昭和16年）
  - 7月：東横線の駅の改良工事に着手[13]。
  - 9月1日：陸上交通事業調整法により、東京高速鉄道の駅が帝都高速度交通営団（営団地下鉄）の駅となる[16]。
- 1942年（昭和17年）5月1日：小田急電鉄が東京急行電鉄（大東急）に併合される[17]。
- 1945年（昭和20年）5月25日：空襲により、東横線のホーム上屋と東急百貨店が全焼する[13]。
- 1948年（昭和23年）
  - 6月1日：東急から京王帝都電鉄が分離し、同社井の頭線となる[17]。
  - 8月15日：駅前に忠犬ハチ公像（2代）が設置される[10]。
- 1949年（昭和24年）4月25日：東横線の駅の改良工事を再開[13]。
- 1950年（昭和25年）8月1日：東横線ホームが3面3線に改築される（第一期工事が竣功）[10][11][13]。
- 1951年（昭和26年）
  - 8月25日：空中遊覧ケーブルカー「ひばり号」を設置[10][16][13]。なお、その後1953年（昭和27年）8月に玉電ビル（西館）の増築のため撤去されている。
  - 10月27日：日本初の名店街として東横百貨店東館1階に「東横のれん街」が開業[10][16]。
  - 10月30日：東横線の改札口を2階に移設し、正面階段を拡幅（第二期工事が竣功）[13]。
- 1954年（昭和29年）
  - 11月17日：玉電ビルが増築し、11階建ての「東急会館（旧：東横店西館）」が完成（同時に玉電ビルから東急会館へと改称）[10][16][13]。
  - 11月20日：「東急会館（旧：東横店西館）」が営業開始[13]。
- 1955年（昭和30年）12月27日：都営トロリーバスが渋谷駅に乗り入れ。
- 1957年（昭和32年）3月26日：都電の渋谷駅前停留所が東口に集約され、ループ線上のターミナルになる[10]。
- 1960年（昭和35年）4月28日：井の頭線渋谷駅ビルが竣工[19]。
- 1961年（昭和36年）5月1日：東横線の駅改良工事に着手する[13]。
- 1964年（昭和39年）4月16日：東横線ホームが4面4線に改築される[10][11][13]。
- 1968年（昭和43年）
  - 3月31日：都営トロリーバスの渋谷駅への運行が廃止。
  - 9月29日：都電青山線が廃止。
- 1969年（昭和44年）
  - 5月10日：東急玉川線が廃止[14]。
  - 10月26日：都電天現寺橋線が廃止。渋谷駅を経由する軌道線（路面電車）が全廃となる。停留所は東口バスターミナルへ転用。
- 1971年（昭和46年）7月1日：旅行センター開業[20]。
- 1977年（昭和52年）4月7日：東急新玉川線（現・田園都市線）開業[14][21]。同線のホームは大部分は営団が建設したものの[21]、駅業務は東急が担当。
- 1978年（昭和53年）8月1日：営団地下鉄半蔵門線の当駅 - 青山一丁目間が開業し、東急新玉川線と直通運転を開始。
  - 同日付をもって、東急新玉川線・営団地下鉄半蔵門線の駅業務が東急から営団に移管。
- 1980年（昭和55年）10月1日：国鉄駅での貨物取り扱いを廃止[9]。
- 1987年（昭和62年）4月1日：国鉄分割民営化に伴い、国鉄の駅は東日本旅客鉄道（JR東日本）の駅（山手線所属）となる[12]。
- 1989年（平成元年）10月25日：東急東横線南口に自動改札機を設置し、供用開始[新聞 1]。
- 1990年（平成2年）12月1日：JR東日本玉川口に自動改札機を設置し、供用開始[22]。
- 1991年（平成3年）12月28日：JR東日本南口に自動改札機を設置し、供用開始[23]。
- 1992年（平成4年）
  - 3月12日：JR東日本中央口に自動改札機を設置し、供用開始[23]。
  - 8月7日：JR東日本ハチ公口に自動改札機を設置し、供用開始[24]。
- 1994年（平成6年）4月19日：京王の駅の改良工事に着手[19]。
- 1996年（平成8年）
  - 3月16日：埼京線ホームを山手貨物線の貨物ホーム跡地に新設[新聞 2]。
  - 7月16日：京王井の頭線の駅が西口を開設[25][新聞 3]。
- 1997年（平成9年）12月28日：京王井の頭線の駅が移転する[19]。
- 2000年（平成12年）
  - 4月7日：当駅直結の商業施設「渋谷マークシティ」が開業[報道 3]。
  - 8月6日：新玉川線が田園都市線に編入される[報道 4]。
- 2001年（平成13年）
  - 4月1日：JR東日本が新南口を開設[26]。
  - 11月18日：JR東日本でICカード「Suica」の利用が可能となる[報道 5]。
  - 12月1日：湘南新宿ライン停車開始。
- 2002年（平成14年）12月1日：JR東日本の特急「成田エクスプレス」の一部列車が停車開始[報道 6]。
- 2004年（平成16年）
  - 4月1日：営団地下鉄の民営化に伴い、銀座線・半蔵門線の駅は東京地下鉄（東京メトロ）に継承される[報道 7]。
  - 6月23日：東京メトロ半蔵門線・東急田園都市線構内で渋谷駅駅員銃撃事件が発生[新聞 4]。
- 2007年（平成19年）
  - 3月18日：京王・東急・東京メトロでICカード「PASMO」の利用が可能となる[報道 8]。
  - 12月2日：東京メトロ半蔵門線・東急田園都市線の駅業務が東京メトロから東急へ移管（実際の業務は東急レールウェイサービスに業務委託）[27]。
- 2008年（平成20年）6月14日：東京メトロ副都心線の駅が開業[報道 9][報道 10]。開業時から東急の管轄駅となる（実際の業務は東急レールウェイサービスが東急田園都市線・東京メトロ半蔵門線と一体で行う）。
- 2013年（平成25年）
  - 3月16日：東急東横線の駅が地下化され[報道 11]、東京メトロ副都心線との相互直通運転を開始[報道 1][報道 2]。東急レールウェイサービスへの委託が解除され、東急直営駅となる。
  - 3月31日：東急百貨店東横店東館が閉店する[報道 12]。
- 2015年（平成27年）9月：JR東日本の駅の改良工事に着手。埼京線ホームの3番線から発車する埼京線と湘南新宿ラインの10両編成と特急の6両編成の列車の停車位置を2両分恵比寿寄りに変更。
- 2018年（平成30年）
  - 5月26日・5月27日・6月2日・6月3日：2020年に埼京線ホームを山手線ホームと並列の位置に移設するための改良工事を行ったため、埼京線・湘南新宿ラインの新宿 - 大崎間が運休した[報道 13]。この工事によって埼京線大崎駅方面行きホームの4番線が3番線よりも若干高くなり、ホームの真ん中には階段と柵が設けられた。
  - 12月2日：京王井の頭線1番線ホームでホームドアの使用を開始[報道 14][19]。
- 2019年（令和元年）
  - 2月17日：京王井の頭線2番線ホームでホームドアの使用を開始[19]。
  - 3月23日：東急田園都市線・東京メトロ半蔵門線ホームでホームドアの使用を開始。
  - 11月1日：当駅直結の複合施設「渋谷スクランブルスクエア」の東棟が開業[報道 15][報道 16]。
  - 12月27日：銀座線の定期券売り場の営業を終了[28]。
- 2020年（令和2年）
  - 1月3日：東京メトロ銀座線の新駅舎が供用開始[報道 17][新聞 5]。
  - 1月29日：JRの中央東改札が供用開始[報道 18]。
  - 3月14日：ダイヤ改正により、東海道本線方面の特急「踊り子・サフィール踊り子」の新宿方面発着列車の停車駅になる。
  - 3月31日：東急百貨店東横店が完全閉店する[報道 19]。
  - 4月18日：東京メトロ銀座線のヒカリエ方面改札が供用開始[報道 20]。
  - 5月30日・5月31日：埼京線大宮駅方面行き線路の切り替え工事実施に伴い、埼京線・湘南新宿ラインの新宿 - 大崎間が運休[29][報道 21]。
  - 6月1日：埼京線ホームを山手線ホームと並列の位置（約350 m北側）に移設[報道 21][新聞 6]。
  - 9月26日：当駅と渋谷マークシティを結ぶ「西口仮設通路」及び西口仮設通路と渋谷フクラスを結ぶ「渋谷フクラス接続デッキ」が供用開始[報道 22][報道 23][注釈 1]。東急百貨店東横店西館の解体工事に伴い、JRの玉川改札が廃止[報道 22][30]。
- 2021年（令和3年）
  - 7月15日：歩行者デッキ「渋谷ヒカリエ ヒカリエデッキ」が一部供用開始[注釈 2][報道 24][報道 25]。
  - 9月12日：JRの南改札を移設[報道 26]。
  - 10月10日：JRの中央改札を移設、中央東改札と中央改札を統合[報道 26]。
  - 10月25日：2番線（山手線内回りホーム）を拡幅[報道 26]。
- 2022年（令和4年）4月1日：駅たびコンシェルジュが開業[報道 27]。
- 2023年（令和5年）
  - 1月9日：山手線内・外回りホームを同一ホーム化[報道 28][新聞 7]。
  - 9月30日：ハチ公口のみどりの窓口の営業を終了[31]。
  - 11月18日・11月19日：山手線ホームの線路とホームの嵩上げ工事に伴い、山手線の大崎 - 池袋間（11月18日：外回り、19日：内回り）が運休[報道 29]。
  - 11月26日：京王井の頭線1番線降車専用ホームにてホームドアの使用を開始[報道 30]。
  - 11月30日：Shibuya Sakura Stage竣工[報道 31]。
- 2024年（令和6年）
  - 1月31日：半蔵門線・副都心線の定期乗車券の取扱を終了[32]。
  - 7月21日：JRの新駅舎の一部使用を開始及び新南改札を移転[報道 32]。
- 2031年（令和13年）度：「渋谷スクランブルスクエア」の中央棟・西棟が開業[2]。これに伴い「渋谷スクランブルスクエア」が全面開業（予定）[2]。

## 駅構造
当駅の特徴は、山手線に沿った南北の細い谷の底を中心として、駅が形成されている点である。当駅以外の首都圏の駅のほとんどでは、地上を走る郊外路線はJRに並行してホームを構えているが（品川駅、新宿駅、池袋駅、日暮里駅、横浜駅、大宮駅、北千住駅など）、当駅は前述した地形構造から、接続する各路線が安定した地形で路線敷設および当駅の接続を行うことが困難であり、多くの路線がJRと立体交差するように接続している。例を挙げれば、東京メトロ銀座線は当駅の地上3階を発車して地下にもぐり、京王井の頭線と地下化前の東急東横線は都心部を走る路線でありながら次の駅にトンネルが存在する。廃止された東急玉川線は路面電車でありながら山手線の高架線と同じ高さに渋谷駅を構えていた。
こうした大正期から続く増・改築により、多数の鉄道駅施設や商業施設、バスターミナルなどが立体的に絡み合い、連絡通路や階段が多いことから「迷宮」とも称され、利用者にはわかりにくい構造となっている。こうした状況と、耐震性の向上やバリアフリーの観点から抜本的な改善が求められた。
2013年3月16日の東急東横線ホーム地下化に伴う、東横線の高架式ホームの廃止に合わせ、当駅ならびに駅周辺の大規模な再整備が行われることになった。計画の詳細については「#駅施設・駅周辺の大規模再整備」の項を参照のこと。
東急電鉄と東京メトロのように直通路線が多いことから、他の東京のターミナル駅と比較すると各路線とも駅構造が小規模な傾向にある。

### JR東日本
山手線と埼京線・湘南新宿ライン（山手貨物線）でそれぞれ島式ホーム1面2線ずつ、2面4線を有する高架駅である。古くから駅の東西を東急系のビルに囲まれているためJRのスペースが狭い。2面4線のホームは東京3大副都心（新宿駅・渋谷駅・池袋駅）のJR駅の中で最も規模が小さく、当駅始発・終着列車が設定されていない。
直営駅であり、管理駅として恵比寿駅を管理している。
山手線のホームは開業当初から島式ホームであったが、増加する乗客をさばくため1940年7月に駅西側に単式ホームを増設し、外回りが単式ホーム・内回りが島式ホームによる2面2線の方向別ホームとなった。内回り専用となった島式ホームの西側にはフェンスが設置され、2000年代のリニューアルでこのフェンスを活用した広告スペースが設置されたため、内回りホームから外回りホームを見通すことがほとんどできなくなった。2023年1月6日から1月9日にかけての工事（後述）により、増設した単式ホームを廃止して82年ぶりに島式ホーム1面2線の構造に戻った。
埼京線の延長開業にあたり、山手貨物線にホーム設置を検討したところ、駅東側に東急東横線の旧地上駅舎と東急百貨店東横店東館があり、山手線ホームに隣接してホームを設置するスペースがなかったことから、1996年に山手線ホーム南端よりもさらに南側の貨物ホーム跡地に旅客ホームを新設した。山手線ホームとの連絡通路には動く歩道が設置されていたほどで、山手線を含む各線への乗り換えには最短でも6分程度はかかるため「南渋谷駅」と揶揄されたこともあった。この問題は、東横線と副都心線の相互乗り入れ開始に伴う東横線の地下ホームへの移転後、2020年東横線地上駅舎および東急百貨店東横店東館を取り壊した跡地を活用して埼京線・湘南新宿ラインのホームを移設したことで解消された。

#### のりば
| 番線 | 路線               | 方向   | 行先                                 |
| ---- | ------------------ | ------ | ------------------------------------ |
| 1    | 山手線             | 外回り | 新宿・池袋・上野方面                 |
| 2    | 山手線             | 内回り | 品川・浜松町・東京方面               |
| 3    | 埼京線             | 北行   | 新宿・池袋・赤羽・大宮方面           |
| 3    | 湘南新宿ライン     | 北行   | 大宮・宇都宮・高崎方面               |
| 3    | ■ 成田エクスプレス | -      | 新宿方面                             |
| 4    | 埼京線             | 南行   | 恵比寿・大崎・りんかい線・相鉄線方面 |
| 4    | 湘南新宿ライン     | 南行   | 横浜・大船・小田原・逗子方面         |
| 4    | ■ 成田エクスプレス | -      | 成田空港方面                         |

（出典：JR東日本:駅構内図）
- 山手線ホームに設置されていた喫煙所は2008年（平成20年）10月19日終電をもって撤去され、翌20日から全面禁煙となった。その後、JR東日本は2009年（平成21年）4月1日と10月1日の2段階に分けて、首都圏（電車特定区間）のほとんどの駅ホームに設置されている喫煙所を撤去し、全面禁煙とする駅を拡大した。
- 2010年（平成22年）3月13日のダイヤ改正で、特急「成田エクスプレス」の新宿方面発着系統の全列車が停車するようになった。
- 2020年の埼京線・湘南新宿ラインのホームは移設後、常時立ち番が配置された。なお、旧ホーム時代でも朝の時間帯やホームライナー小田原の乗降などの対応をすることがあった。

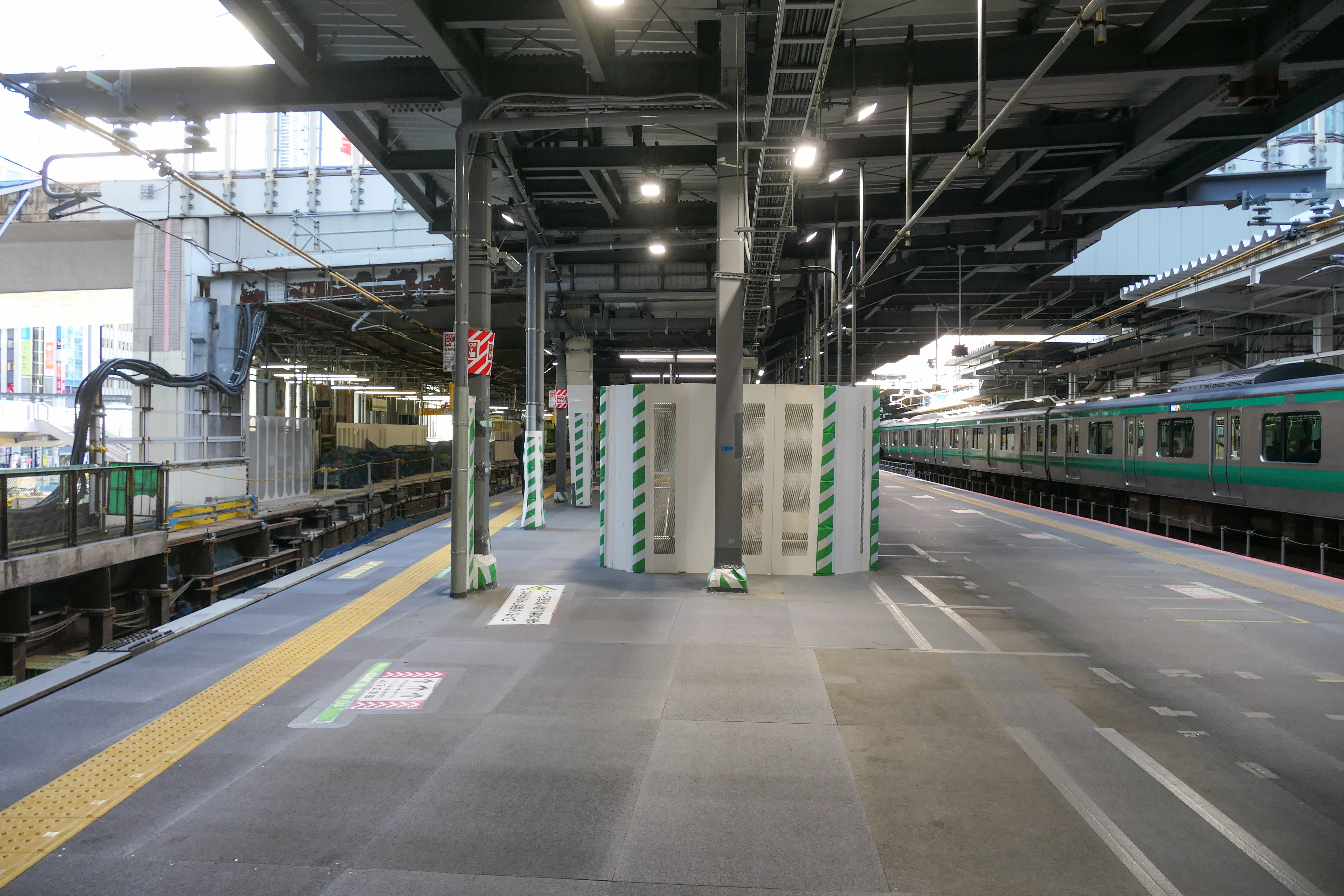
1・2番線（山手線）ホーム（2023年1月）
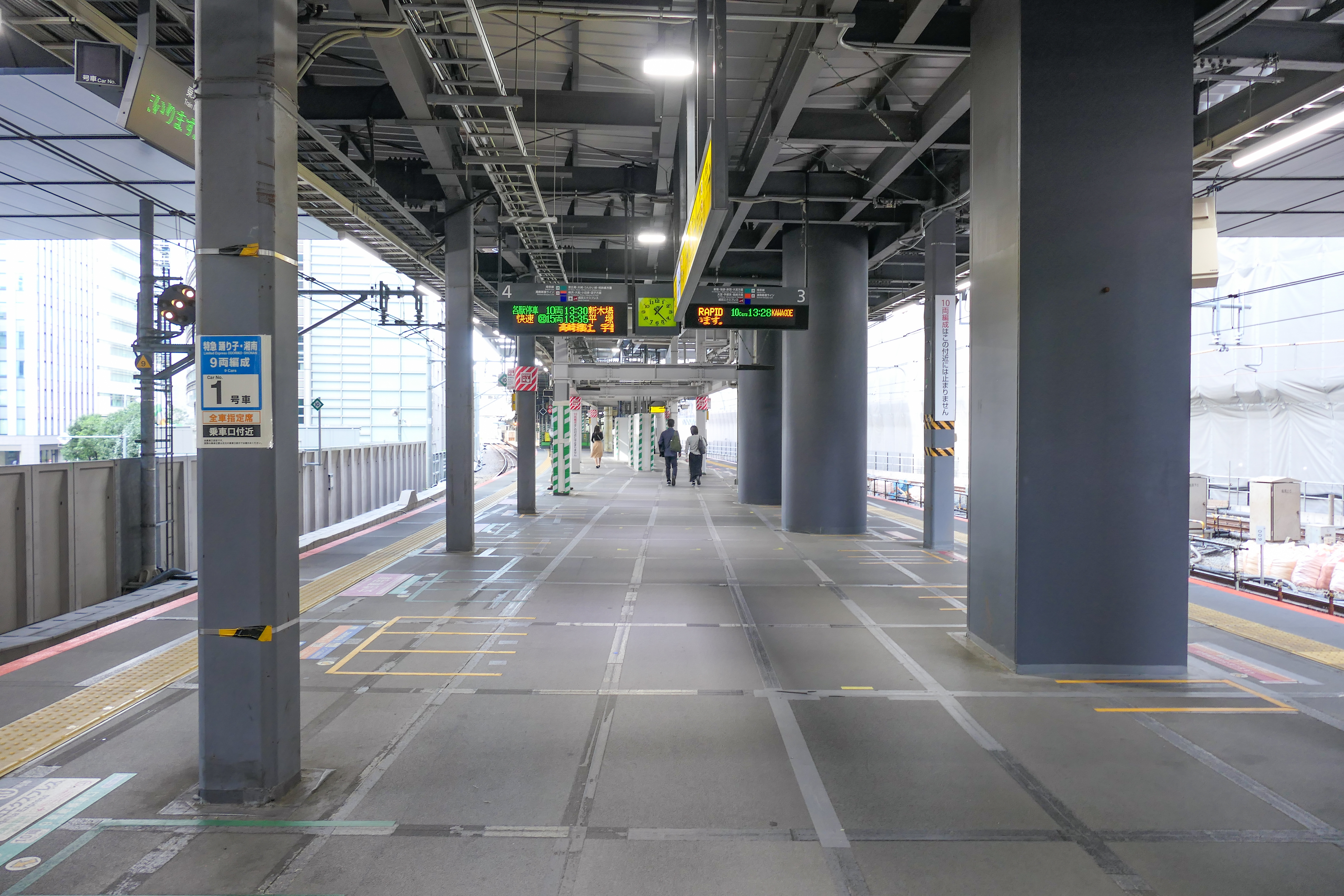
3・4番線（埼京線・湘南新宿ライン）ホーム（2022年10月）
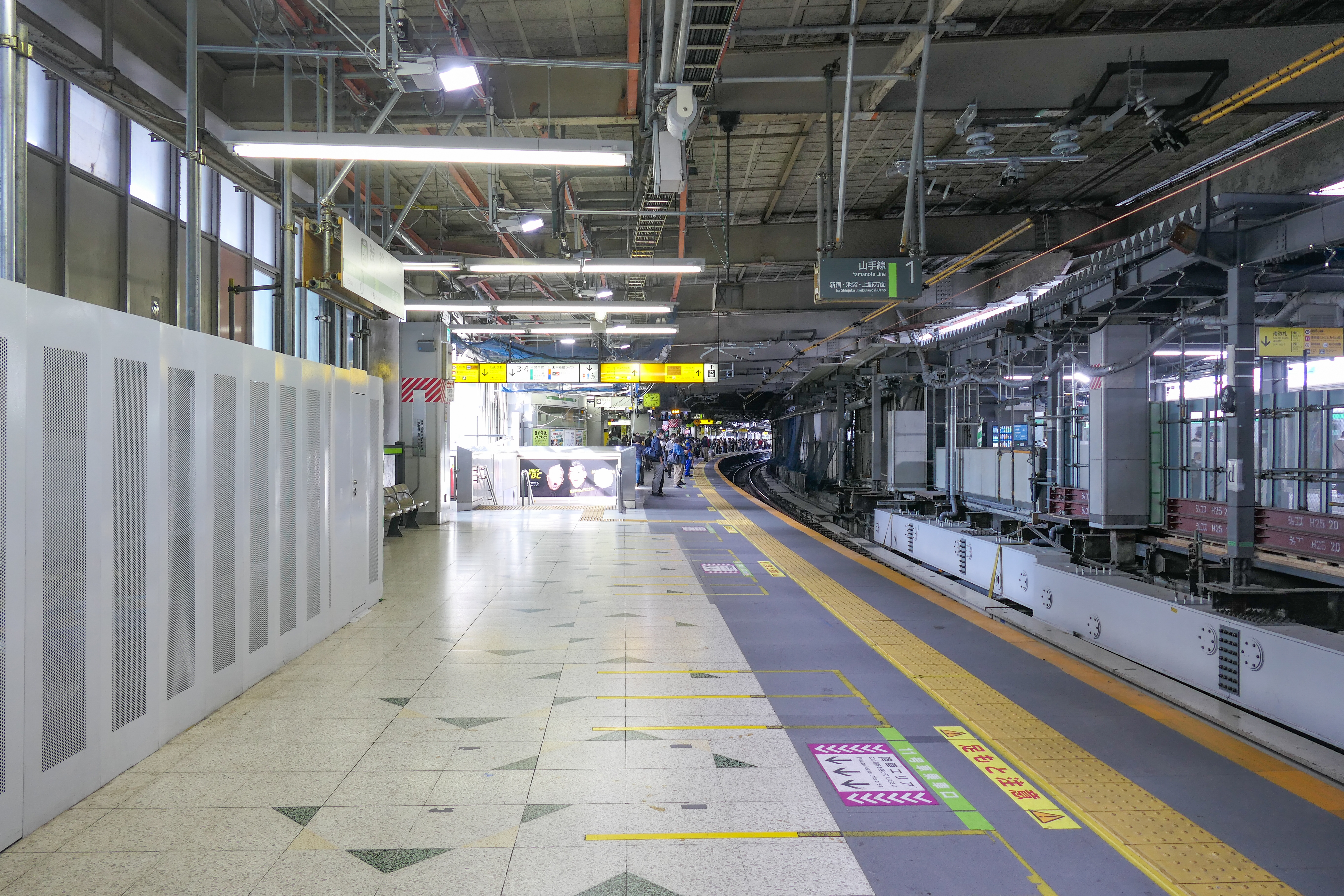
旧1番線（山手線外回り）ホーム（2022年10月）

#### 改札・出口
ハチ公改札
ハチ公口および宮益坂口。1階相当。山手線・埼京線ホーム新宿寄り階段下。東急田園都市線・半蔵門線、東急東横線・副都心線方面。エスカレーター・エレベーターあり。ハチ公前広場に接続するかつての北寄りの改札は「ハチ公臨時改札」と名乗っていたが、2006年に「ハチ公改札」に改称・統合されている。山手線ホームへの新たな階段・エスカレーター・エレベーターは2024年12月22日供用開始。改良工事のため、2025年1月26日より既存の2つの改札を閉鎖し宮益坂口側に60メートル移設された。
中央改札
現在の中央改札は「中央東改札」として2020年（令和2年）1月29日供用開始。3階相当。渋谷スクランブルスクエア（東棟）へのアクセスのほか、東京メトロ銀座線への乗り換え時の利便性向上が図られている。なお、2番線（山手線内回り）ホームの拡幅工事実施に伴い、以前の中央改札が2021年（令和3年）10月10日に閉鎖され、改札が統合された。
南改札
西口および東口。1階相当。山手線ホーム恵比寿寄り・埼京線ホーム中央付近階段下。エスカレーター（埼京線ホーム）・エレベーターあり。東急東横線・副都心線（渋谷ヒカリエ口）、西口・東口バスターミナル方面。なお、2番線（山手線内回り）ホームの拡幅工事実施に伴い、2021年9月12日に東口側へ移設。
新南改札
新南口。2024年（令和6年）7月21日の新駅舎の一部使用開始に伴い移転。渋谷ストリームとShibuya Sakura Stageを結ぶ新駅舎内にある。3階相当。山手線ホームと埼京線・湘南新宿ラインホーム共に直接アクセスすることが可能となった。階段・エスカレーター・エレベーターあり。
旧・新南改札（廃止）
埼京線・湘南新宿ラインホーム恵比寿寄り階段上にあった。山手線ホームからは結ばれていないため、埼京線・湘南新宿ラインホームを経由する必要があった。JR東日本ホテルメッツ渋谷の入口に直結していた。新駅舎の一部使用開始に伴い新南改札移転をもって廃止。また2020年まで使用され、旧改札との連絡通路として転用されていた埼京線・湘南新宿ラインの旧ホームも閉鎖となった。
玉川改札（廃止）
旧1番線（山手線外回り）ホームと同一階の2階にあり、東急百貨店東横店に直結していた。京王井の頭線方面。なお「玉川」という名称は1969年（昭和44年）まで営業していた東急玉川線（田園都市線の前身の路面電車）のホームに連絡していた名残りである。東急百貨店東横店の解体工事に伴い、2020年9月25日の終電をもって廃止された。

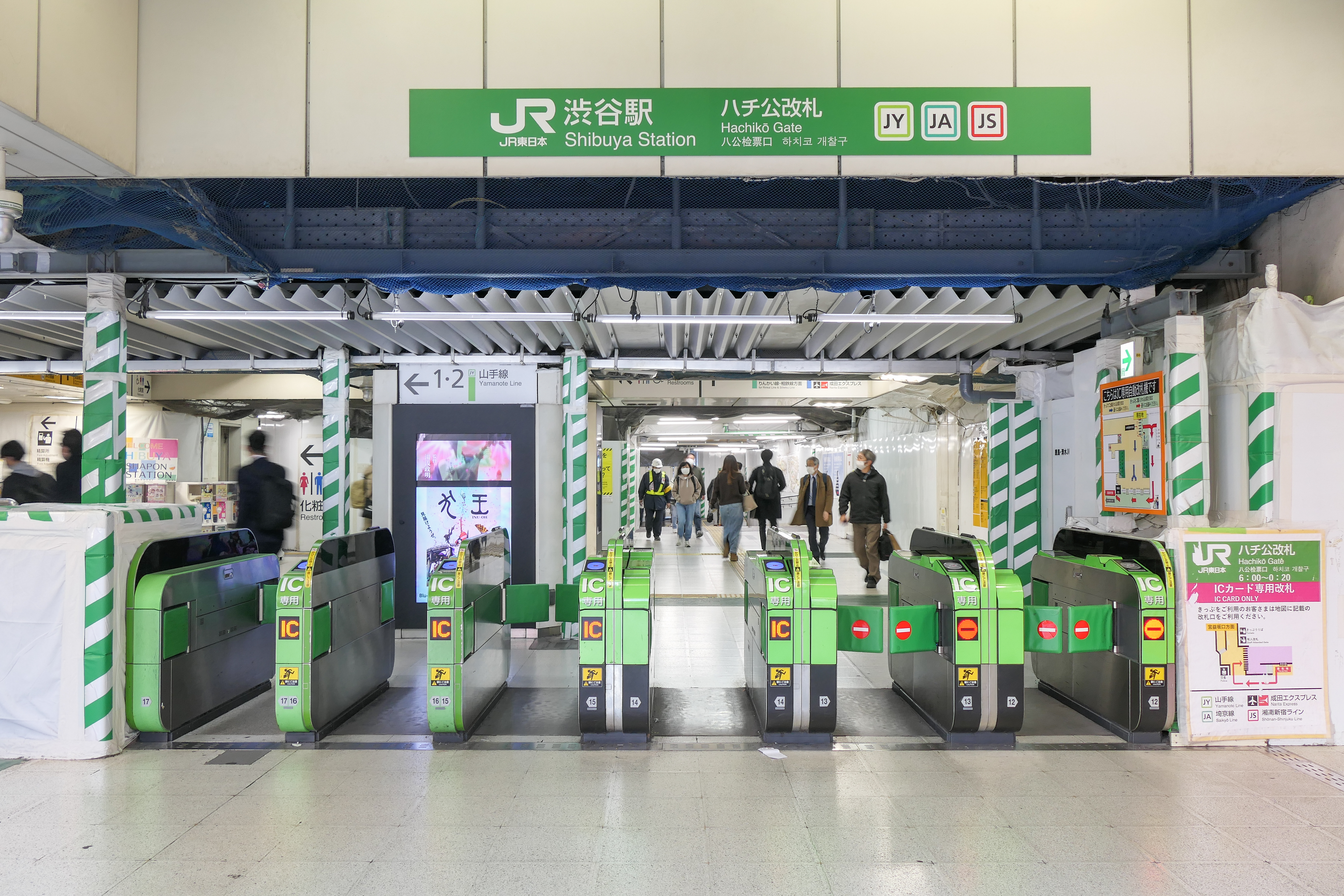
ハチ公改札（2022年12月）
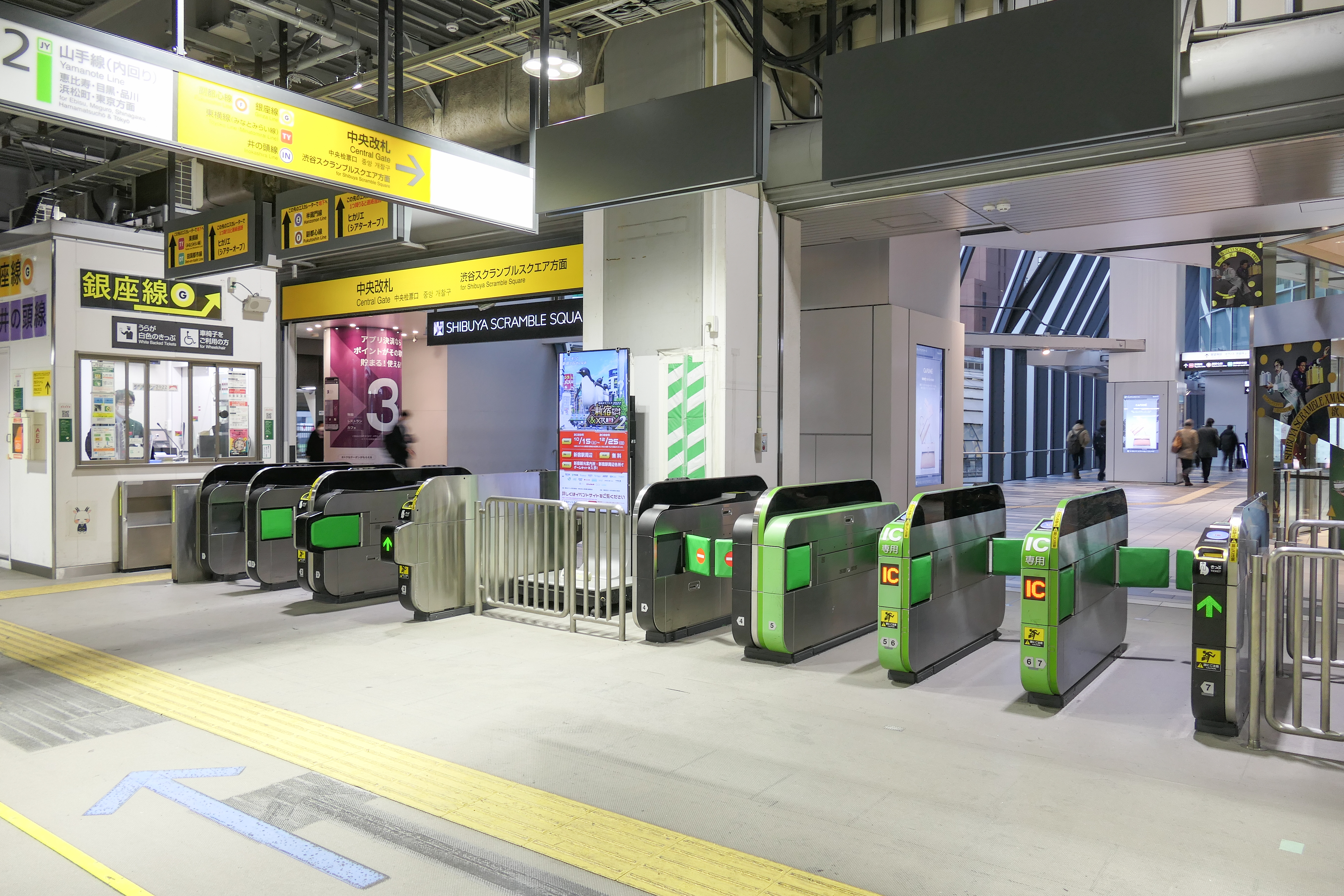
中央改札（2022年12月）
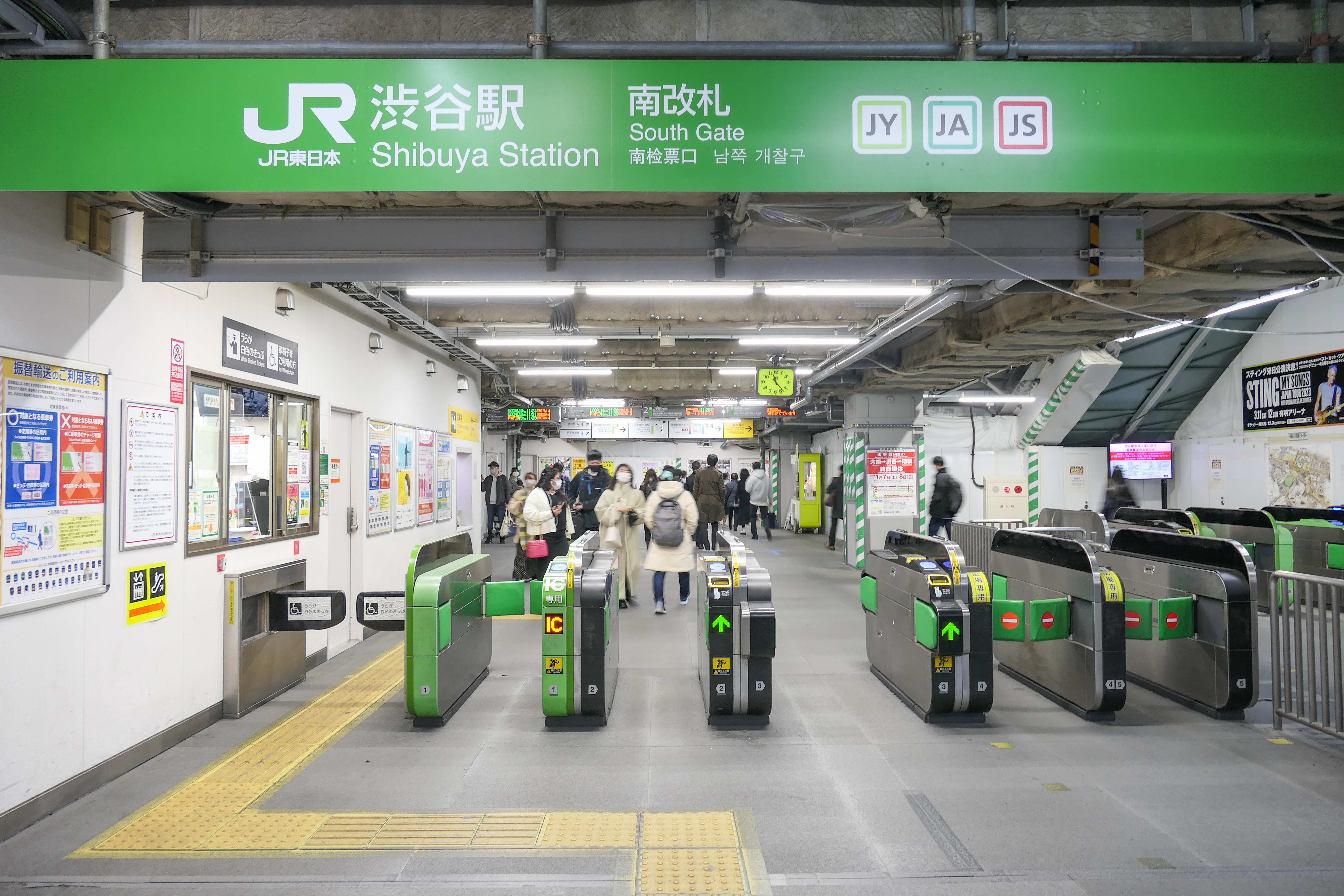
南改札（2022年12月）
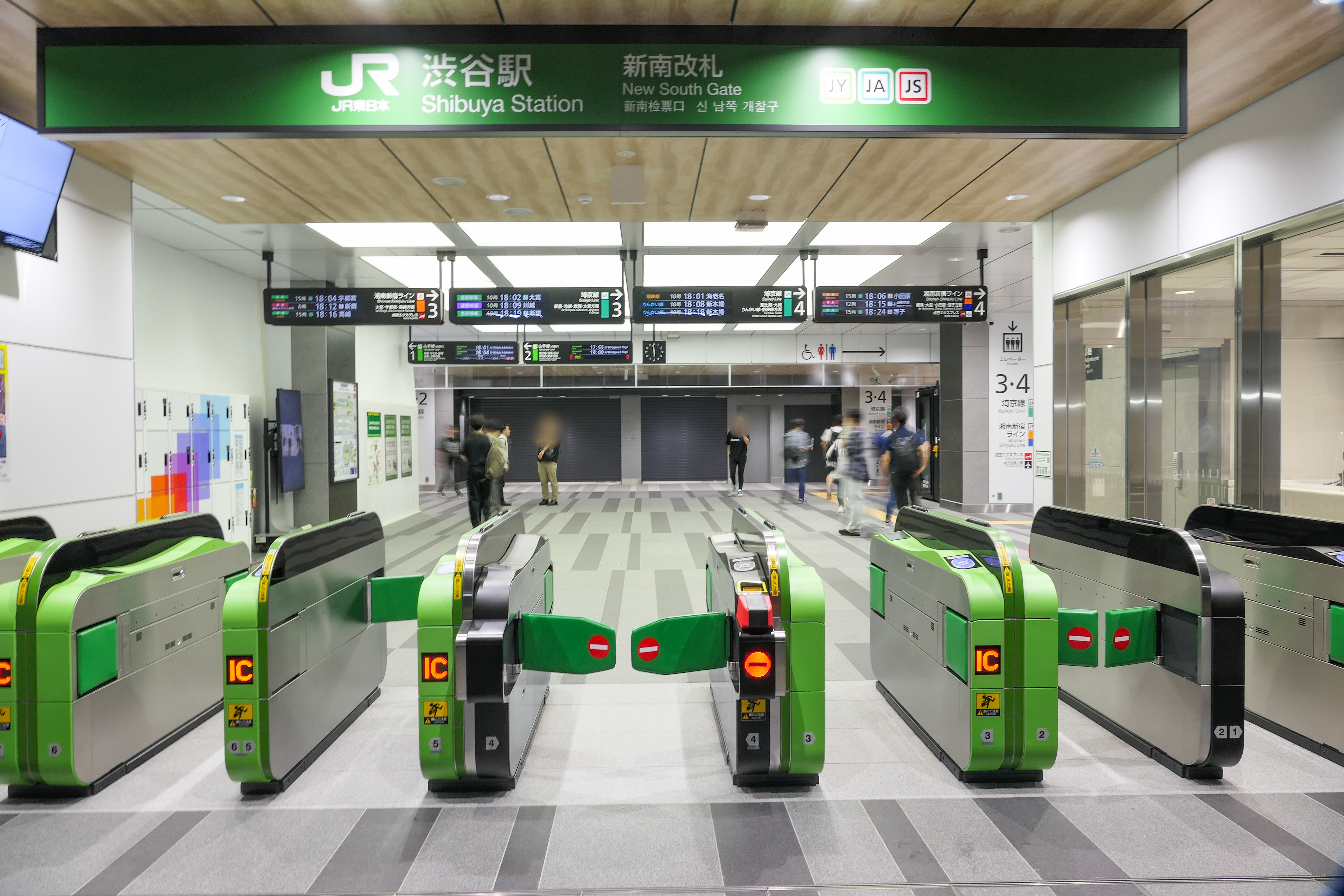
新南改札（2024年7月、移転後）
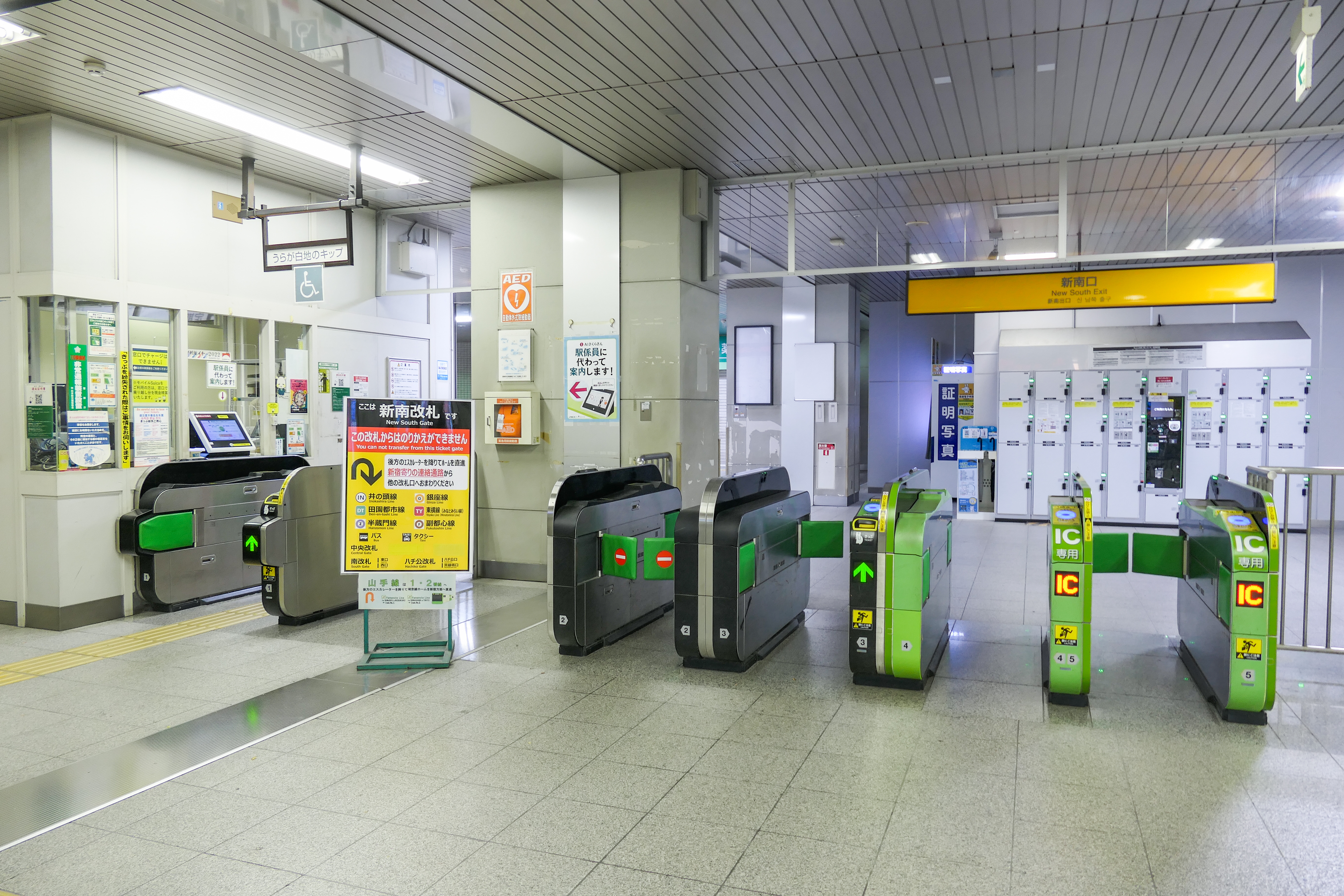
新南改札（2022年12月、旧改札）
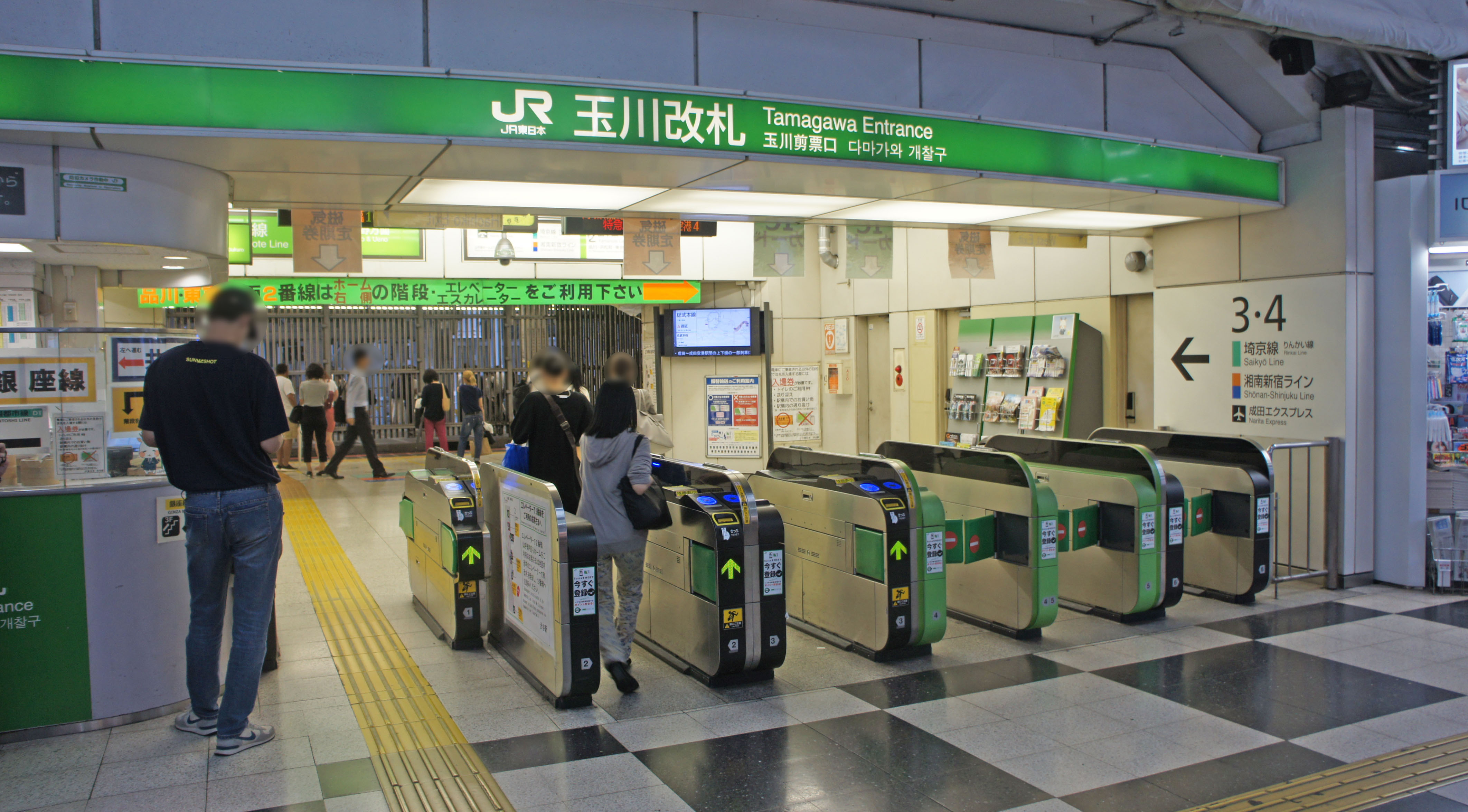
玉川改札（2019年9月）

### 京王電鉄
渋谷マークシティの2階にのりばがあり、頭端式ホーム2面2線を有する高架駅となっている。
管区長所在駅であり、「井の頭南管区」として当駅 - 東松原駅間の各駅を管理している。
京王電鉄の駅では最東端に位置する。なお、当駅とほぼ同じ経度に位置し、京王線（本線）及び京王新線の起点駅である新宿駅は僅かに西にある。
- 1960年（昭和35年）4月、旧正面改札エリアを中心とした部分に地上5階、地下1階の小規模な旧駅ビルが完成。上層階には和食、洋食、喫茶店といった飲食店が入り、地下と1階には生鮮食品市場・フードショップ東横、1階の大通りに面した改札への階段横に洋菓子店（不二家、トレッカ）や天津甘栗店、その奥はゲームセンターやパチンコ店、一杯飲み屋やお好み焼きなどの軽食店類が雑居する典型的な「昭和のガード下」のような風景であった。しかし、後述の新駅ビル着工までに全店撤退し解体された。
  - 1階と地下は、京王と隣接する東急玉川線渋谷駅（廃止後バスターミナル）と東京メトロ銀座線渋谷駅構内側線（渋谷車庫）の真下までフロアが広がる構造上、地下から5階へはエレベーターで直接移動することはできず、2階の井の頭線中央口コンコース（改札外）を経由する必要があった。
- 1994年（平成6年）、営団（当時）・東京急行電鉄・京王電鉄の3社共同再開発による新駅ビル着工。
  - この時までに、東急玉川線（玉電）渋谷駅跡地を利用したバスターミナルも廃止。
  - 以後、新駅ビル完成までにかけて、JR玉川改札方面から旧玉電バスターミナルへの連絡通路は井の頭線への通路となり、同ターミナルは京王渋谷駅のコンコースの一部と化し、ほぼ2015年現在の動線に生まれ変わる。それまでの北側連絡通路も存置され併用。新たに西口改札が新設され運用を開始した。
- 2000年（平成12年）4月7日、「渋谷マークシティ」と命名された新駅ビルがオープンし[報道 3]、アベニュー口改札も新設。同施設が建設される前はホームの大部分が上屋だけで、銀座線の車庫やバスも見えたが、建設後は駅が0.1 km西方へ移動しビル内に覆われてそれらは見えなくなってしまい、2番線ホームのガラス越しからしか風景が見えなくなっている。
  - 渋谷マークシティ5階にもバスターミナルが設置されたが、高速バスと空港連絡バスのみの発着。
- 2008年（平成20年）11月17日、井の頭線渋谷駅とJR渋谷駅を結ぶ連絡通路に岡本太郎による巨大壁画「明日の神話」が設置された[新聞 9]。渋谷スクランブル交差点からもガラス越しに一部分が視認できる。
- ホーム上にきらぼし銀行のATMがあり、アベニュー口への通路もある。

#### のりば
のりばは南側から以下の通り。
| 番線 | 路線     | 行先                |
| ---- | -------- | ------------------- |
|      | 井の頭線 | （1番線降車ホーム） |
| 1    | 井の頭線 | 吉祥寺方面          |
| 2    | 井の頭線 | 吉祥寺方面          |

（出典：京王:駅構内マップ）
- 1番線のみ降車ホームがある。乗車ホームでの降車も可能。
- 平日日中は1番線に各駅停車が、2番線に急行がそれぞれ発車する。夕方ラッシュ時以降は逆に1番線に急行が、2番線に各駅停車がそれぞれ発車する。
- 中央口の発車標に表示される発車案内は、発車間際になると左へスクロールする仕組みになっている。
- なお、1954年頃には現在の島式ホームのちょうど真ん中付近にもう1本線路が入った形をした3面3線の頭端式ホームを有する駅構造であった[38]。

#### 改札・出口
すべてマークシティ内にあるが、西側に位置しているため、他の路線からは距離がある。
中央口（正面改札）
マークシティEAST（東棟）2階。ハチ公口・玉川口・JR西口・宮益坂口・東口。ホーム先頭に存在。東急田園都市線・半蔵門線、東急東横線・副都心線はマークシティ下経由、JR線・銀座線はマークシティ連絡通路経由。エレベーターあり。バスターミナル（高速バスを除く）へはこちらが近い。
西口
マークシティWEST（西棟）1階。ホーム中程階段下。改札出て左手に進むと道玄坂。
アベニュー口
利用時間：7:30 - 22:00。マークシティWEST（西棟）4階。ホーム中程階段上。高速バス乗り場（マークシティ5階）にはこちらが近い。

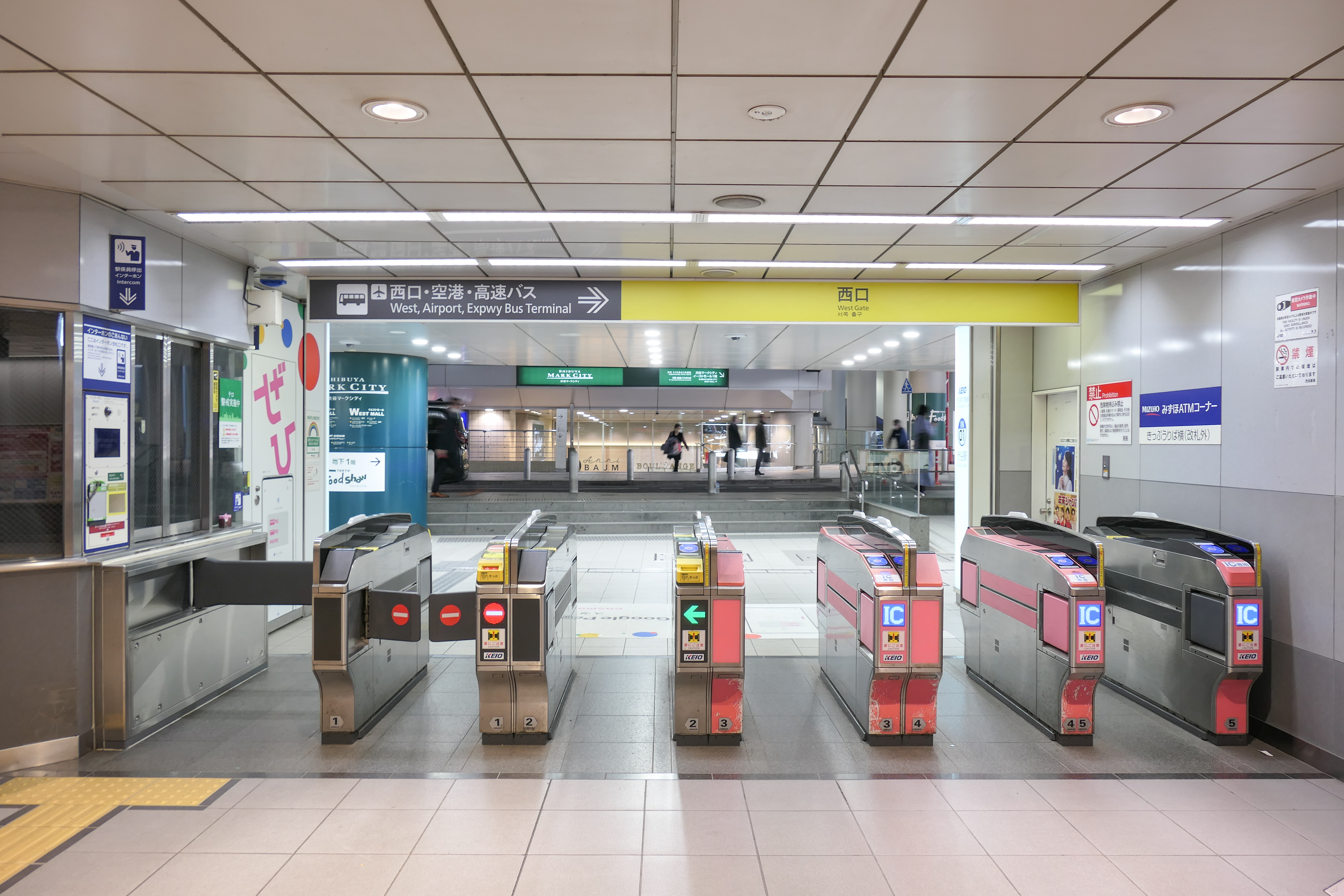
西口（2022年12月）
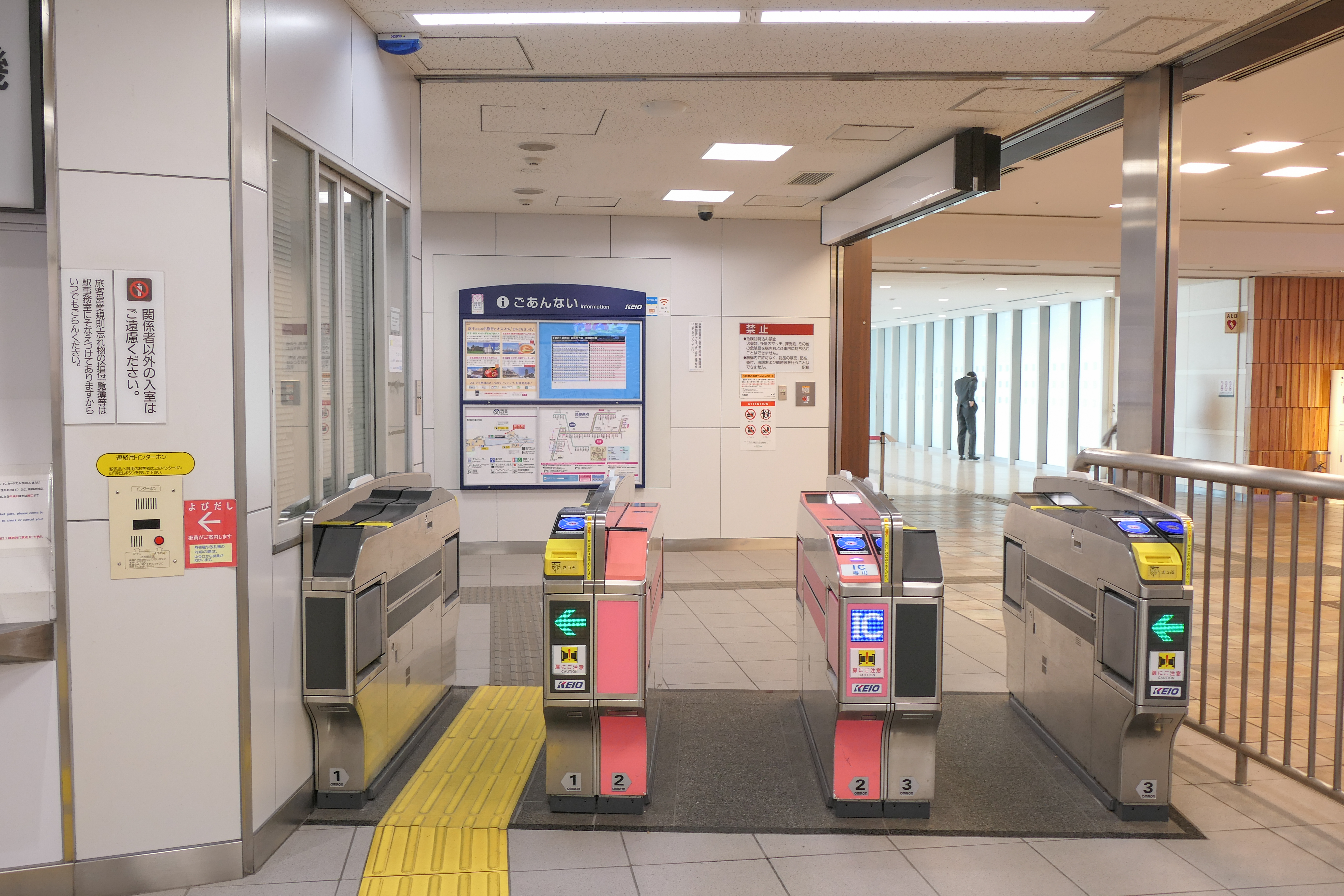
アベニュー口（2022年12月）
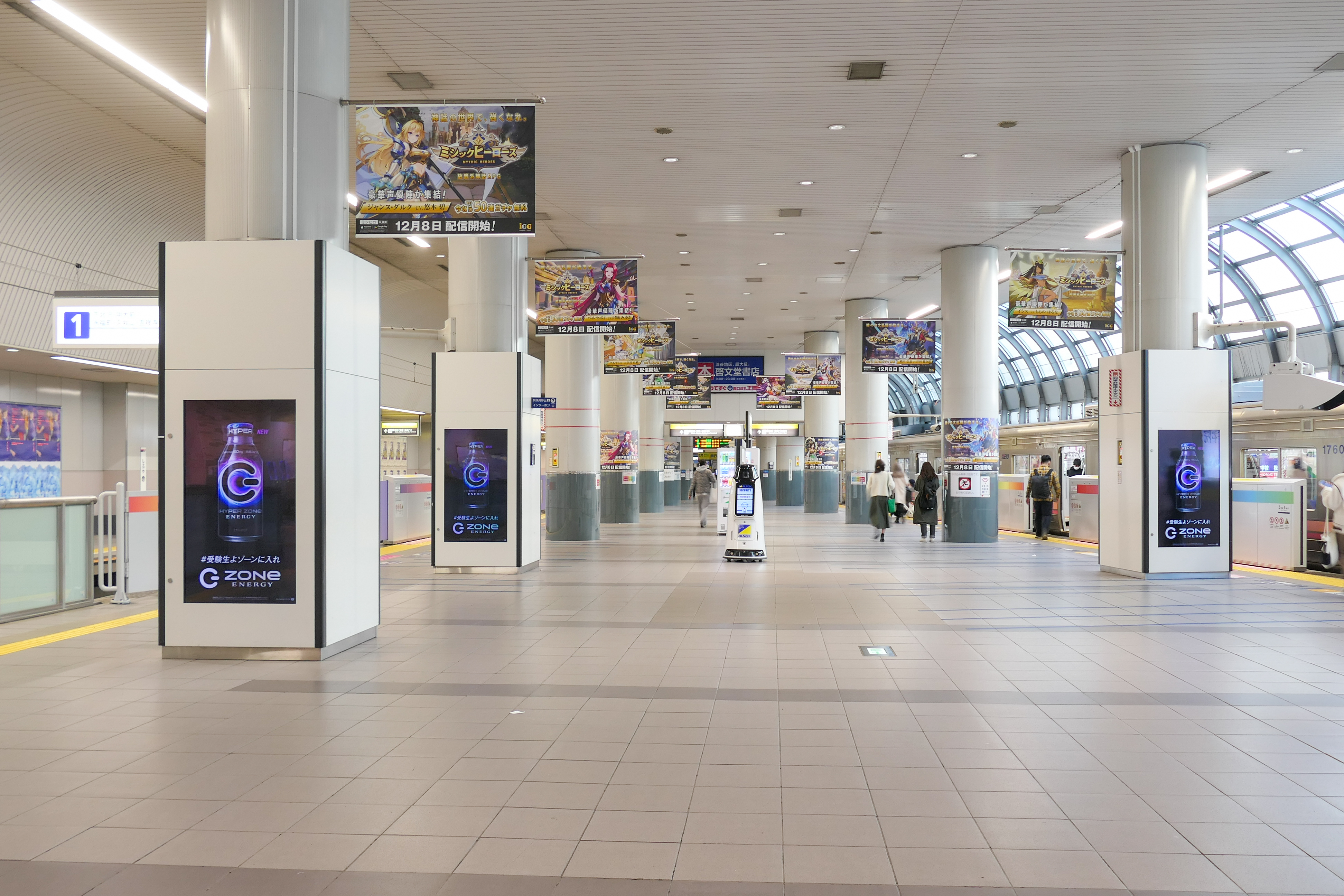
1・2番線ホーム（2022年12月）
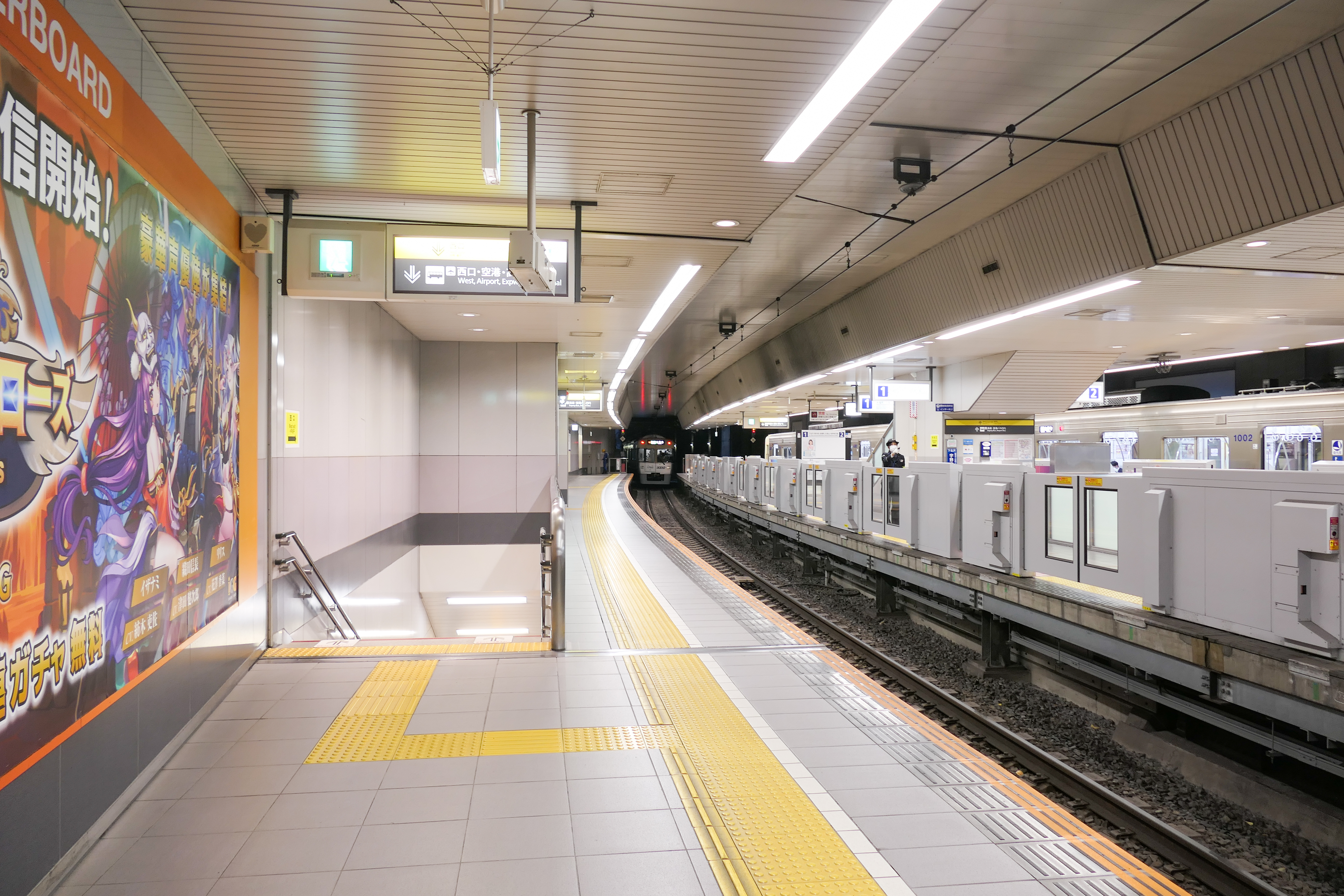
降車専用ホーム（2022年12月）
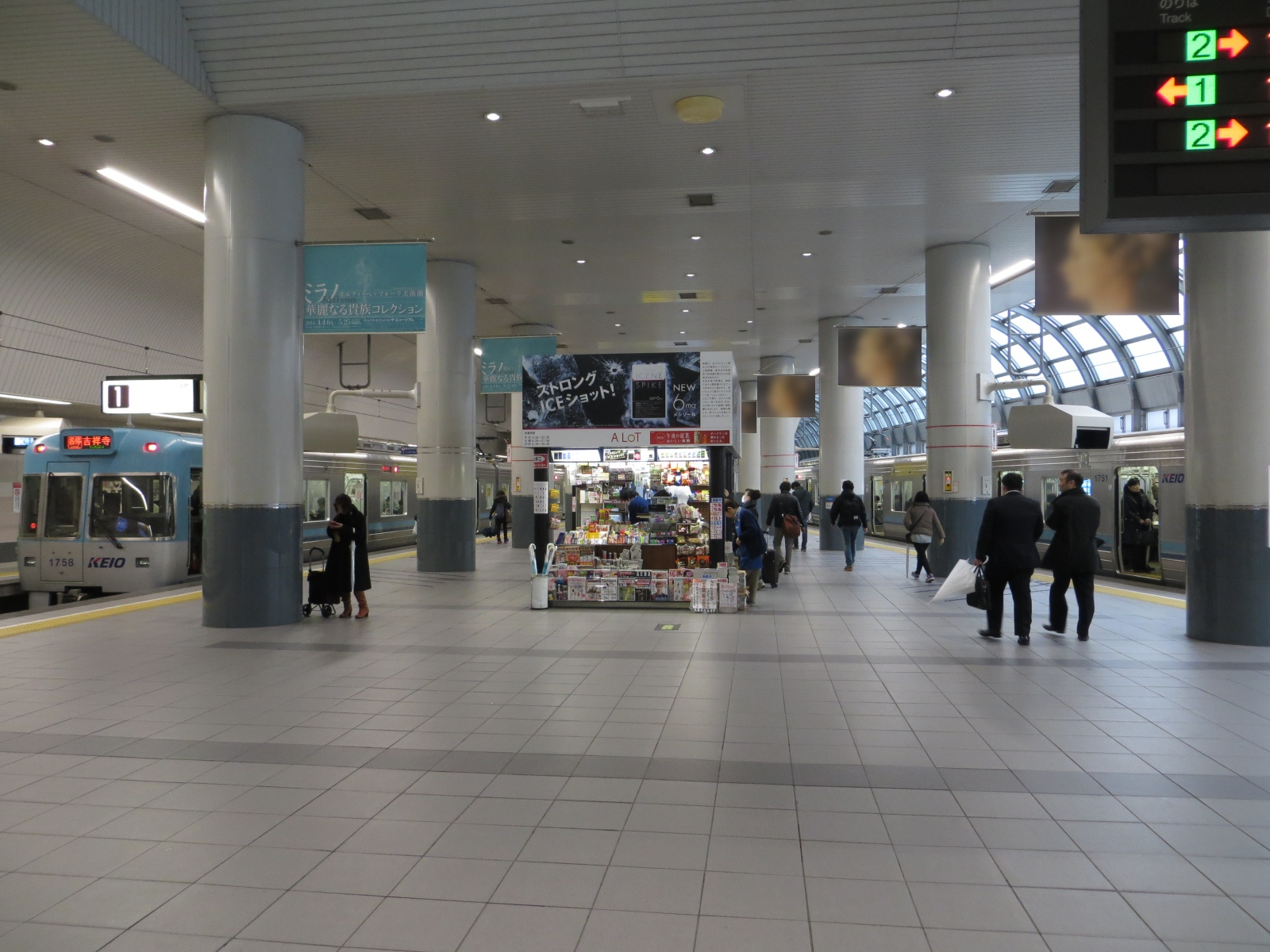
ホームドア設置前のホーム（2014年3月）
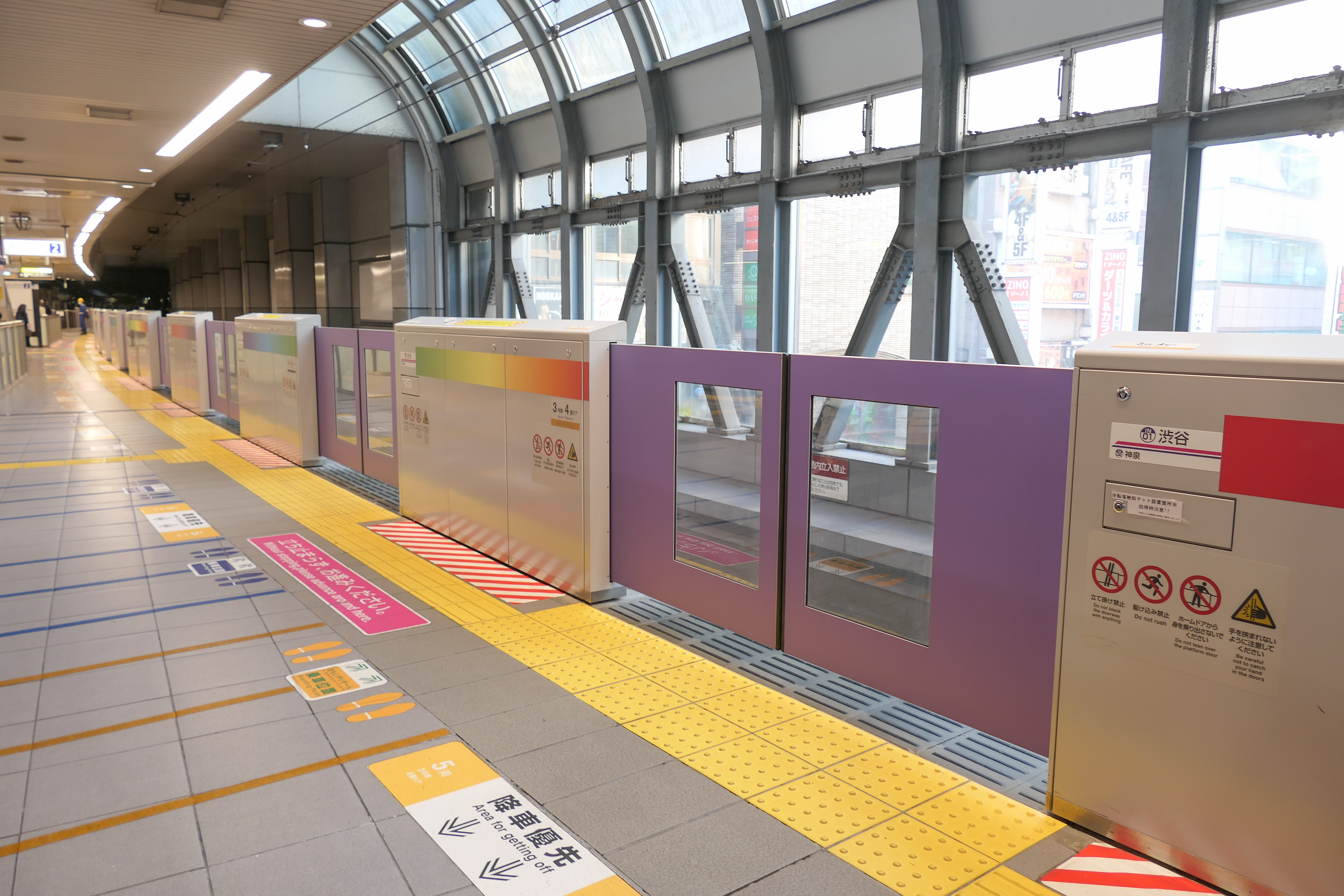
増設されたホームドア（2022年12月）

### 東急電鉄・東京メトロ（半蔵門線・副都心線）
東急電鉄が駅管理業務を行い、東京メトロは改札業務を東急電鉄に委託している。地下3階にある田園都市線・半蔵門線の駅、ならびに地下5階にある東横線・副都心線の駅を一体的に管理している。各改札口付近にデジタルディスプレイが設置され、東急電鉄と東京メトロからのお知らせをそれぞれ表示する。
鉄道線における東急電鉄の駅では最北端に位置する。

#### 田園都市線・半蔵門線
1977年（昭和52年）4月7日、田園都市線の前身のひとつである新玉川線開業と同時に利用を開始した、島式ホーム1面2線を有する地下駅。道玄坂下交差点から宮益坂下交差点の直下の地下3階に位置する。
田園都市線と半蔵門線は相互直通運転を行っており、ホームを共有している。両線の起点駅ではあるが、ほぼ全ての列車が直通運転を行う。現行ダイヤでは、田園都市線は早朝および深夜に当駅始発・終着列車が設定されているのに対し、半蔵門線には当駅始発の定期列車は設定されておらず、ダイヤ乱れ時や終夜運転時を除いて折り返しは行われない。
かつてはポイント（両渡り線）が表参道寄りにしか設置されていなかったため、田園都市線からの当駅折り返し列車は、表参道寄りに移動させて折り返す必要があったが、2008年（平成20年）に反対側の池尻大橋寄りに片渡り線が設置され、2番線から中央林間方面へ発車できるようになった。同年12月に運転された臨時列車から使用を開始し、翌2009年（平成21年）6月6日のダイヤ改正からは定期列車においても使用されるようになった。ただし、現在も表参道寄りに移動させて折り返す定期列車は存在する。なお、2014年（平成26年）6月21日のダイヤ改正から2021年（令和3年）のダイヤ改正まで設定されていた日中の田園都市線当駅終着・始発列車については、当駅で東京メトロの乗務員へ交代した上で、当駅 - 半蔵門駅間を回送として運転した（当業務は東急電鉄からの委託。半蔵門駅にはY字形引き上げ線がある）。
エスカレーターは営団（後に東京メトロ）管轄時から各階段に併設されているが、エレベーターは道玄坂方面改札口にホーム階と結ぶものが1基、改札口階と地上に結ぶものが1基設置されている。また、当駅ホームと1層下の東横線・副都心線連絡通路を結ぶエレベーター・エスカレーター・階段があり、田園都市線・半蔵門線ホームと東横線・副都心線ホームは改札内連絡が可能である。
定期券うりばは、当駅に東急と東京メトロがそれぞれ直営で設置していた（東急：道玄坂側、東京メトロ：宮益坂側）が、前者は2008年5月31日、後者は同月23日にそれぞれ閉鎖され、その機能を統合し、東横線・副都心線の改札外コンコース（渋谷ヒカリエ2改札付近）に移転した。
当駅は利用者が多いものの、島式1面2線かつホーム幅が狭いため、混雑が激しく、ラッシュ時にダイヤの遅延が常態化している。このため新たに上り専用ホームを増設し、2面3線化する構想が検討されている。

##### 駅管理業務の移管と所有
当駅が新玉川線（現在の田園都市線当駅 - 二子玉川駅間）の駅として開業した当初は東急電鉄の管理ではあったが、帝都高速度交通営団が駅主要部を建設したため、案内表示のサインシステムは当時の営団地下鉄に準じた物が使われていた。半蔵門線開業および相互乗り入れ開始を機に営団地下鉄に管理を移管したが、2007年（平成19年）12月2日、東急電鉄に再び移管された。後者の移管までは東急電鉄の駅では唯一他社管理駅だった。
駅部は全長で487 mあるが、所有者については、ホームの中心から押上方245 mを営団地下鉄の所有とし、二子玉川方233 mを東急電鉄の所有とした。しかし、駅の一体性を考えて、東急電鉄所有となる部分のうち132 mは営団地下鉄に施工を委託し、残りの101 mのみ東急電鉄が施工を行った。

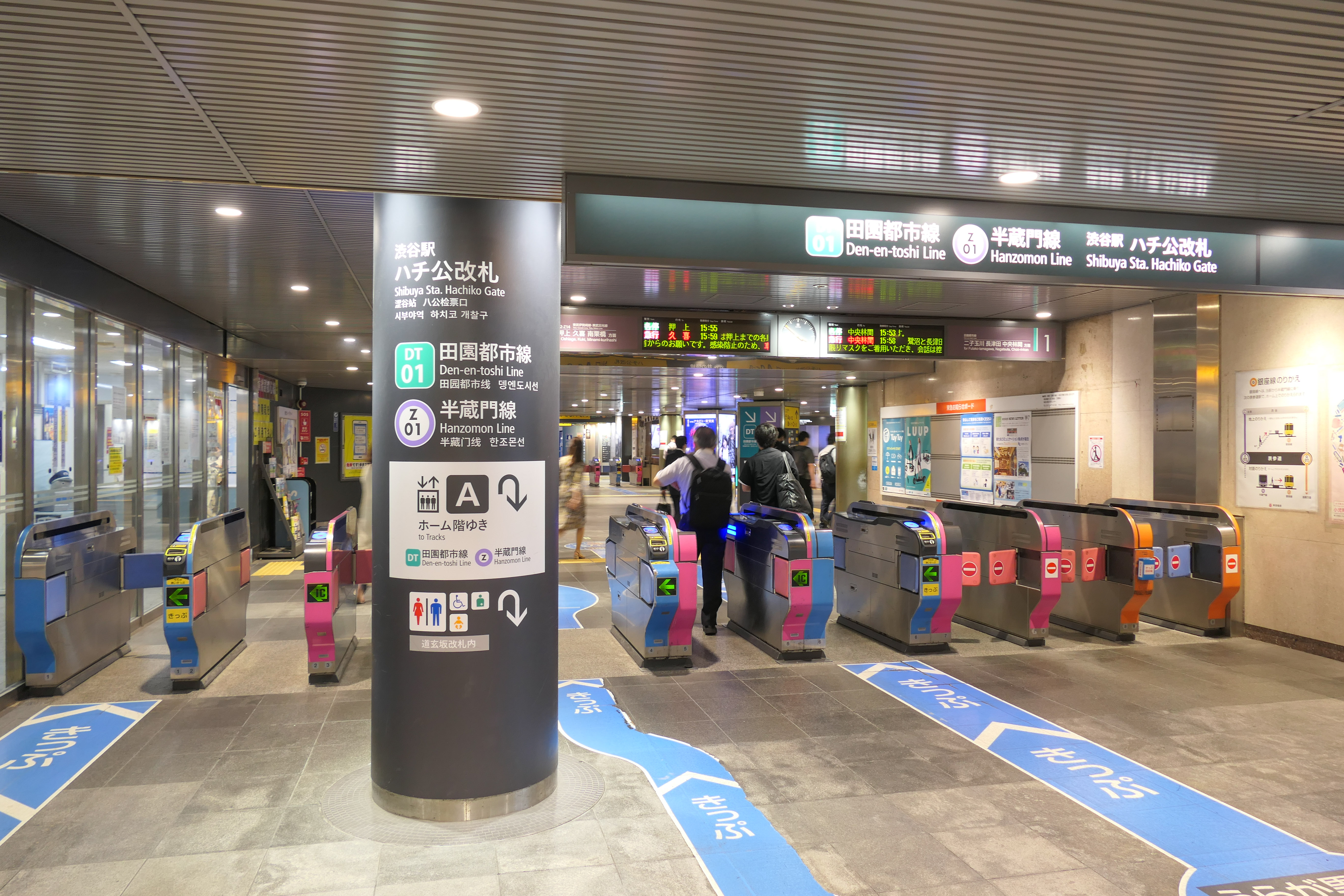
ハチ公改札 （2021年6月）
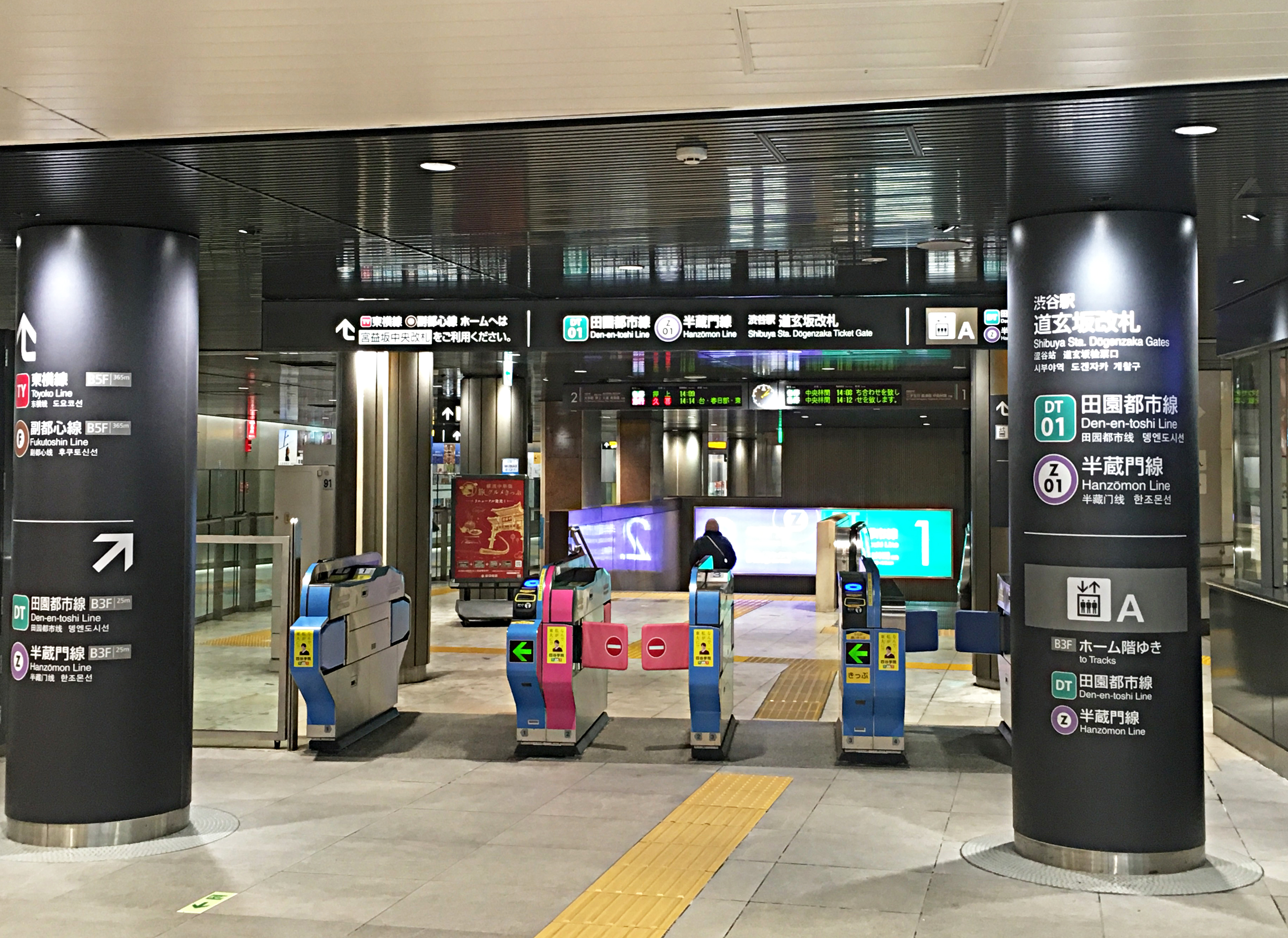
道玄坂改札 （2016年2月）
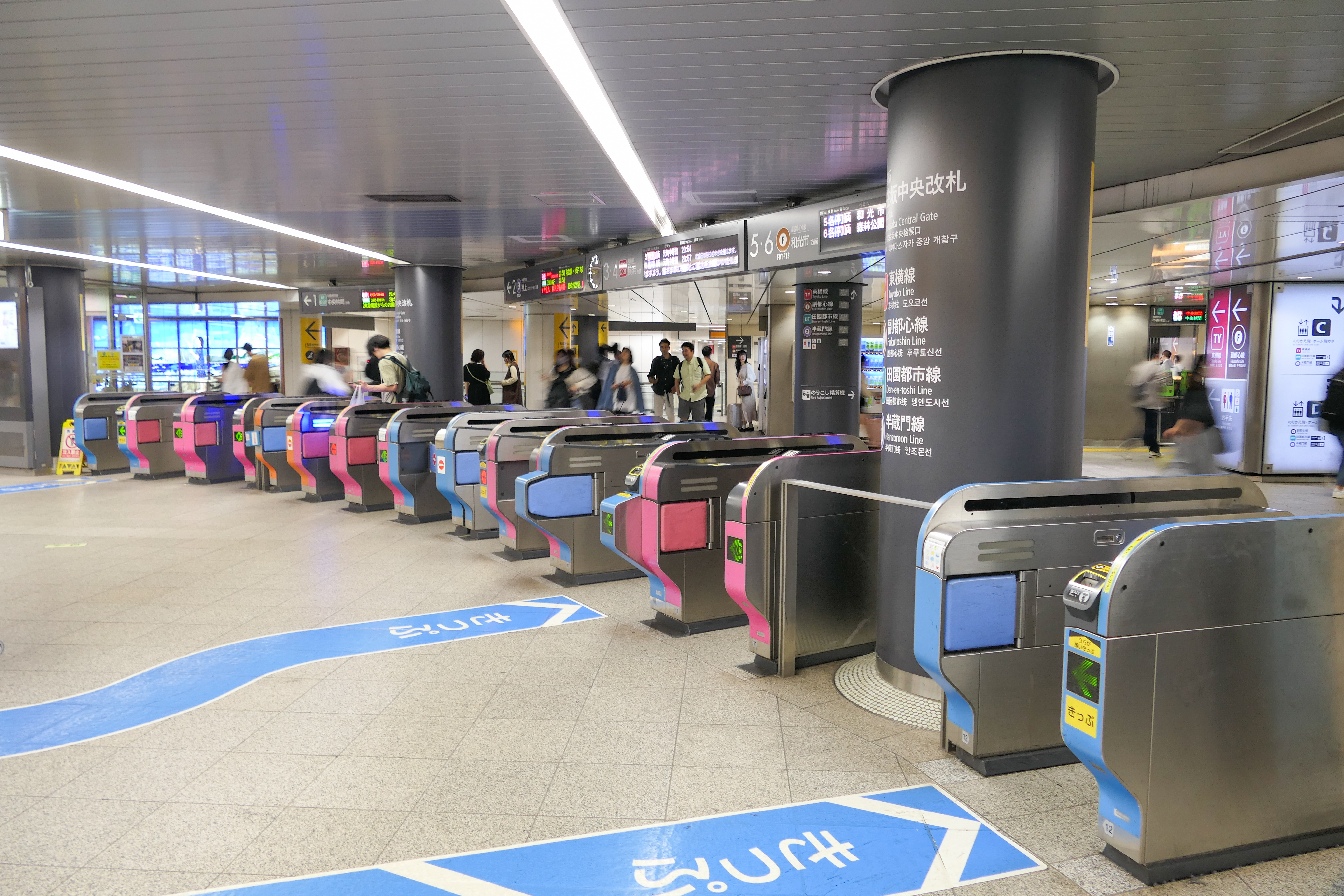
宮益坂中央改札 （2023年5月）
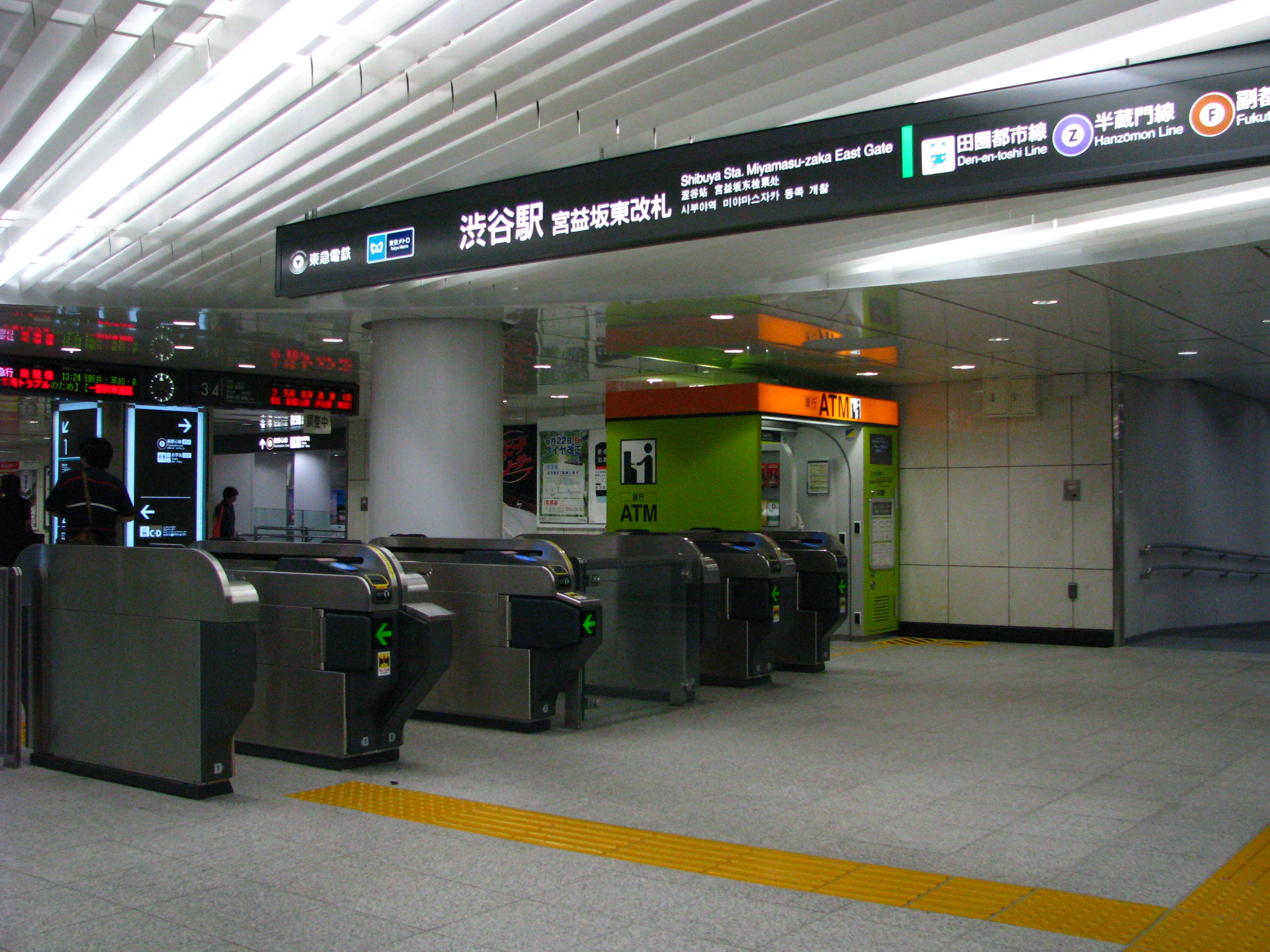
宮益坂東改札 （2008年6月）
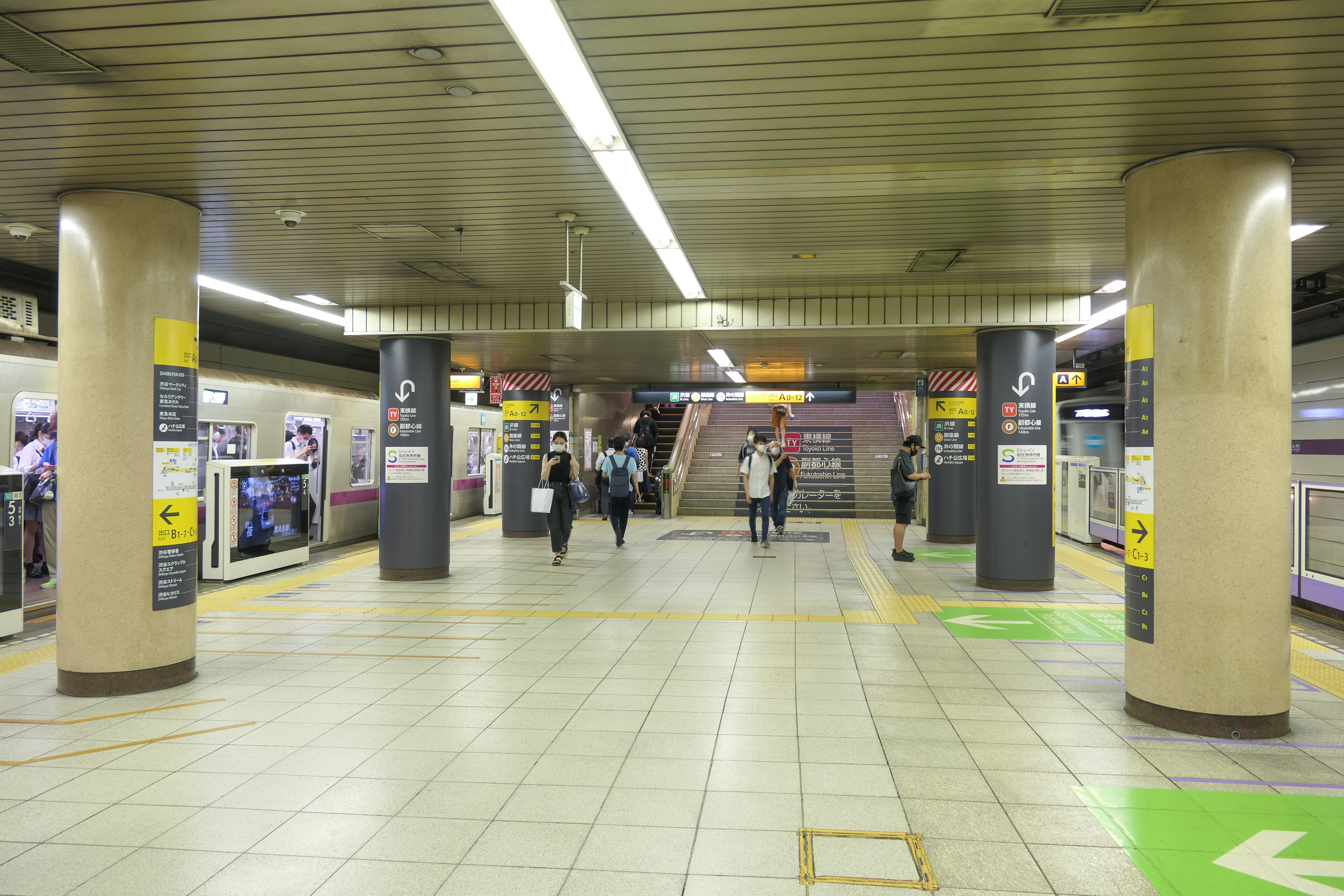
1・2番線ホーム （2021年6月）
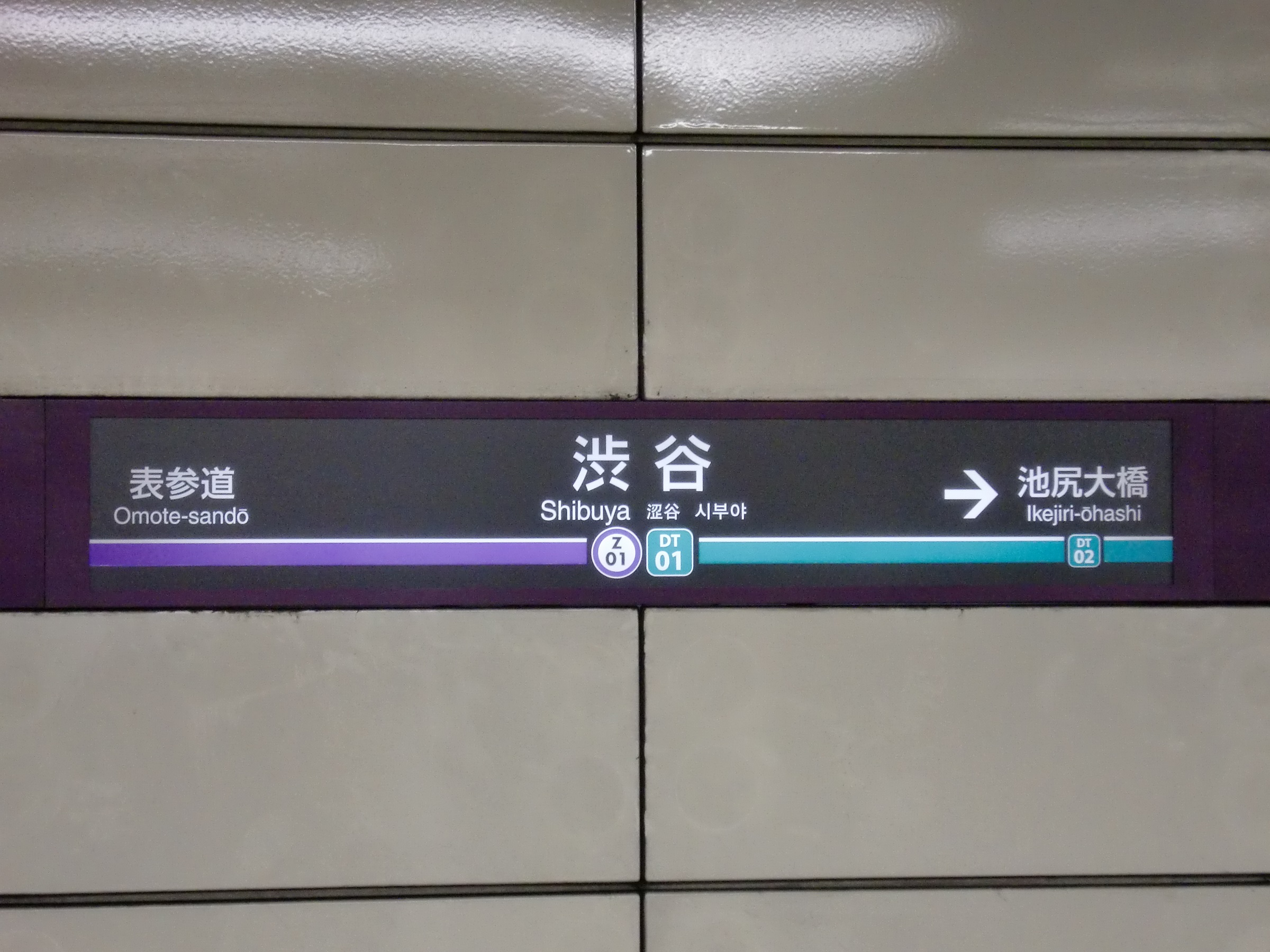
駅名標。営団地下鉄→東京メトロ管理時代の名残りとして、半蔵門線の多くの駅と同様営団仕様の細長いサイズのものが使われているほか、壁面に半蔵門線のラインカラーの紫色の帯が引かれている （2013年3月）

#### 東横線・副都心線
2008年（平成20年）6月14日の副都心線開業と同時に利用を開始した島式ホーム2面4線を有する地下駅であり、明治通りの直下の地下5階に位置している。
中線である4番線・5番線を利用して、東横線方面・副都心線方面の双方の電車が当駅で折り返し運転を行えるように、それぞれ両渡り線が設置されている。ただし、引き上げ線は当駅には設置されず、その代替として新宿三丁目駅の東新宿寄りに設置されている。このため、朝・夕に東横線からの新宿三丁目行が設定されている。
東横線方面からの列車には、副都心線には直通しない当駅折り返し列車が終日にわたり多数設定されている。早朝・深夜の折り返し列車の一部は、副都心線ホームである5番線から発車するが、大半の折り返し列車は当駅直前の渡り線を利用して副都心線ホームとは反対側の4番線に到着することから、東横線から引き続き副都心線を利用する場合は事前に副都心線直通列車に乗り換える方が便利である。
一方、副都心線への当駅始発列車は平日ダイヤの初電と夕方の計2本、土休日ダイヤの初電と夕方以降の計4本のみであり、副都心線からの当駅終着列車は終電のみとなっている。
当駅は東急電鉄と東京メトロが工事を分担した（銀座線高架以南は東急、それ以外は東京メトロが工事主体）。駅管理は副都心線開業時から東急が行っていたが、これは東横線と副都心線の相互乗り入れ開始時に当駅と田園都市線・半蔵門線の駅を一体的に管理するためである。
副都心線の開業と同時に東急電鉄直営の定期券うりばが開設（田園都市線から東急、半蔵門線から東京メトロがそれぞれ移転・統合）されたが、東京メトロ直営の定期券うりばは当駅になく、旧・銀座線の改札外コンコースにあった。しかし銀座線の駅移設に併せ、2019年（令和元年）12月27日に閉鎖されている。さらに2024年（令和6年）1月31日に半蔵門線・副都心線の定期乗車券の取扱を終了している。
副都心線（東横線）と半蔵門線（田園都市線）は相互の改札内乗換が可能である。一方、銀座線の駅は引き続き東京メトロが管理し、改札外乗換となる。そのため、副都心線と銀座線を乗り継ぐ際は60分の乗り換え時間の制限が設けられ、切符で乗り換える時は当駅での乗り継ぎ用自動改札機（オレンジ色）を通る必要がある（運賃が不足する場合は、乗り継ぎ用の自動精算機で運賃精算）。また、半蔵門線経由で表参道駅で乗り換える方法もある。2013年3月15日までは田園都市線・半蔵門線と乗車券の扱いが同一であるため、乗り継ぎ用自動改札機（オレンジ色）は東急における田園都市線と東横線の乗り継ぎの扱いにも対応していた。
駅の設計は建築家の安藤忠雄である。駅全体は「地宙船（地中の宇宙船）」をテーマとしたデザインが施され、新宿三丁目駅や明治神宮前駅と同様にホーム階からコンコース階に達する円形の吹き抜けが設置されており、当駅のホームにも「地宙船」をイメージした模型が設置されている。
地下駅でありながら、機械を一切設置しない自然換気システムを世界で初めて採用するとともに、ホームの床下や天井には冷水を循環させる「放射冷房システム」も採用し、地球環境に配慮した設計を取り入れている。なお、自然換気システムは東急文化会館跡地に建設された複合施設「渋谷ヒカリエ」開業までは仮設の換気塔を設置して対応した。
発車ベルメロディ（発車サイン音）として、東横線3・4番線ホームおよび5番線からの東横線始発列車にて「Departing from New Shibuya Terminal」（向谷実作曲）、副都心線5番線ホームにて「おとぎのワルツ」（スイッチ制作、塩塚博作曲）、6番線ホームにて「愛ステーション」（同、福嶋尚哉作曲）を使用している。
有料座席指定列車「S-TRAIN」は、土曜・休日ダイヤのみ東横線・副都心線に入線し、当駅にも停車する。なお、当駅から東京メトロ線内のみの乗車はできない（西武池袋線石神井公園駅から当駅まで、また当駅から東横線自由が丘駅の乗車は可）。
配線上、東横線4番線と副都心線5番線が主本線、東横線3番線と副都心線6番線が副本線である。
- 一部の列車は緩急接続が行われるが、当駅発着列車は4番線と5番線の主本線で折り返すため、一部の優等列車は3・6番線の副本線に入線する。
- 相互乗り入れ開始までは、現在の3番線と6番線（旧4番線）のみを使用していた。
  - 日中は種別ごとにホームが使い分けられており、3番線から各駅停車、旧4番線から急行が発車していた。
  - ポイント（分岐器）を二度通過するため、3番線の列車は発車後、旧4番線の列車は到着前に大きく揺れていた。
- 配線上、3・6番線からの折り返しは出来ない。相互乗り入れ開始までは明治神宮前寄り、主本線・副本線の合流の先に両渡り線があったが、乗り入れ開始により撤去され、副本線での折り返しは不可能となった。

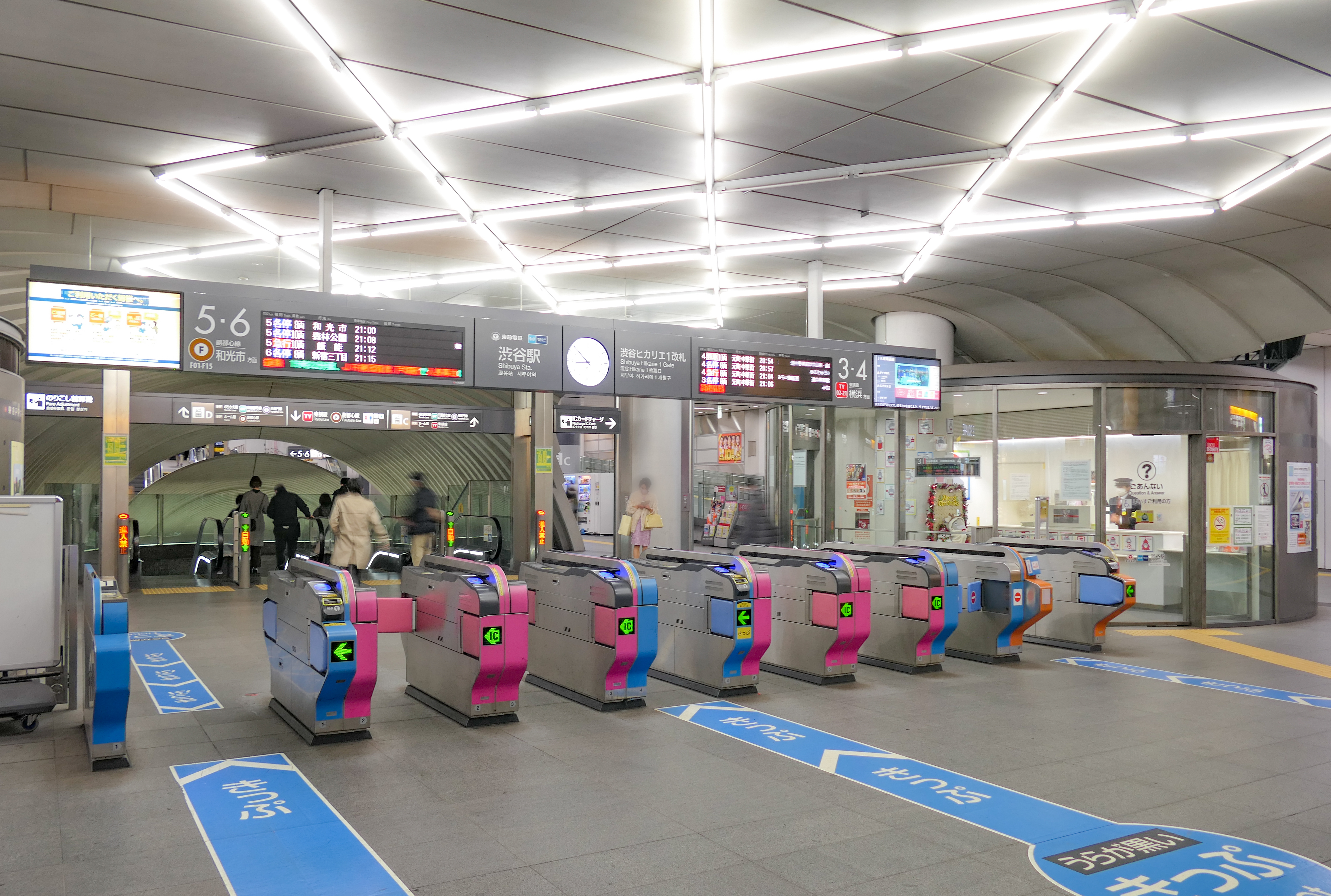
渋谷ヒカリエ1改札 （2021年12月）
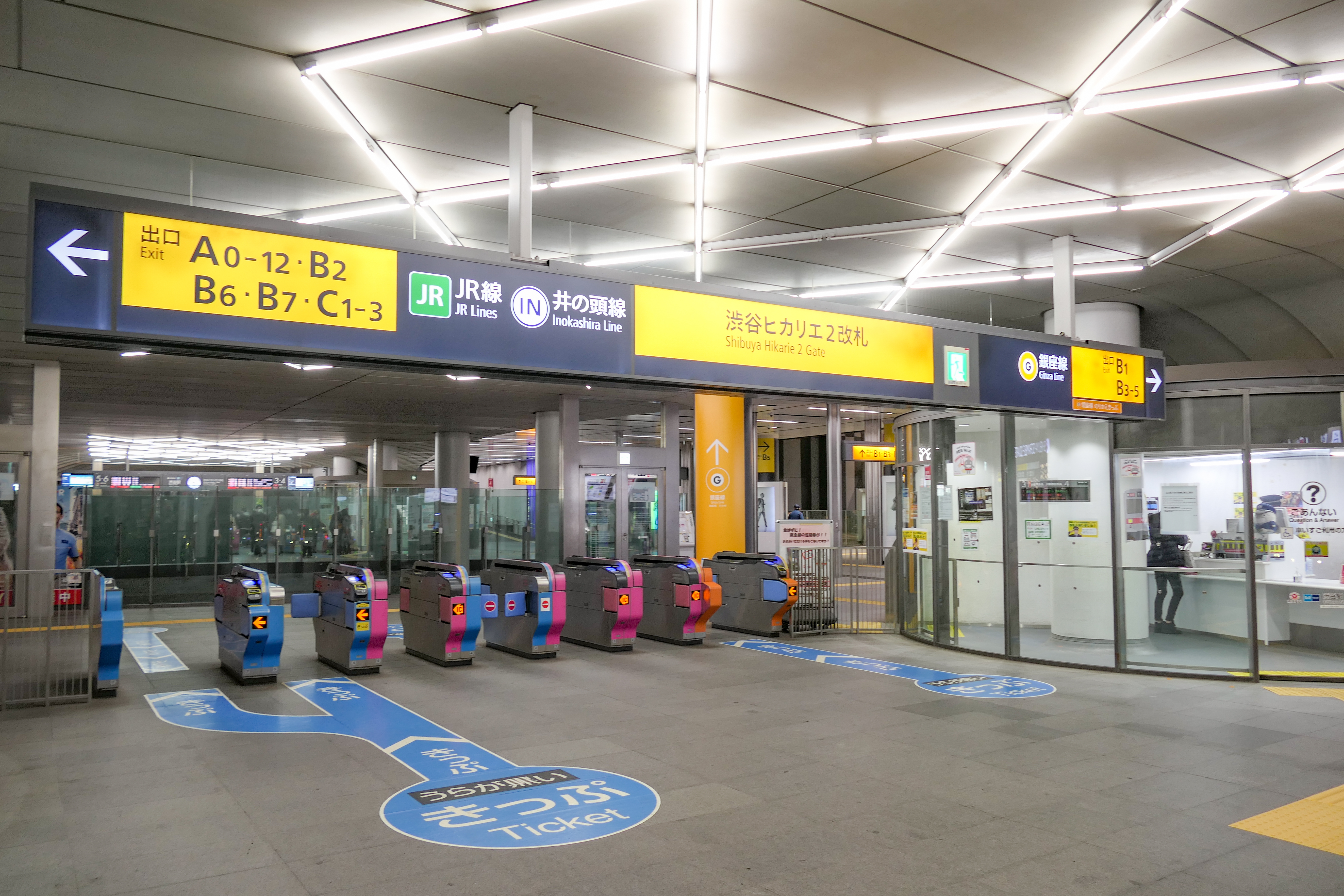
渋谷ヒカリエ2改札 （2021年12月）
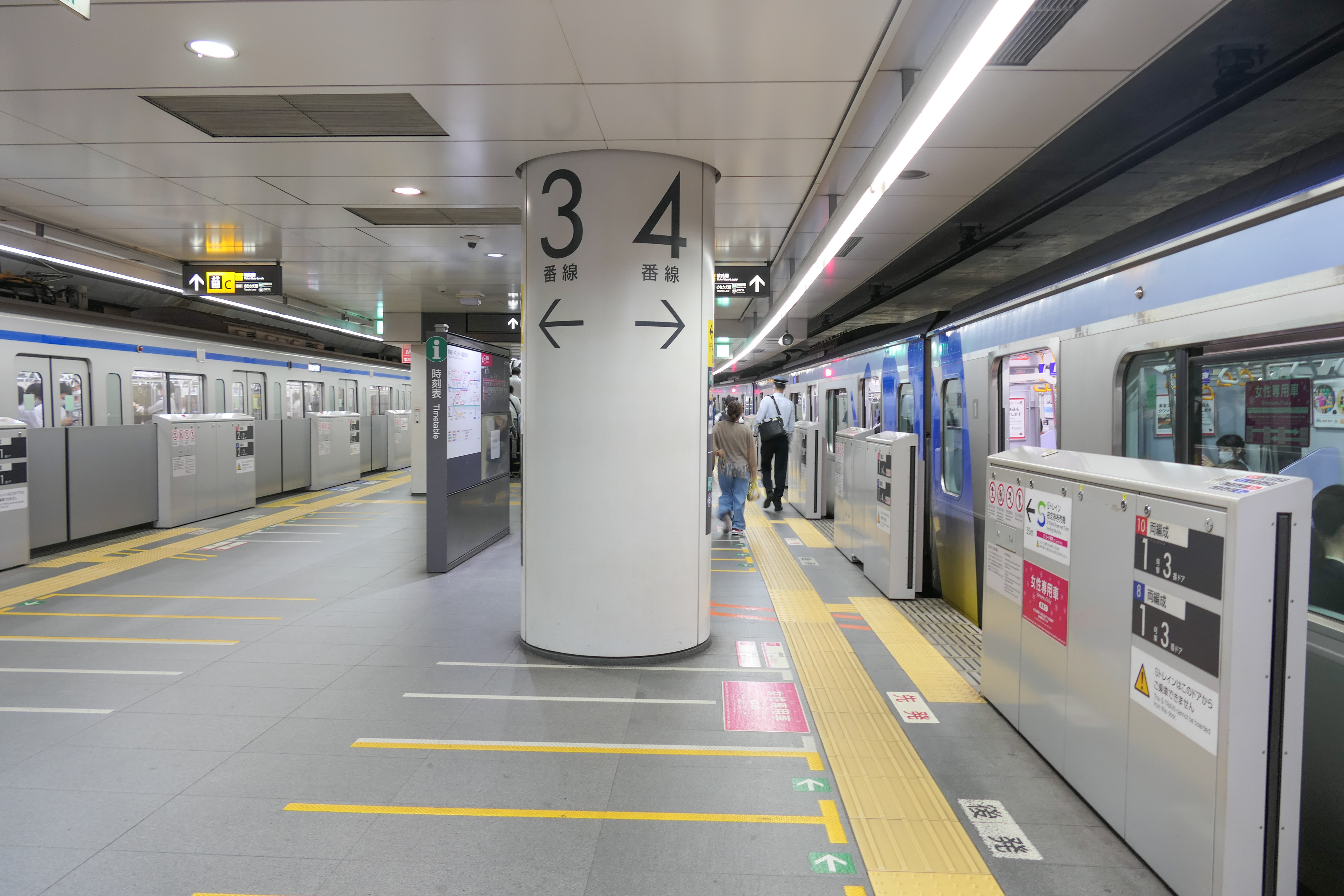
3・4番線ホーム （2021年6月）
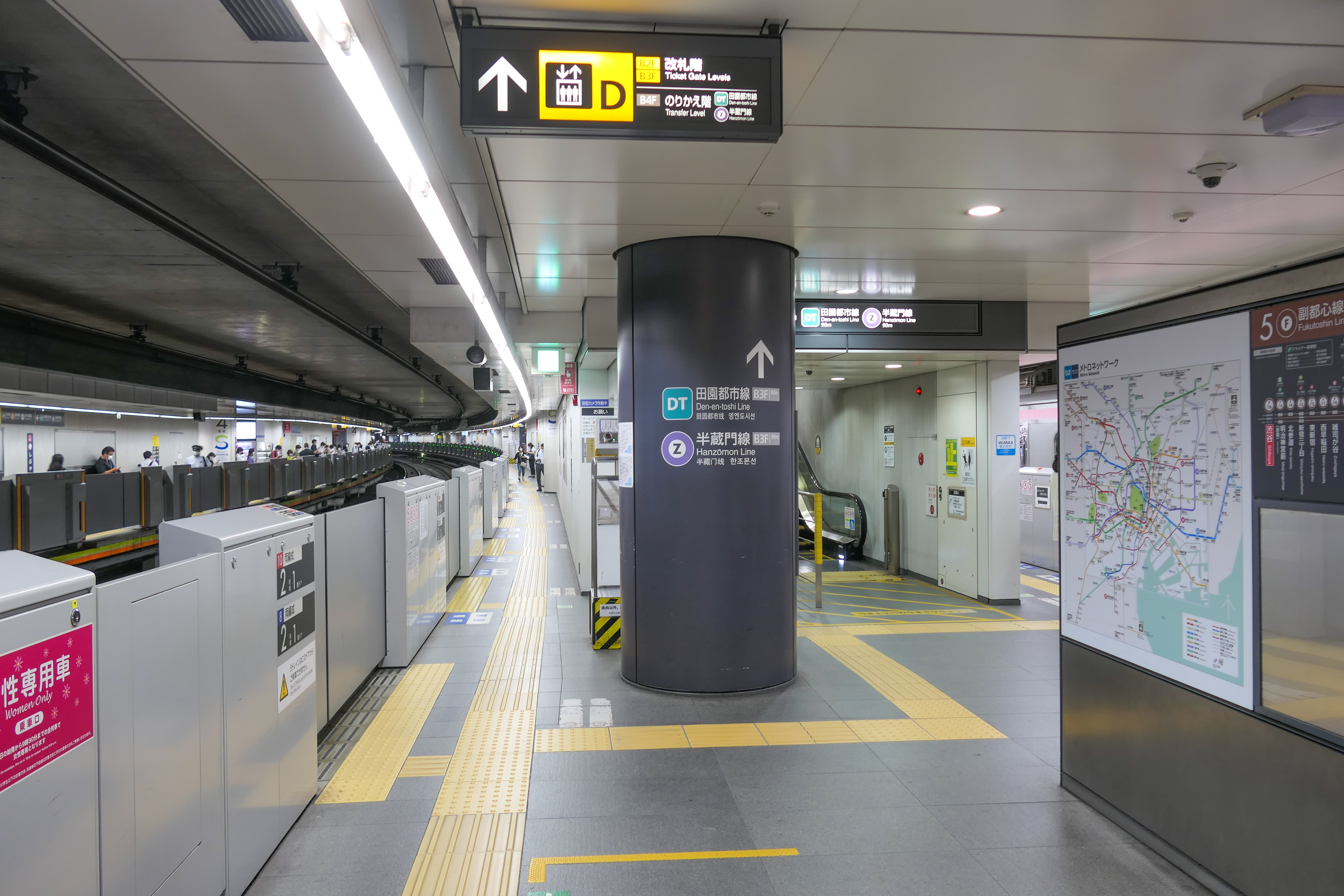
5・6番線ホーム （2021年6月）
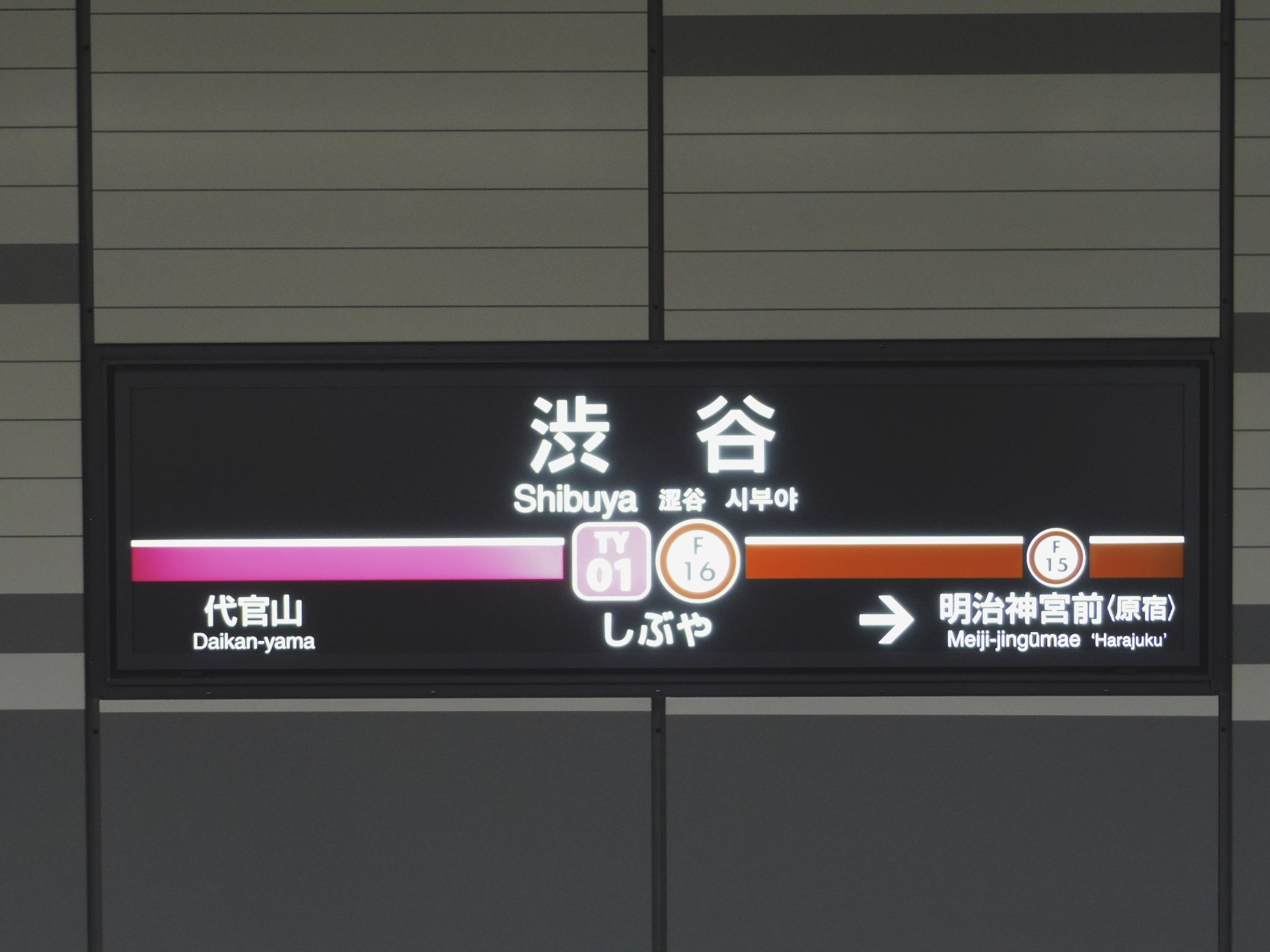
駅名標 （2013年3月）
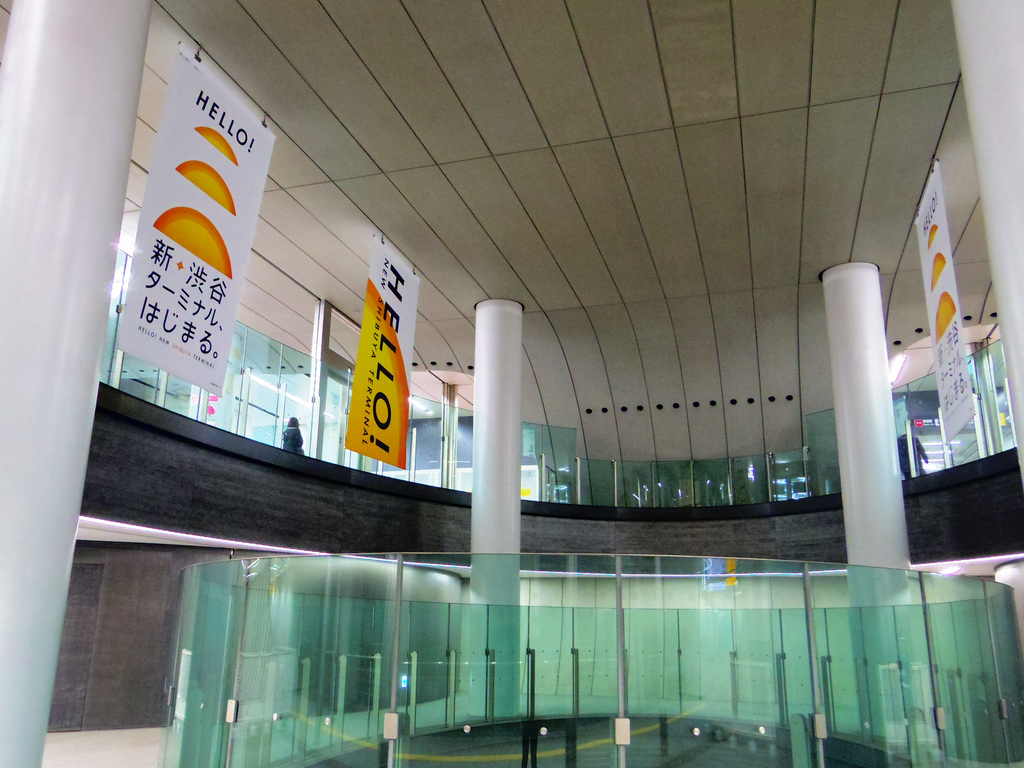
吹き抜け （2013年3月）
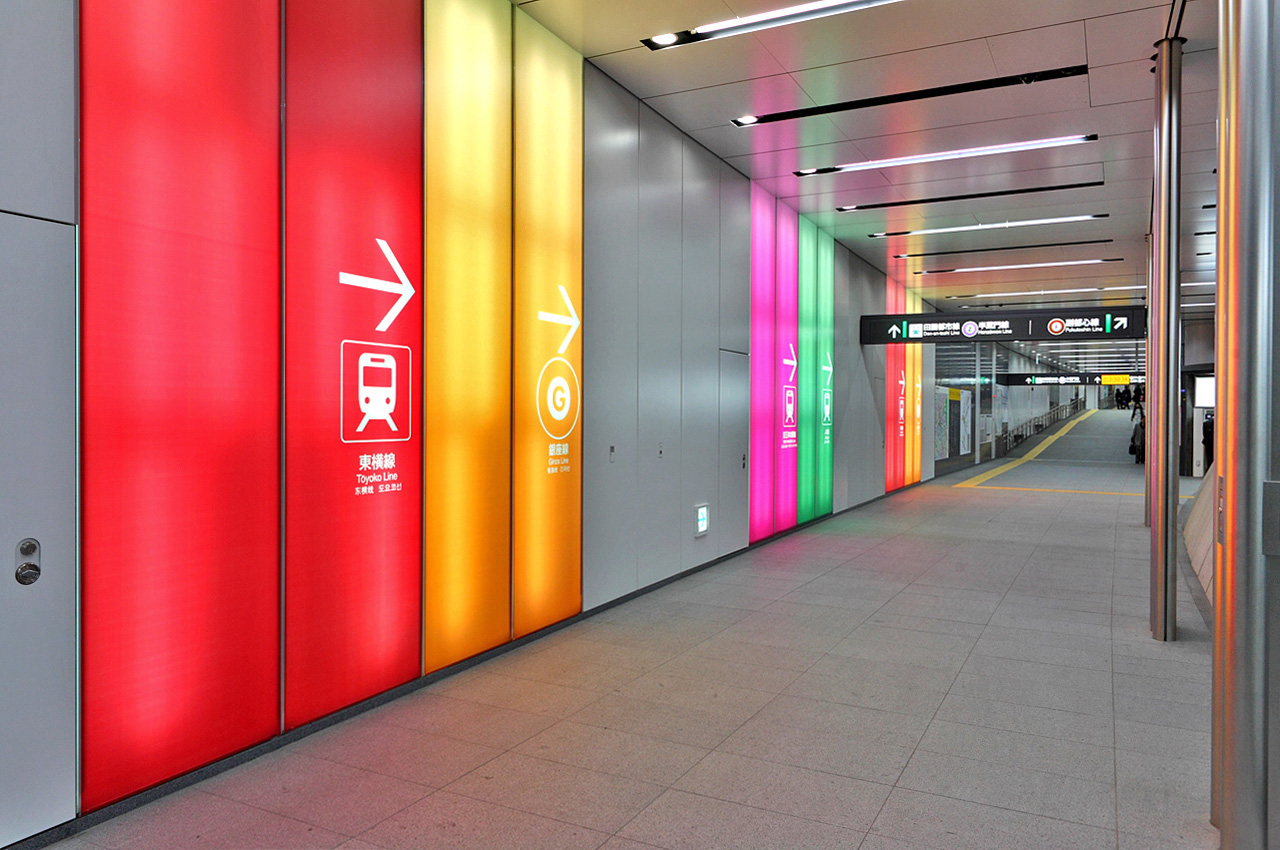
各線のラインカラーを壁面に配した連絡通路 （2008年11月）
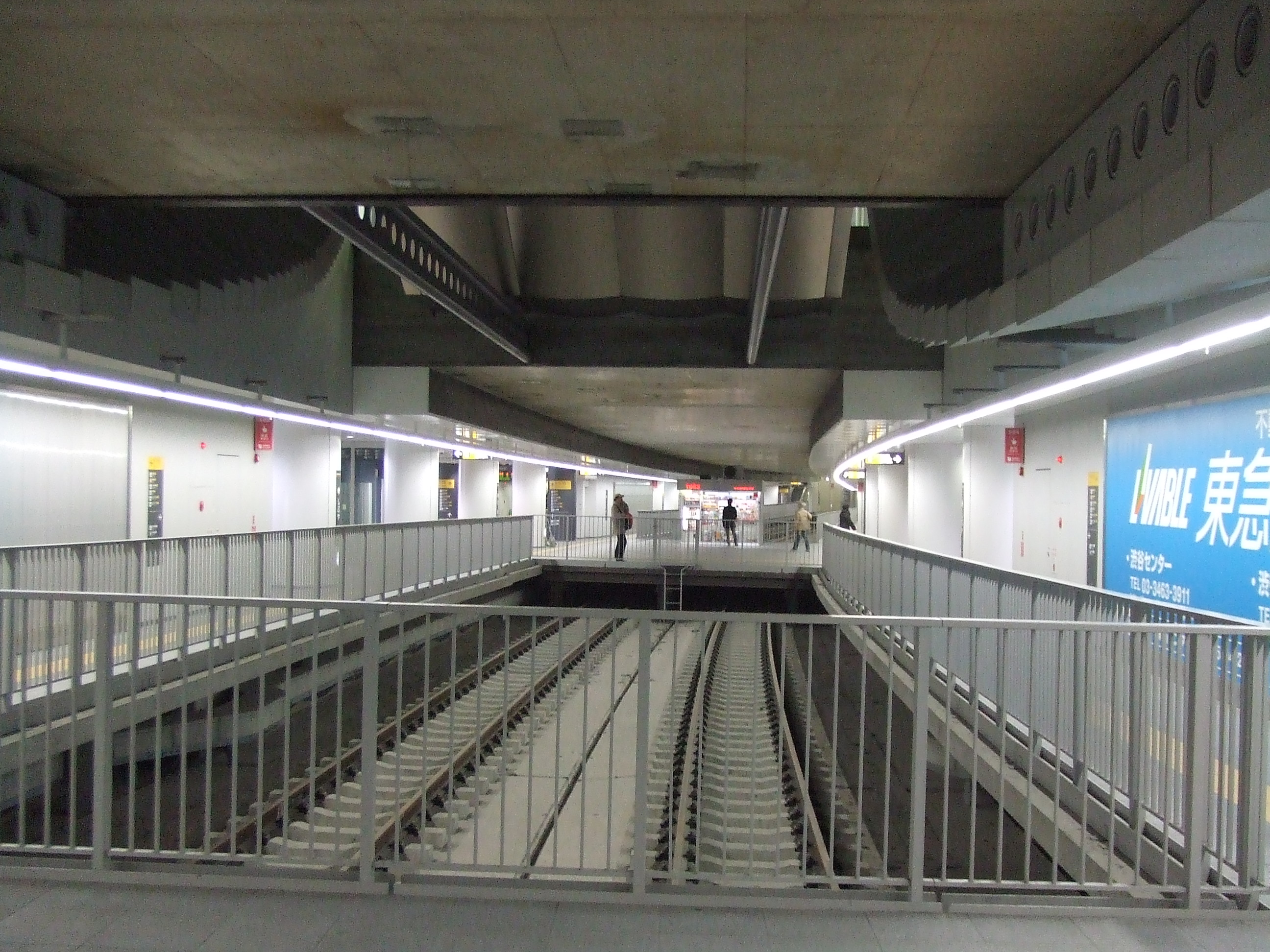
東横線との直通運転開始前には、現4・5番間に仮設の連絡通路が設置されていた。 （2009年1月）
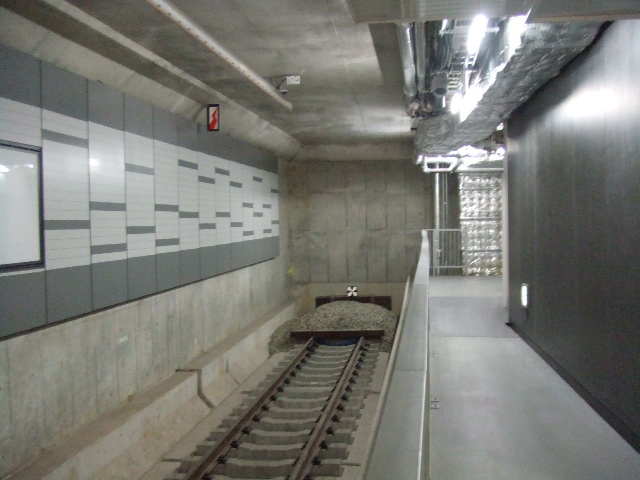
東横線との直通運転開始前の代官山方 （2009年1月）

#### のりば
| 番線                                  | 路線       | 行先                                     | 備考                                          |
| ------------------------------------- | ---------- | ---------------------------------------- | --------------------------------------------- |
| 田園都市線・半蔵門線ホーム（地下3階） |            |                                          |                                               |
| 1                                     | 田園都市線 | 二子玉川・長津田・中央林間方面           | 一部の始発列車は、半蔵門線ホーム2番線から発車 |
| 2                                     | 半蔵門線   | 押上〈スカイツリー前〉・久喜・南栗橋方面 |                                               |
| 東横線・副都心線ホーム（地下5階）     |            |                                          |                                               |
| 3・4                                  | 東横線     | 横浜・元町・中華街・新横浜・二俣川方面   | 一部の始発列車は、副都心線ホーム5番線から発車 |
| 5・6                                  | 副都心線   | 池袋・和光市・森林公園・飯能方面         |                                               |

#### 同一事業者他路線の「渋谷駅」との関係
東京メトロの路線である半蔵門線・副都心線と銀座線の渋谷駅は、改札口が別であることなどから事実上別の駅として扱われている。このため、田園都市線と銀座線の乗り換えは、半蔵門線との対面乗り換えが可能な表参道駅を車内アナウンスは案内されるが、副都心線および田園都市線と銀座線の改札外乗り換えが可能であるため、副都心線が開業した当初より、駅の乗換案内に銀座線が表記されている。駅アナウンスは副都心線とまとめられ「地下鉄線」と案内される。
東横線・副都心線の相互乗り入れ開始までは、東急電鉄の路線である東横線と田園都市線の渋谷駅は駅舎・改札口が別であったことなどから、別の駅として扱われていた。このため、東横線の自動券売機で購入した乗車券では田園都市線のホーム、田園都市線の自動券売機で購入した乗車券では東横線のホームに入場できなかった（いずれの場合でも回数券は対応）。渋谷駅で東横線と田園都市線相互の乗り換えは改札外乗換となり、30分の時間制限が設けられていたほか、切符で乗り換える時は乗り継ぎ用自動改札機（オレンジ色）を通る必要があった（運賃が不足する場合は、乗り継ぎ用の自動精算機で運賃精算）。さらに、東急線各駅までの運賃も異なっていたが、現在は実乗車経路にかかわらず、乗降2駅間の最短経路で算出された運賃で乗車可能になっている。
銀座線・半蔵門線の渋谷 - 赤坂見附・永田町間は同一路線とみなされているため、運賃も同一である。なお、銀座線渋谷駅が明治通りの上に移設されたことにより、銀座線の渋谷 - 表参道間の駅間距離は1.2 kmに短縮されたが、運賃計算は半蔵門線の1.3 kmが適用される。

#### 改札・出口

##### 田園都市線・半蔵門線側
道玄坂方面改札
道玄坂・文化村通り（東急本店）・センター街方面。ホーム池尻大橋寄り階段上。「109」内のエレベーターで車椅子でも地上に出ることが可能だが、利用可能時間は「109」の営業時間内に限られる。A0 - A4番出口。
ハチ公方面改札
ハチ公口（玉川口）・西口。ホーム中程階段上。しぶちかに直結。JR線（ハチ公改札）・京王井の頭線・東京メトロ銀座線・西口バスターミナル方面。A5 - A8・A12番出口。
宮益坂中央改札・宮益東口改札
宮益坂口・東口。ホーム表参道寄り階段上。JR線（ハチ公改札）・東口バスターミナル方面。B2 - B4・B7番出口。
宮下公園・メトロプラザ方面。B1番出口（階段、エスカレーター）。

##### 東横線・副都心線側
副都心線の開業と同時に、渋谷ヒカリエ1改札が設置されている。
2013年（平成25年）3月11日には、相互直通を目前に渋谷ヒカリエ2改札が供用開始された。場所は渋谷ヒカリエ1改札の対面となる。また、相互直通開始時にはC1 - C3番出口が供用開始された。国道246号を地下で越え明治通り・恵比寿方面へのアクセスとなっている。この通路現在6:00 - 23:00まで通行可となっているが、通路は現在仮設となっており、通行可能時間帯以外は内装工事を進めており、ここには東口地下広場が整備される予定である。
（地下3階）渋谷ヒカリエ1改札・渋谷ヒカリエ2改札
渋谷ヒカリエ・東京メトロ銀座線方面。B5番出口（階段、エスカレーター）。
渋谷スクランブルスクエア・JR線（南改札）・東口バスターミナル・東口タクシーのりば・渋谷1、2丁目。B6番出口（階段、エスカレーター）。
明治通り・恵比寿方面。C1 - C3番出口。
（地下2階）宮益坂中央改札・宮益東口改札
宮益坂口・東口。ホーム明治神宮前寄り階段上。JR線（ハチ公改札）・東口バスターミナル方面。B2 - B4・B7番出口。
宮下公園・メトロプラザ方面。B1番出口（階段、エスカレーター）。

#### 旧 東横線ホーム

東横線高架ホーム時代の各社の渋谷駅位置関係

山手線ホームの東側にのりばがあり、頭端式ホーム4面4線を有する高架駅。1964年（昭和39年）の改良工事完成後の形態となっているが、かまぼこ型の屋根（トレイン・シェッド）が設けられていた。なお、それ以前は貨物ホームも設置されていた。エレベーターとエスカレーターは正面口にあった。
2013年（平成25年）3月1日から、高架ホームが使用終了する15日まで、到着ベルメロディとして「Final approach」が使用されていた。
発車標は、改札内設置のものに加え、2000年代に入ってから改札外にも液晶ディスプレイを5枚横に並べた大型のものが設置された。この液晶ディスプレイ型のものは、横浜駅に先着する列車も一目でわかるようになっていた。
前述の通り、2013年3月16日の東横線・副都心線との相互直通運転開始と同時に、東横線のりばは高架ホームから副都心線の地下ホームに移転した。高架の旧ホームは、同年3月26日から5月6日まで一部区画がイベントスペース「SHIBUYA ekiato」として利用された後、解体され、跡地には埼京線・湘南新宿ラインの新ホーム及び新線路や「渋谷スクランブルスクエア（東棟）」「渋谷ストリーム」などが建設された。地下化された後の駅については「#東横線・副都心線」の節を参照のこと。

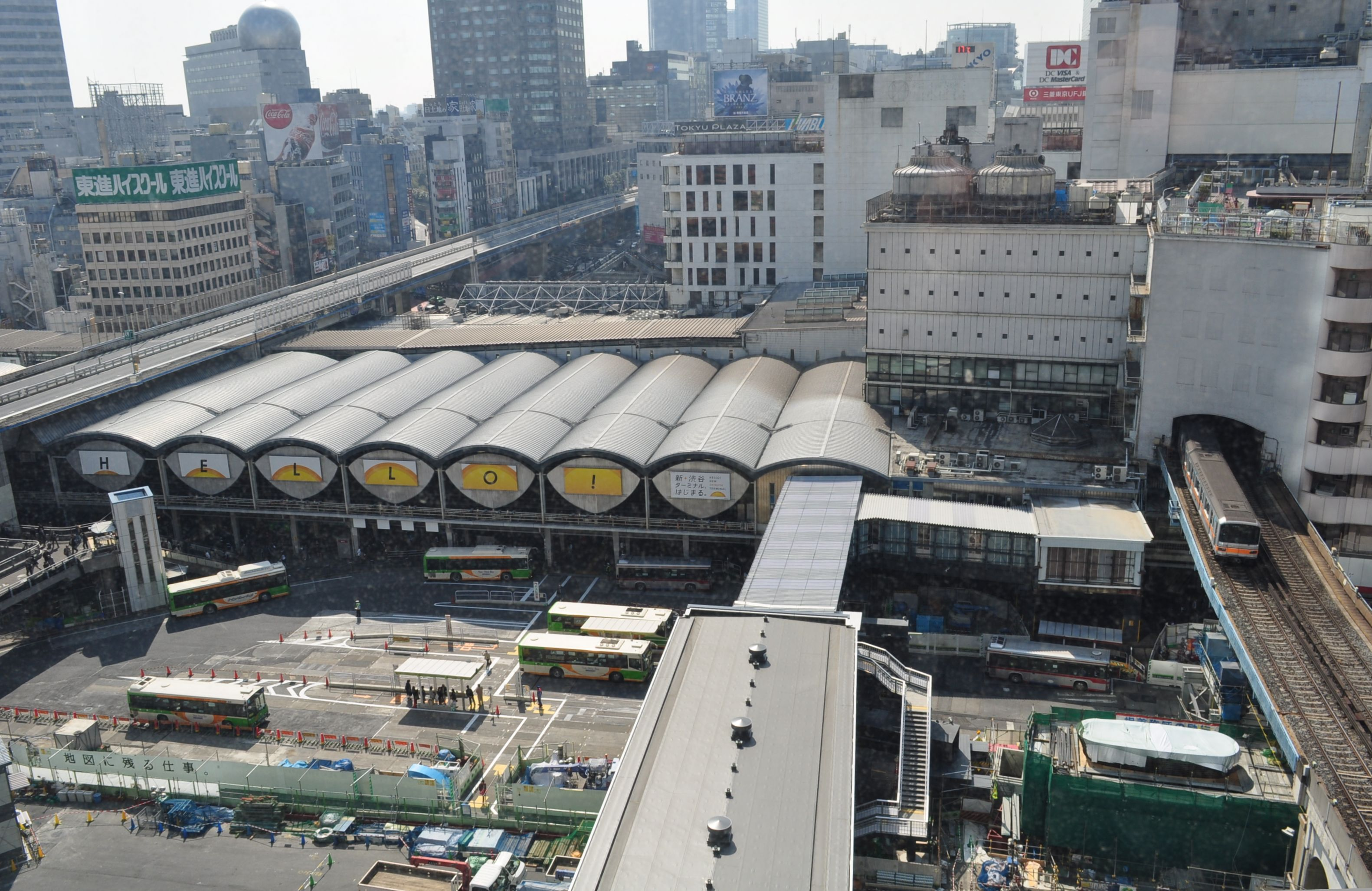
旧東横線の渋谷高架駅舎全景（2013年3月）
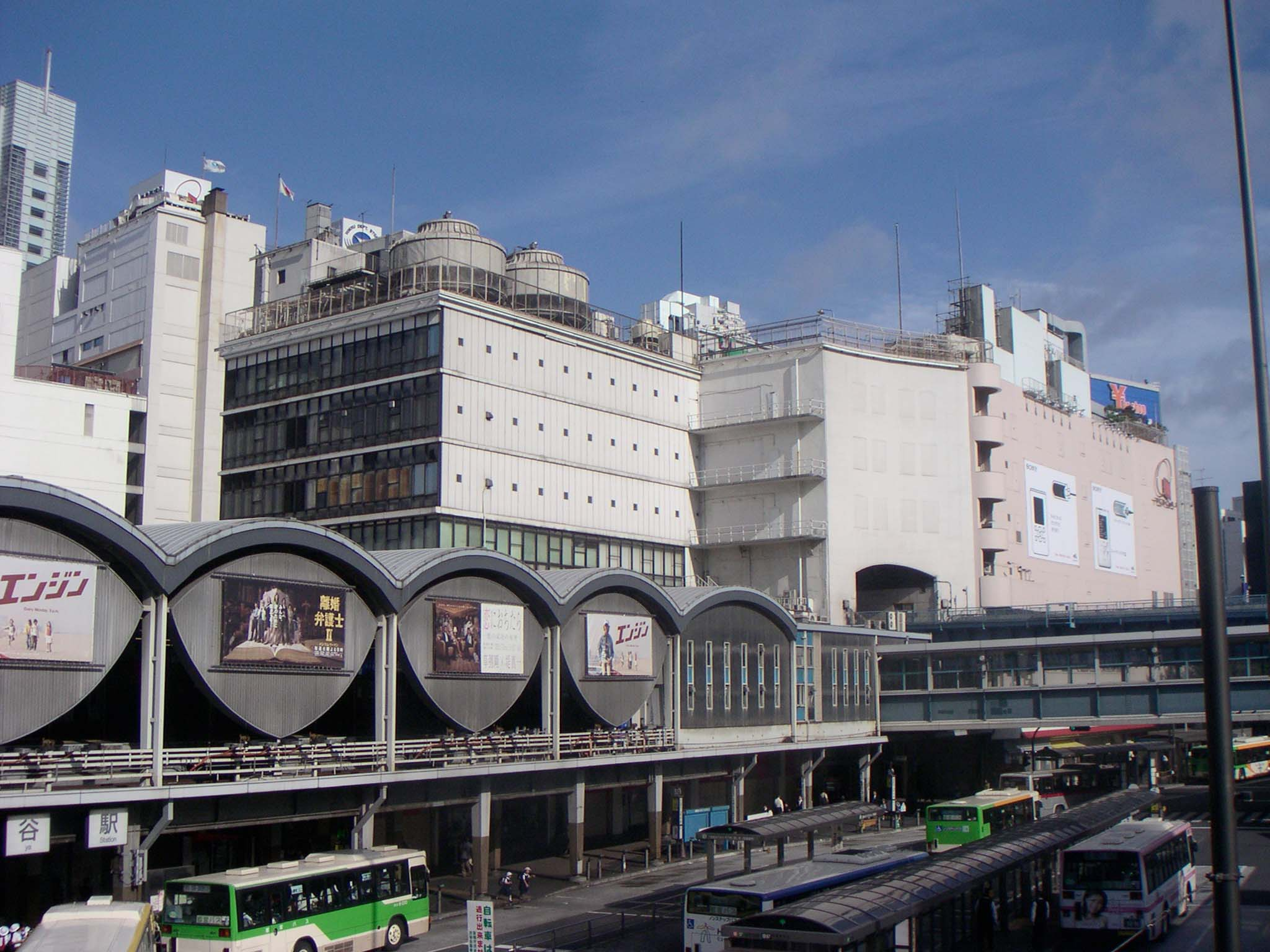
渋谷駅東口の旧東横線ホームの駅舎外観（2005年5月）
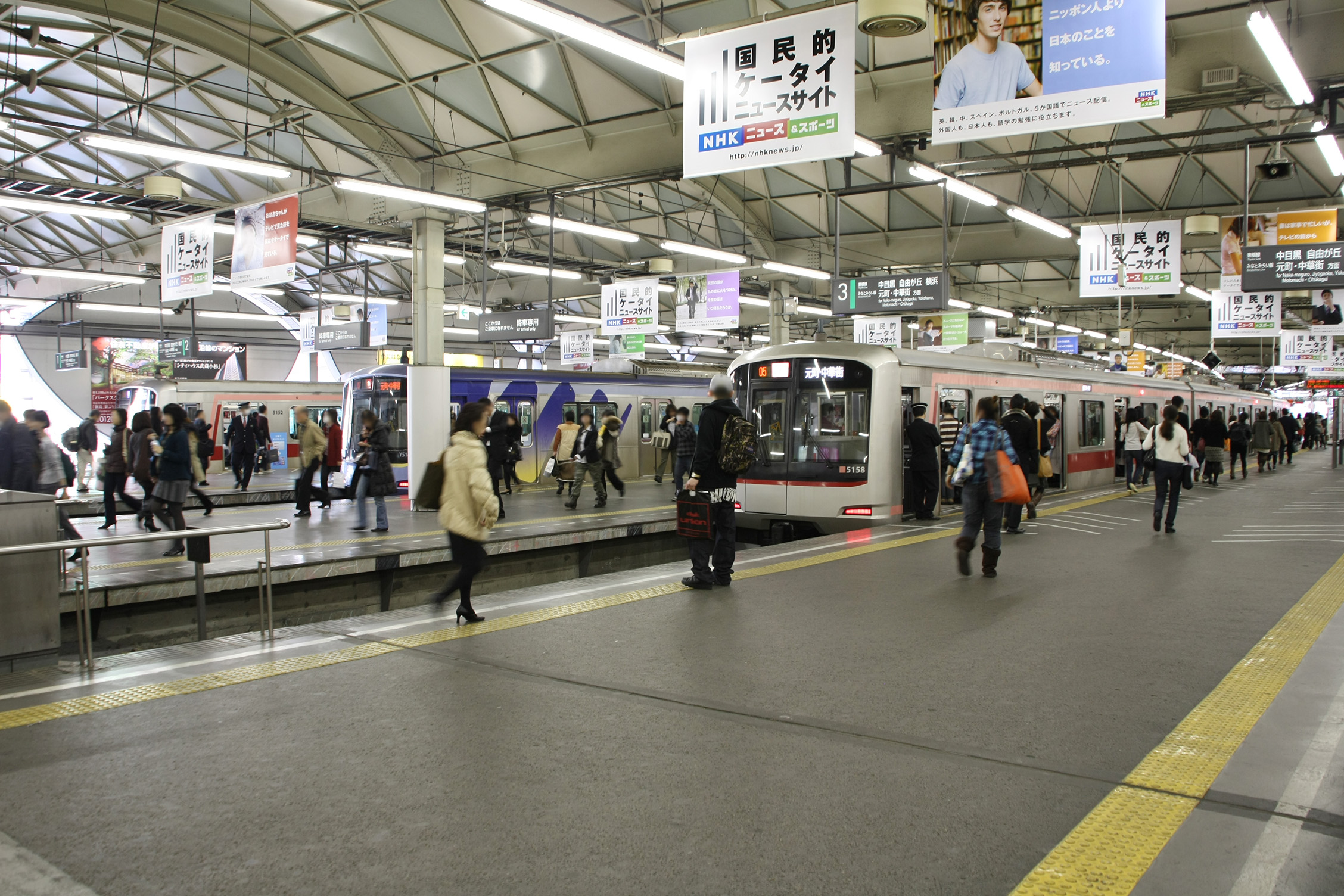
旧東横線ホーム（2009年5月）

##### のりば（当時）
東側から以下の通り。
| 番線 | 路線   | 行先               | 備考 |
| ---- | ------ | ------------------ | ---- |
| 1    | 東横線 | 横浜方面           |      |
| 2    | 東横線 | 横浜方面           |      |
|      | 東横線 | 2・3番線降車ホーム |      |
|      | 東横線 |                    |      |
| 3    | 東横線 | 横浜方面           |      |
| 4    | 東横線 | 横浜方面           |      |
|      | 東横線 | 4番線降車ホーム    |      |

- 1番線のみ降車ホームがなく、乗車ホームと共用。
- 日中時は3番線から特急、2番線から急行、1・4番線から各駅停車が発車。
- 夕方ラッシュ時は2番線から通勤特急、3番線から急行、4番線（一部1番線）から各駅停車が発車。
- 朝ラッシュ時や早朝・夜間は種別による発車番線の振り分けは特にされていないが、4番線はすべての時間帯で各駅停車のみが発車。

###### 配線図（当時）
| | 東急東横線 渋谷駅 鉄道配線略図 | → 横浜方面 |
| 凡例 出典:* 以下を参考に作成。 ** 祖田圭介、「特集 山手線電車100周年」、交友社、『鉄道ファン』 第50巻2号（通巻第586号） 2010年2月号、35頁、「図12 東急渋谷駅の配線」。 ** 東京急行電鉄公式サイト、各駅情報、東横線 渋谷駅 駅構内図 ※白線クロスハッチは降車用ホーム |                                |            |

### 東京メトロ（銀座線）
開業以来東急百貨店東横店西館3階の位置にあったが、2020年（令和2年）1月3日に約130 m東側（表参道寄り）の明治通り上に移設され、同日の始発より供用を開始した（工事の詳細は東京メトロ銀座線#渋谷駅移設工事を参照）。
1面2線の島式ホーム（最大幅12 m）を有する高架駅。改札口は明治通りを挟んで東側に明治通り方面改札とヒカリエ方面改札が、西側にスクランブルスクエア方面改札がある。銀座線で唯一地上部に位置しており、他社管轄の渋谷駅と比較すると最も高い位置にある。
ホーム全体を覆う屋根は、それぞれ形の異なる「M」字形の鋼製アーチを2.5 m間隔で45本並べ、その上から雨の侵入を防ぎつつ換気を最大限に行えるようにアルミの引き抜き材で構成している。また、駅舎部の線路がJRの線路を跨ぐために緩やかな上り勾配になっていることや駅舎上部を将来的に線路とは逆勾配となっているスカイウェイ（渋谷ヒカリエ ヒカリエデッキ）を通すため、断面形状が西側に行けばいくほど幅が広く天井が低くなっている。「渋谷ヒカリエ ヒカリエデッキ」は2021年（令和3年）7月15日に供用開始。
元々地上（高層階）にホームが設置されたのは、当駅周辺の急勾配を建設当時の電車が登れる見込みがなかったことに加え、銀座線の新橋駅・渋谷駅間を建設したのが東急系列の東京高速鉄道であったという歴史的経緯によるものである。当駅の先には渋谷駅構内側線（渋谷車庫、旧・渋谷検車区）が置かれているが、この構内側線は旧東急玉川線の二子玉川駅方面へ延長する予定であったルートの一部分である。旧・渋谷検車区と旧・東急玉川線渋谷駅、京王井の頭線渋谷駅の再開発に伴い、現在は渋谷マークシティ3階に移設されている。
移設前は2面2線の相対式ホームであった。2番線（乗車専用ホーム）と1番線（降車専用ホーム）が完全に分離されており、1番線に降りると一旦改札を出る以外に移動手段はないため、「間違えてここまで乗ってしまった方は窓口まで」という旨の貼り紙が掲示されていた。2024年（令和6年）12月21日までは1番線ホームがそのまま新ホームに向かうコンコースに転用されていた。
また、移設前は1番線に到着したすべての電車を一旦構内側線まで引き込ませた後で、折り返して2番線に入線する形態をとっていた。しかし移設後は表参道方に両渡り線が設置されてホーム上での折り返しが可能となり、1番線の先に車止めが設置され、2番線のみが構内側線に接続する構造となった。
同一事業者の半蔵門線・副都心線ホームとは改札口が別で、事実上別の駅として扱われている。銀座線から副都心線へ乗り継ぐ際は60分の乗り換え時間の制限が設けられ、切符で副都心線に乗り換える時は乗り継ぎ用自動改札機（オレンジ色）を通る必要がある（運賃が不足する場合は、乗り継ぎ用の自動精算機で運賃精算）。
銀座線改札口からPASMO・Suica等の各種ICカードで入場する場合、残額が東京メトロの初乗り運賃の178円未満であっても、東急線の初乗り運賃である140円以上であれば入場が可能である。また、東急線の乗車券も使用できる。これは、東京メトロ半蔵門線・副都心線と東急東横線・田園都市線の渋谷駅が同一構内にあるために発生する現象である。
半蔵門線の駅業務は、副都心線開業に関連して2007年（平成19年）12月2日の始発より東急電鉄に移管されたが、銀座線の駅業務は副都心線開業後も東京メトロが引き続き管理している。

#### のりば
| 番線 | 路線   | 行先     |
| ---- | ------ | -------- |
| 1・2 | 銀座線 | 浅草方面 |

（出典：東京メトロ:構内立体図）

#### 発車メロディ
移設前の2018年（平成30年）11月22日から、スイッチ制作の発車メロディ（発車サイン音）を使用している。
| 番線 | 曲名         | 作曲者   | 導入年月日     |
| ---- | ------------ | -------- | -------------- |
| 1    | 道はここから | 福嶋尚哉 | 2020年1月3日   |
| 2    | アンディーン | 福嶋尚哉 | 2018年11月22日 |

#### 改札・出口
スクランブルスクエア方面改札
渋谷スクランブルスクエア東棟3階コンコースにある。JR線・東急田園都市線・京王井の頭線の乗り換えに利用。
明治通り方面改札
渋谷ヒカリエ前の明治通りに面した場所にある。副都心線・東急東横線の乗り換えに利用。
ヒカリエ方面改札
渋谷ヒカリエ2階コンコースに直結。2020年（令和2年）4月18日より供用開始。

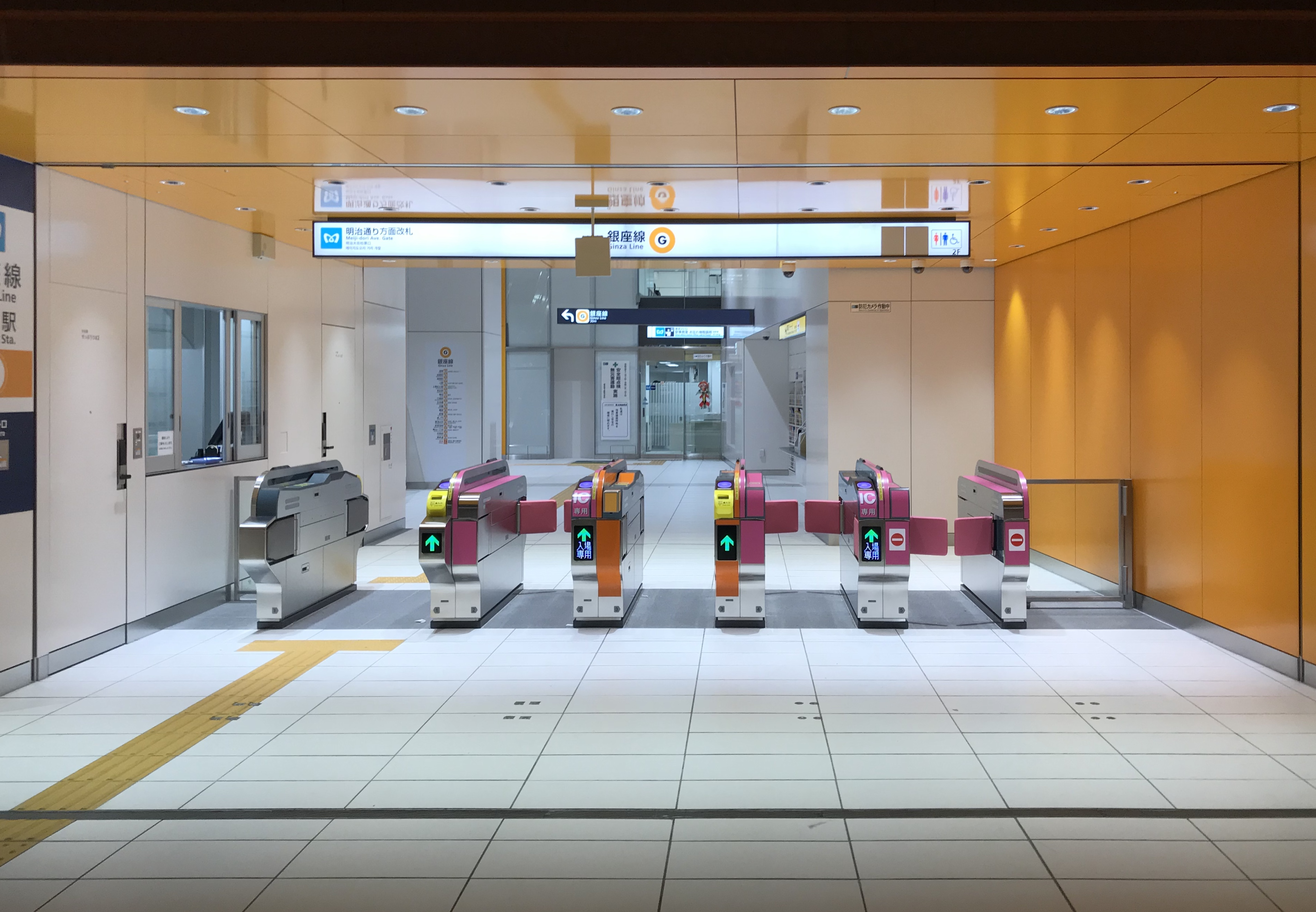
明治通り方面改札（2020年1月）
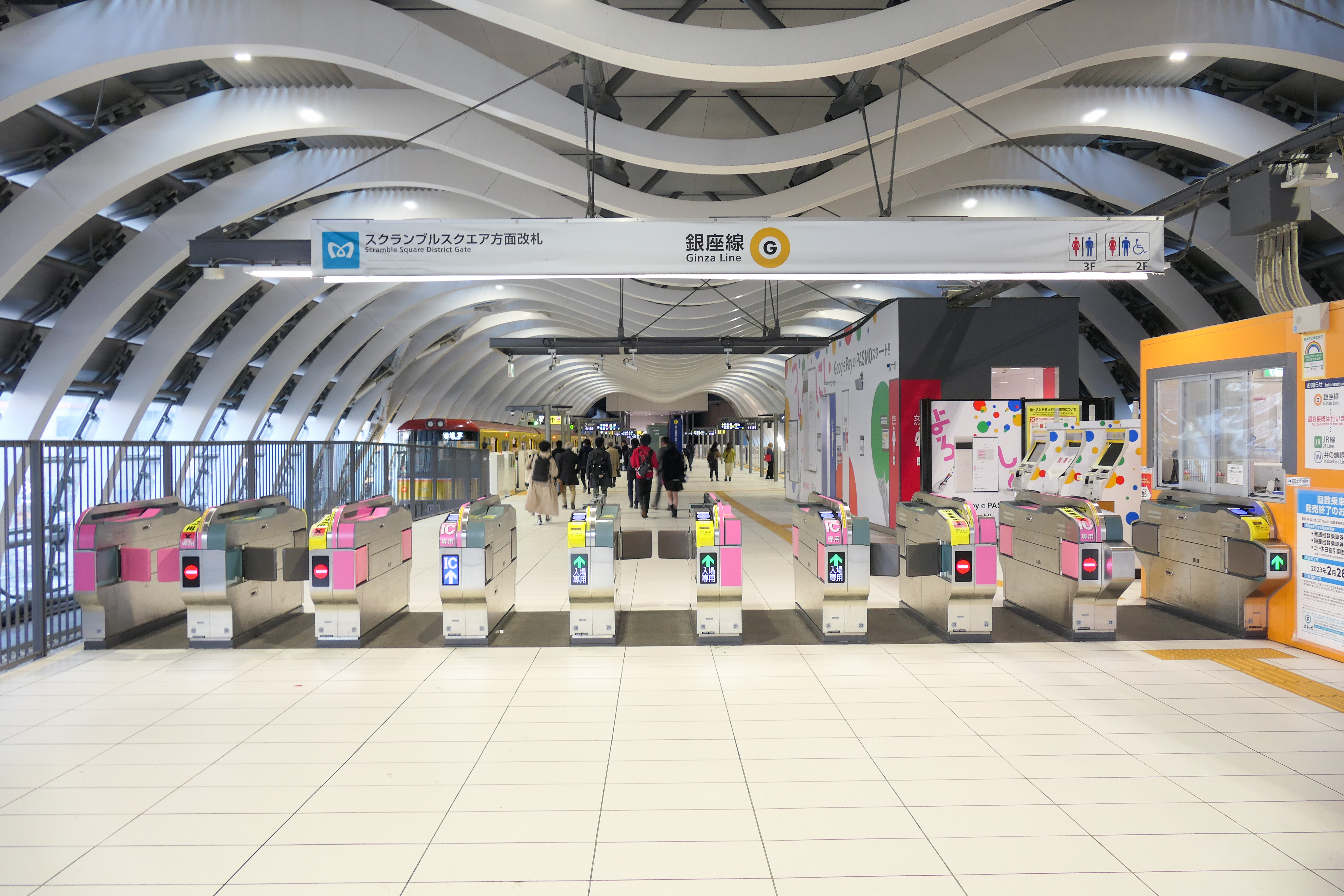
スクランブルスクエア方面改札（2022年12月）
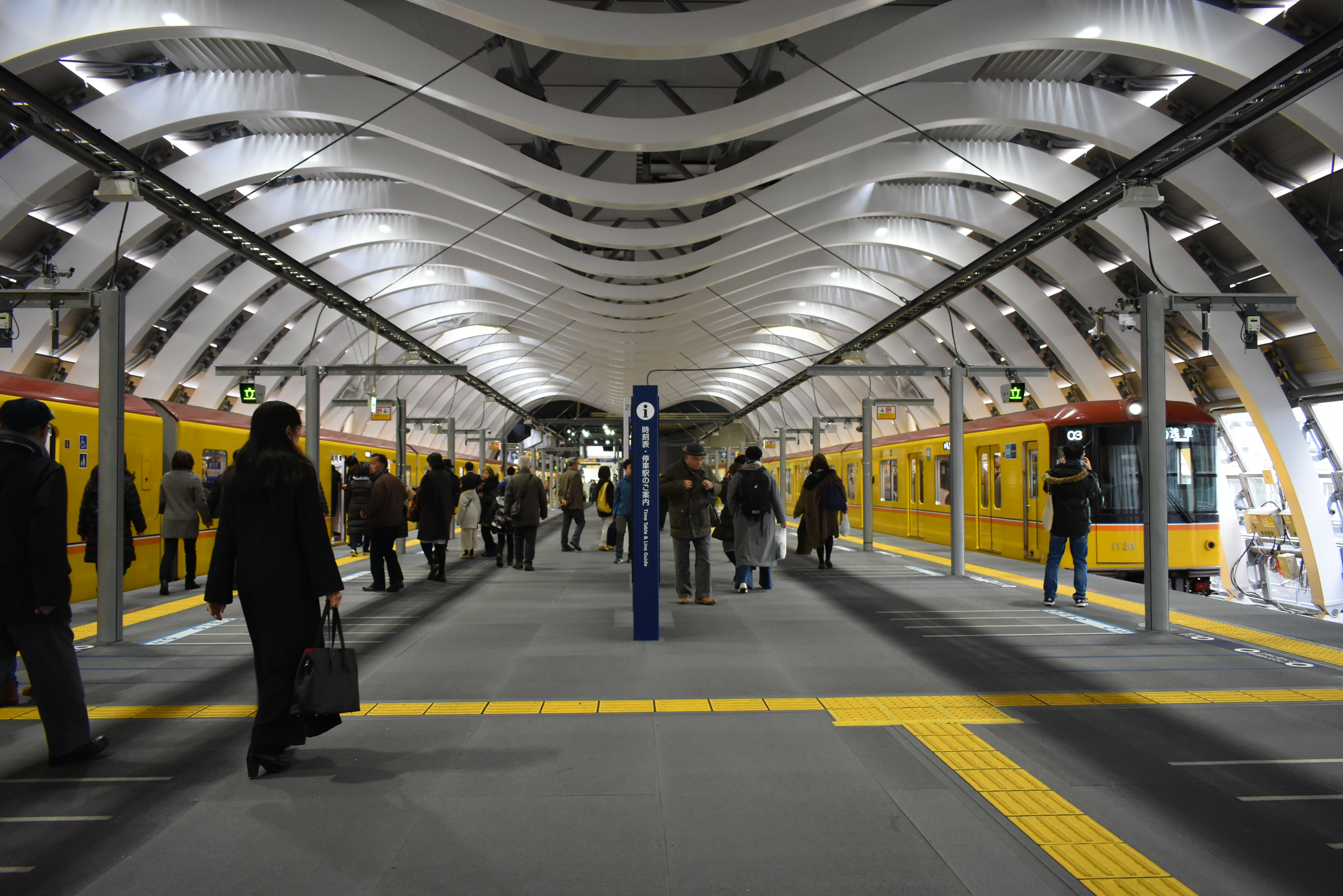
ホームドア設置前のプラットホーム。右が1番線、左が2番線（2020年1月）
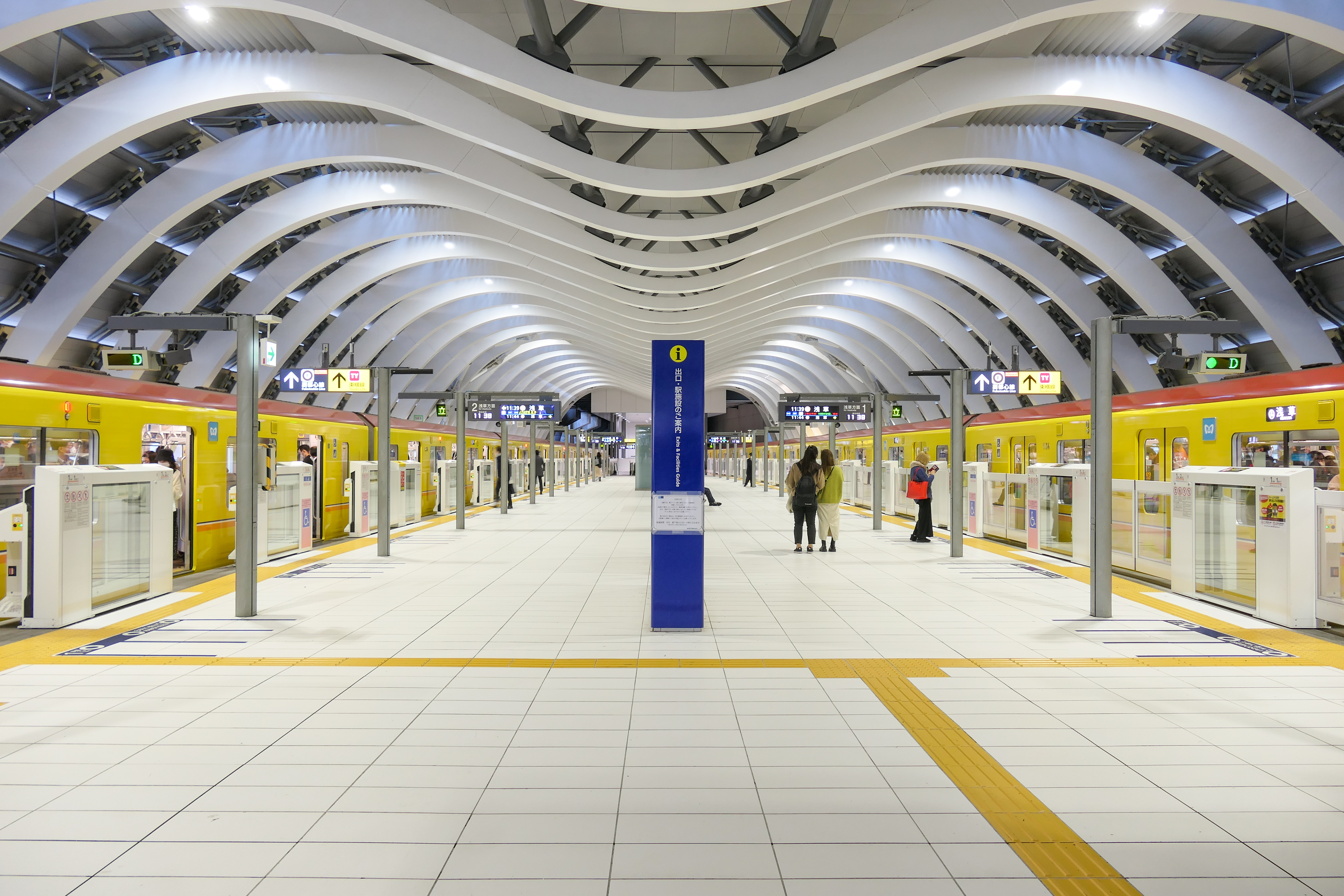
床工事及びホームドア設置完了後（2022年12月）
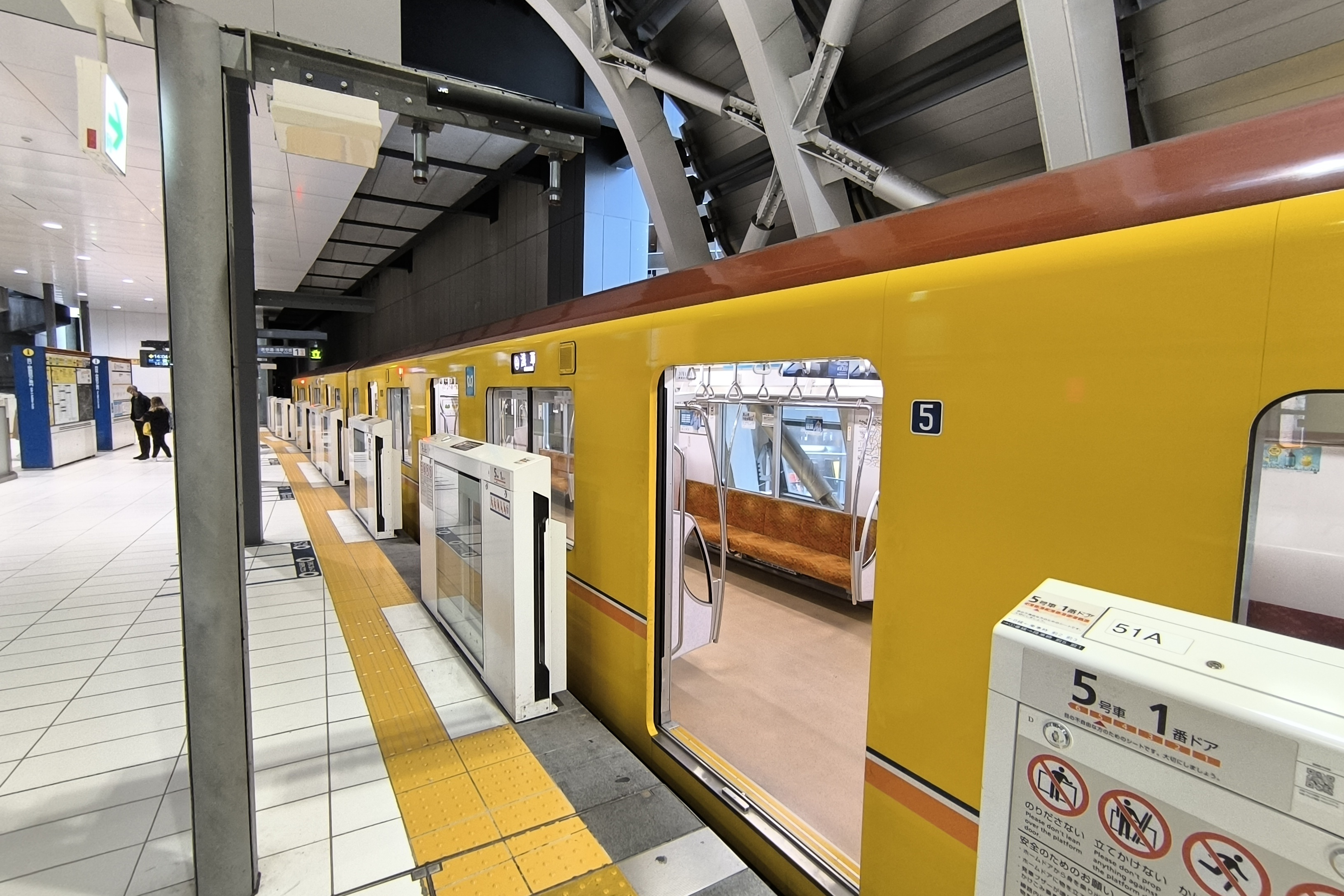
ホームドア　(2025年3月)

##### 移設前

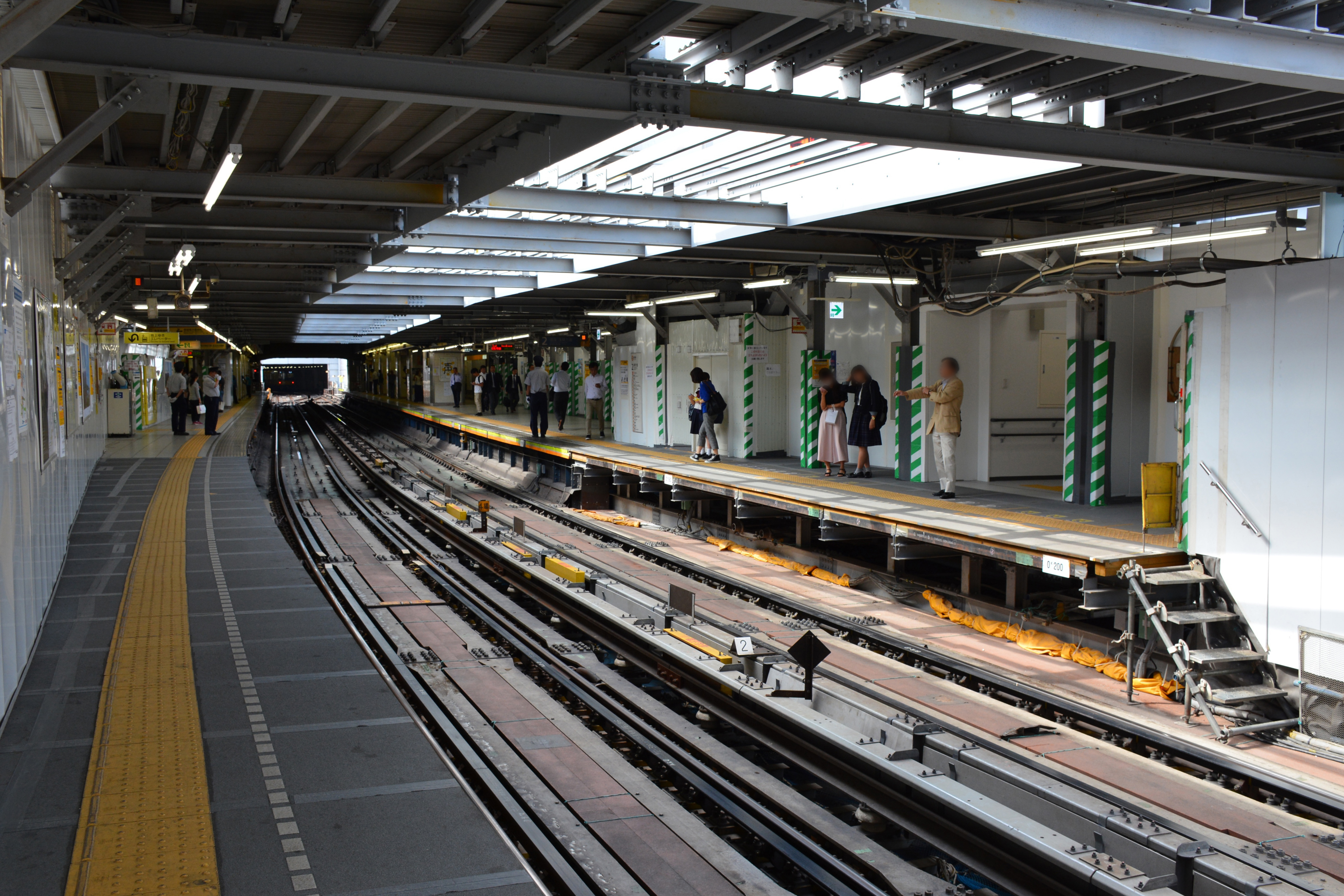
移設前の銀座線ホーム（2016年10月）
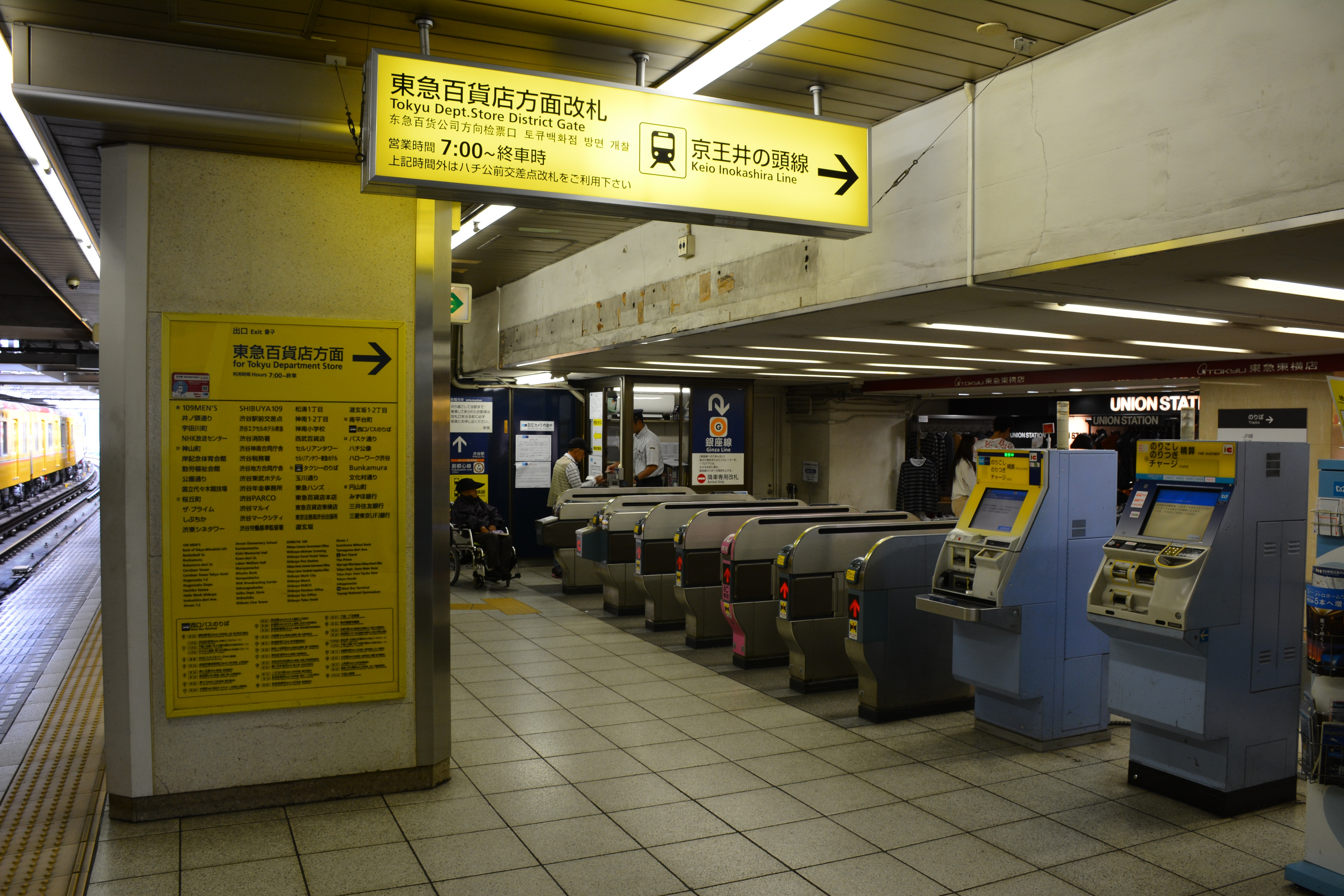
東急百貨店方面改札（2016年10月）
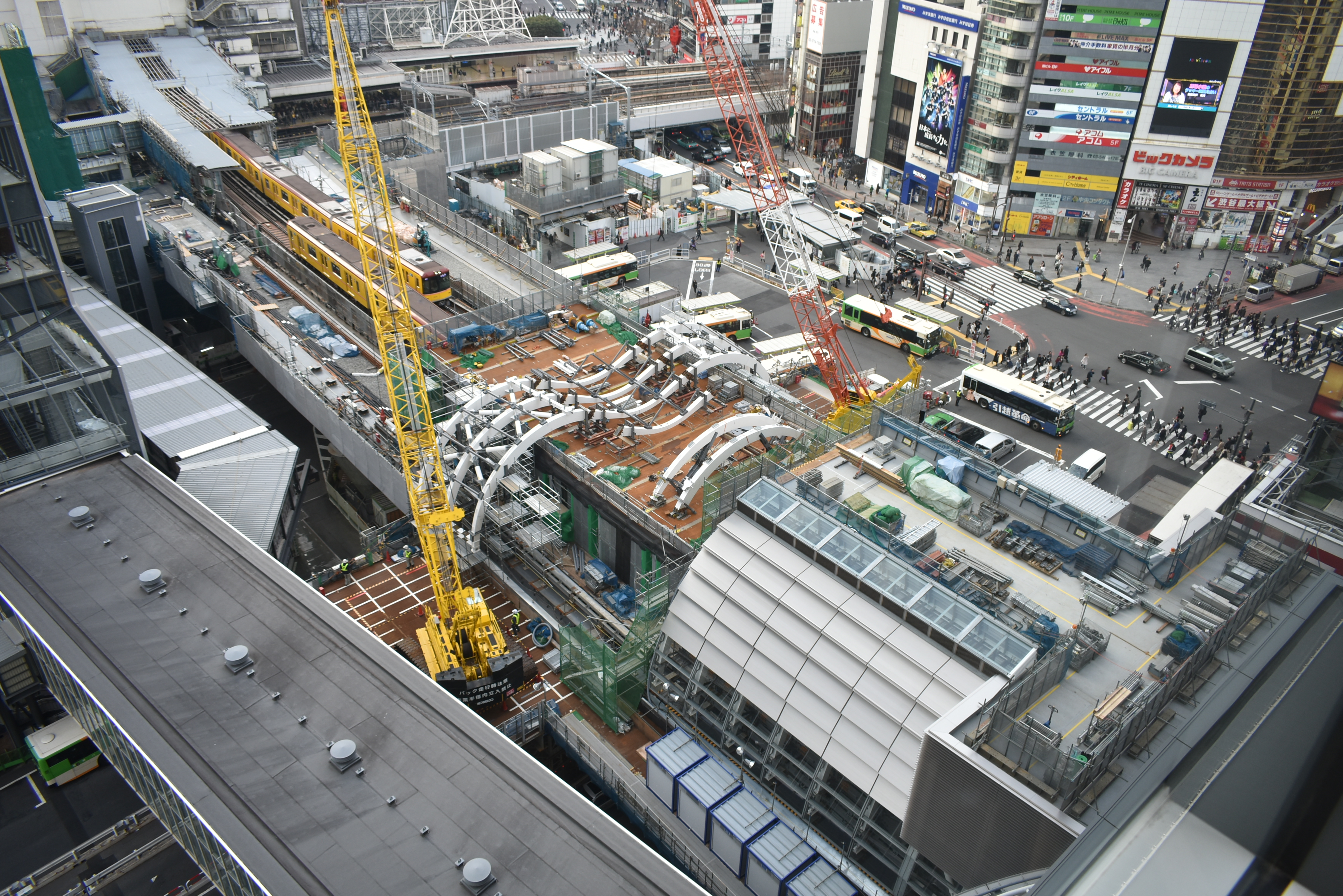
移設中の渋谷駅ホーム。画面左上に旧ホームが見える（2018年12月）

## 利用状況
2018年度（平成30年度）における各社合計の直通人員を含めた利用者数は約334万人で、新宿駅に次いで世界第2位を誇る。また、東急電鉄渋谷駅は私鉄駅としては世界一の乗降人員である（JRを含めた場合、JR新宿駅、大阪駅に次ぐ3位となる）。ただし、これは東急の2路線と東京メトロの2路線による直通人員が含まれた値である。直通人員を除いた2011年度（平成23年度）の1日平均乗降人員は約230万人であり、新宿駅、池袋駅、大阪・梅田駅に次ぐ第4位となる。
- JR東日本 - 2023年度（令和5年度）の1日平均乗車人員は314,059人である[利用客数 1]。
JR東日本管内の駅では新宿駅、池袋駅、東京駅、横浜駅に次ぐ第5位。2007年度のピーク以降は減少傾向が続いており、2017年度はそこから約75,000人も減少している。
1994年度（平成6年度）から2012年度（平成24年度）まで、JR東日本管内では19年連続で新宿駅、池袋駅に次ぐ第3位であったが、東横線・副都心線の相互直通運転開始の影響を受け、2013年度（平成25年度）は25年ぶりに40万人を下回って5位に転落。乗車人員自体は前年度比較で30,000人以上減少（−8.12%）。2016年度（平成28年度）の乗車人員は品川駅を下回った。
- 東急電鉄[東急 1]
  - 東横線 - 2024年度（令和6年度）の1日平均乗降人員は414,186人である。
同線の駅では第1位だが、実際に渋谷駅で乗降しない副都心線との相互直通運転による通過客も含まれている。
  - 田園都市線 - 2024年度（令和6年度）の1日平均乗降人員は604,246人である。
同線の駅では第1位だが、実際に渋谷駅で乗降しない半蔵門線との相互直通運転による通過客も含まれている。
- 京王電鉄 - 2024年度（令和6年度）の1日平均乗降人員は286,940人である[京王 1]。
同社の駅では新宿駅に次ぐ第2位。井の頭線の駅では第1位である。
- 東京メトロ[メトロ 1]
  - 銀座線 - 2024年度（令和6年度）の1日平均乗降人員は191,505人である。
同社の全130駅の中では東京駅に次ぐ第9位。
  - 半蔵門線・副都心線 - 2024年度（令和6年度）の1日平均乗降人員は751,998人である（各線の合計値）。
同駅で乗降しない田園都市線・東横線との直通通過客も含まれる（東急電鉄広報課・東京メトロより）。東京メトロの他社直通連絡駅では第1位。
  - これらの値は東京メトロ線同士の乗換人員を含まない。東京メトロ線同士の乗換人員を含んだ、2023年度（令和5年度）の路線別1日平均乗降人員は以下の通りである[乗降データ 1]。
    - 銀座線 - 183,299人 - 同線内では新橋駅、日本橋駅に次ぐ第3位。
    - 半蔵門線 - 469,635人 - 同線内では第1位。
    - 副都心線 - 272,985人 - 同線内では第1位。

### 年度別1日平均乗降人員
各年度の1日平均乗降人員は下表の通り（JRを除く）。
- 東横線・田園都市線の値には、東急線相互間の乗換人員を含まない。
- 銀座線・半蔵門線・副都心線の値には、東京メトロ線相互間の乗換人員を含まない。
- 東京メトロ半蔵門線・東急田園都市線の値には、相互直通人員を含む。
  - 2007年度（平成19年度）の相互直通人員は334,991人である。ただし、この値には東京メトロ銀座線・東急田園都市線間の乗換人員が含まれる。
- 東京メトロ副都心線・東急東横線の値には、相互直通人員を含む（2012年度〈平成24年度〉より）。

| 年度               | 営団 / 東京メトロ | 営団 / 東京メトロ | 営団 / 東京メトロ  | 営団 / 東京メトロ  | 東京急行電鉄 / 東急電鉄 | 東京急行電鉄 / 東急電鉄 | 東京急行電鉄 / 東急電鉄    | 東京急行電鉄 / 東急電鉄 | 東京急行電鉄 / 東急電鉄 | 京王帝都電鉄 / 京王電鉄 | 京王帝都電鉄 / 京王電鉄 |
| 年度               | 銀座線            | 銀座線            | 半蔵門線・副都心線 | 半蔵門線・副都心線 | 東横線                  | 東横線                  | 東横線 田園都市線 乗換人員 | 田園都市線              | 田園都市線              | 京王帝都電鉄 / 京王電鉄 | 京王帝都電鉄 / 京王電鉄 |
| 年度               | 1日平均 乗降人員  | 増加率            | 1日平均 乗降人員   | 増加率             | 1日平均 乗降人員        | 増加率                  | 東横線 田園都市線 乗換人員 | 1日平均 乗降人員        | 増加率                  | 1日平均 乗降人員        | 増加率                  |
| ------------------ | ----------------- | ----------------- | ------------------ | ------------------ | ----------------------- | ----------------------- | -------------------------- | ----------------------- | ----------------------- | ----------------------- | ----------------------- |
| 1997年（平成09年） |                   |                   |                    |                    |                         |                         |                            |                         |                         | 318,160                 |                         |
| 1998年（平成10年） |                   |                   |                    |                    | 397,345                 |                         |                            | 562,062                 |                         | 320,188                 | 0.6%                    |
| 1999年（平成11年） | 213,394           |                   |                    |                    | 403,606                 | 1.6%                    |                            | 559,188                 | −0.5%                   | 323,180                 | 0.9%                    |
| 2000年（平成12年） | 219,502           | 2.9%              | 383,399            |                    | 409,967                 | 1.6%                    |                            | 585,750                 | 4.8%                    | 329,133                 | 1.8%                    |
| 2001年（平成13年） | 223,174           | 1.7%              | 396,995            | 3.5%               | 415,464                 | 1.3%                    |                            | 611,373                 | 4.4%                    | 332,004                 | 0.9%                    |
| 2002年（平成14年） | 223,971           | 0.4%              | 402,461            | 1.4%               | 416,949                 | 0.4%                    | 16,399                     | 609,131                 | −0.4%                   | 332,387                 | 0.1%                    |
| 2003年（平成15年） | 223,283           | −0.3%             | 421,622            | 4.8%               | 418,009                 | 0.3%                    | 17,232                     | 616,074                 | 1.1%                    | 335,448                 | 0.9%                    |
| 2004年（平成16年） | 220,069           | −1.4%             | 425,852            | 1.0%               | 415,877                 | −0.5%                   | 17,433                     | 615,408                 | −0.1%                   | 332,102                 | −1.0%                   |
| 2005年（平成17年） | 225,441           | 2.4%              | 434,122            | 1.9%               | 412,237                 | −0.9%                   | 18,253                     | 631,481                 | 2.6%                    | 334,374                 | 0.7%                    |
| 2006年（平成18年） | 233,668           | 3.7%              | 453,426            | 4.4%               | 417,731                 | 1.3%                    | 19,119                     | 648,629                 | 2.7%                    | 339,860                 | 1.6%                    |
| 2007年（平成19年） | 258,609           | 10.7%             | 472,123            | 4.1%               | 414,833                 | −0.7%                   | 20,003                     | 680,395                 | 4.9%                    | 343,697                 | 1.1%                    |
| 2008年（平成20年） | 238,537           | −7.8%             | 557,432            | 18.1%              | 428,085                 | 3.2%                    | 19,896                     | 660,278                 | −3.0%                   | 343,494                 | −0.1%                   |
| 2009年（平成21年） | 225,471           | −5.6%             | 577,915            | 3.7%               | 426,469                 | −0.4%                   | 20,018                     | 652,850                 | −1.1%                   | 340,627                 | −0.8%                   |
| 2010年（平成22年） | 222,376           | −1.4%             | 584,127            | 1.1%               | 419,482                 | −1.6%                   | 20,460                     | 647,331                 | −0.8%                   | 336,926                 | −1.1%                   |
| 2011年（平成23年） | 217,117           | −1.2%             | 580,367            | −0.6%              | 420,163                 | 0.2%                    | 20,276                     | 641,781                 | −0.9%                   | 335,475                 | −0.4%                   |
| 2012年（平成24年） | 226,644           | 4.4%              | 612,821            | 5.6%               | 435,994                 | 3.8%                    | 20,686                     | 656,867                 | 2.4%                    | 344,972                 | 2.8%                    |
| 2013年（平成25年） | 212,136           | −6.4%             | 731,184            | 19.3%              | 441,266                 | 1.2%                    | 22,400                     | 665,645                 | 1.3%                    | 336,957                 | −2.3%                   |
| 2014年（平成26年） | 212,534           | 0.2%              | 753,571            | 3.1%               | 445,673                 | 1.0%                    | 23,416                     | 662,870                 | −0.4%                   | 336,805                 | −0.0%                   |
| 2015年（平成27年） | 216,687           | 2.0%              | 786,932            | 4.4%               | 454,398                 | 2.0%                    | 24,506                     | 680,096                 | 2.6%                    | 350,831                 | 4.2%                    |
| 2016年（平成28年） | 219,936           | 1.5%              | 810,170            | 3.0%               | 461,241                 | 1.5%                    | 25,197                     | 688,093                 | 1.2%                    | 357,444                 | 1.9%                    |
| 2017年（平成29年） | 224,784           | 2.2%              | 829,947            | 2.4%               | 468,033                 | 1.5%                    | 25,479                     | 695,436                 | 1.1%                    | 360,845                 | 1.0%                    |
| 2018年（平成30年） | 224,896           | 0.0%              | 843,344            | 1.6%               | 472,797                 | 1.0%                    | 25,772                     | 695,920                 | 0.1%                    | 362,481                 | 0.5%                    |
| 2019年（令和元年） | 220,399           | −2.0%             | 843,136            | −0.0%              | 472,709                 | −0.0%                   | 26,346                     | 688,510                 | −1.1%                   | 360,655                 | −0.5%                   |
| 2020年（令和02年） | 121,153           | −45.0%            | 538,261            | −36.2%             | 293,703                 | −37.9%                  | 16,752                     | 439,056                 | −36.2%                  | 221,698                 | −38.5%                  |
| 2021年（令和03年） | 131,457           | 8.5%              | 582,241            | 8.2%               | 338,257                 | 15.2%                   | 19,842                     | 490,046                 | 11.6%                   | 245,291                 | 10.6%                   |
| 2022年（令和04年） | 158,056           | 20.2%             | 669,517            | 15.0%              | 384,781                 | 13.8%                   | 22,476                     | 552,163                 | 12.8%                   | 274,505                 | 11.9%                   |
| 2023年（令和05年） | 179,645           | 13.7%             | 721,112            | 7.7%               | 403,341                 | 4.8%                    | 23,722                     | 585,567                 | 6.0%                    | 285,759                 | 4.1%                    |
| 2024年（令和06年） | 191,505           | 6.6%              | 751,998            | 4.3%               | 414,186                 | 2.7%                    |                            | 604,246                 | 3.2%                    | 286,940                 | 0.4%                    |

#### 京王電鉄の年度別1日平均乗降人員
| 年度               | 乗降人數 |
| ------------------ | -------- |
| 1948年（昭和23年） | 74,900   |
| 1955年（昭和30年） | 128,770  |
| 1960年（昭和35年） | 178,728  |
| 1965年（昭和40年） | 225,449  |
| 1970年（昭和45年） | 267,610  |
| 1975年（昭和50年） | 302,171  |
| 1980年（昭和55年） | 321,275  |
| 1985年（昭和60年） | 339,469  |
| 1990年（平成02年） | 357,670  |
| 1991年（平成03年） | 361,777  |
| 1995年（平成07年） | 334,646  |

### 東急電鉄の年度別1日平均乗換人員
| 年度               | 東横線   | 東横線     | 東横線   | 田園都市線 | 田園都市線 | 田園都市線 |
| 年度               | JR東日本 | 東京メトロ | 京王電鉄 | JR東日本   | 東京メトロ | 京王電鉄   |
| ------------------ | -------- | ---------- | -------- | ---------- | ---------- | ---------- |
| 2002年（平成14年） | 77,696   | 32,203     | 21,019   | 66,000     | 277,556    | 9,258      |
| 2003年（平成15年） | 70,412   | 32,813     | 20,430   | 59,160     | 288,707    | 9,298      |
| 2004年（平成16年） | 64,608   | 33,498     | 20,458   | 55,550     | 295,791    | 9,547      |
| 2005年（平成17年） | 60,481   | 34,854     | 20,845   | 51,211     | 303,897    | 9,918      |
| 2006年（平成18年） | 57,630   | 37,062     | 21,347   | 49,444     | 316,689    | 10,158     |
| 2007年（平成19年） | 76,979   | 47,106     | 22,955   | 88,338     | 334,991    | 13,298     |
| 2008年（平成20年） | 85,179   | 61,243     | 27,348   | 89,045     | 361,467    | 13,104     |
| 2009年（平成21年） | 84,430   | 65,493     | 28,644   | 88,131     | 371,137    | 13,486     |
| 2010年（平成22年） | 82,573   | 66,901     | 29,571   | 88,074     | 373,068    | 13,952     |
| 2011年（平成23年） | 82,955   | 70,232     | 29,532   | 89,505     | 370,011    | 14,270     |
| 2012年（平成24年） | 83,303   | 79,025     | 30,276   | 91,320     | 380,828    | 14,645     |
| 2013年（平成25年） | 47,960   | 191,281    | 25,732   | 93,022     | 390,630    | 15,195     |
| 2014年（平成26年） | 41,382   | 213,599    | 23,706   | 91,208     | 393,944    | 15,033     |
| 2015年（平成27年） | 37,671   | 230,494    | 23,566   | 94,210     | 407,358    | 15,804     |
| 2016年（平成28年） | 35,097   | 242,988    | 23,483   | 95,044     | 414,567    | 16,367     |
| 2017年（平成29年） | 33,297   | 252,918    | 23,076   | 94,721     | 422,306    | 16,542     |

### 年度別1日平均乗車人員（1880年代 - 1930年代）
各年度の1日平均乗車人員は下表の通り。
| 年度               | 日本鉄道 / 国鉄 | 東京横浜電鉄 | 帝都電鉄 | 出典          |
| ------------------ | --------------- | ------------ | -------- | ------------- |
| 1884年（明治17年） | [ 備考 1 ]      | 未開業       | 未開業   |               |
| 1885年（明治18年） | 18              | 未開業       | 未開業   | [ 府統計 1 ]  |
| 1886年（明治19年） | 16              | 未開業       | 未開業   | [ 府統計 2 ]  |
| 1888年（明治21年） | 52              | 未開業       | 未開業   | [ 府統計 3 ]  |
| 1890年（明治23年） | 68              | 未開業       | 未開業   | [ 府統計 4 ]  |
| 1891年（明治24年） | 63              | 未開業       | 未開業   | [ 府統計 5 ]  |
| 1893年（明治26年） | 68              | 未開業       | 未開業   | [ 府統計 6 ]  |
| 1895年（明治28年） | 199             | 未開業       | 未開業   | [ 府統計 7 ]  |
| 1896年（明治29年） | 350             | 未開業       | 未開業   | [ 府統計 8 ]  |
| 1897年（明治30年） | 509             | 未開業       | 未開業   | [ 府統計 9 ]  |
| 1898年（明治31年） | 665             | 未開業       | 未開業   | [ 府統計 10 ] |
| 1899年（明治32年） | 652             | 未開業       | 未開業   | [ 府統計 11 ] |
| 1900年（明治33年） | 708             | 未開業       | 未開業   | [ 府統計 12 ] |
| 1901年（明治34年） | 747             | 未開業       | 未開業   | [ 府統計 13 ] |
| 1902年（明治35年） | 759             | 未開業       | 未開業   | [ 府統計 14 ] |
| 1903年（明治36年） | 794             | 未開業       | 未開業   | [ 府統計 15 ] |
| 1904年（明治37年） | 756             | 未開業       | 未開業   | [ 府統計 16 ] |
| 1905年（明治38年） | 547             | 未開業       | 未開業   | [ 府統計 17 ] |
| 1907年（明治40年） | 470             | 未開業       | 未開業   | [ 府統計 18 ] |
| 1908年（明治41年） | 569             | 未開業       | 未開業   | [ 府統計 19 ] |
| 1909年（明治42年） | 672             | 未開業       | 未開業   | [ 府統計 20 ] |
| 1911年（明治44年） | 1,555           | 未開業       | 未開業   | [ 府統計 21 ] |
| 1912年（大正元年） | 1,866           | 未開業       | 未開業   | [ 府統計 22 ] |
| 1913年（大正02年） | 1,983           | 未開業       | 未開業   | [ 府統計 23 ] |
| 1914年（大正03年） | 2,022           | 未開業       | 未開業   | [ 府統計 24 ] |
| 1915年（大正04年） | 2,013           | 未開業       | 未開業   | [ 府統計 25 ] |
| 1916年（大正05年） | 2,609           | 未開業       | 未開業   | [ 府統計 26 ] |
| 1919年（大正08年） | 5,666           | 未開業       | 未開業   | [ 府統計 27 ] |
| 1920年（大正09年） | 9,203           | 未開業       | 未開業   | [ 府統計 28 ] |
| 1922年（大正11年） | 13,206          | 未開業       | 未開業   | [ 府統計 29 ] |
| 1923年（大正12年） | 19,351          | 未開業       | 未開業   | [ 府統計 30 ] |
| 1924年（大正13年） | 22,380          | 未開業       | 未開業   | [ 府統計 31 ] |
| 1925年（大正14年） | 23,218          | 未開業       | 未開業   | [ 府統計 32 ] |
| 1926年（昭和元年） | 26,754          | 未開業       | 未開業   | [ 府統計 33 ] |
| 1927年（昭和02年） | 29,784          | 3,400        | 未開業   | [ 府統計 34 ] |
| 1928年（昭和03年） | 35,700          |              | 未開業   | [ 府統計 35 ] |
| 1929年（昭和04年） | 38,642          | 6,629        | 未開業   | [ 府統計 36 ] |
| 1930年（昭和05年） | 37,750          | 8,091        | 未開業   | [ 府統計 37 ] |
| 1931年（昭和06年） | 36,777          | 9,374        | 未開業   | [ 府統計 38 ] |
| 1932年（昭和07年） | 36,947          | 11,311       | 未開業   | [ 府統計 39 ] |
| 1933年（昭和08年） | 31,235          | 12,474       | 7,155    | [ 府統計 40 ] |
| 1934年（昭和09年） | 34,209          | 10,500       | 7,763    | [ 府統計 41 ] |
| 1935年（昭和10年） | 36,228          | 17,869       | 9,951    | [ 府統計 42 ] |

### 年度別1日平均乗車人員（1953年 - 2000年）
| 年度               | 国鉄 / JR東日本 | 営団    | 営団     | 東京急行電鉄 | 東京急行電鉄 | 京王帝都電鉄 / 京王電鉄 | 出典・備考    |
| 年度               | 国鉄 / JR東日本 | 銀座線  | 半蔵門線 | 東横線       | 新玉川線     | 京王帝都電鉄 / 京王電鉄 | 出典・備考    |
| ------------------ | --------------- | ------- | -------- | ------------ | ------------ | ----------------------- | ------------- |
| 1953年（昭和28年） | 85,988          |         | 未開業   |              | 未開業       |                         | （国鉄のみ）  |
| 1954年（昭和29年） | 94,363          |         | 未開業   |              | 未開業       |                         | （国鉄のみ）  |
| 1955年（昭和30年） | 102,865         |         | 未開業   |              | 未開業       |                         | （国鉄のみ）  |
| 1956年（昭和31年） | 188,284         | 85,952  | 未開業   | 84,066       | 未開業       | 72,915                  | [ 都統計 4 ]  |
| 1957年（昭和32年） | 203,952         | 93,247  | 未開業   | 115,616      | 未開業       | 78,771                  | [ 都統計 5 ]  |
| 1958年（昭和33年） | 218,356         | 96,366  | 未開業   | 124,996      | 未開業       | 40,844                  | [ 都統計 6 ]  |
| 1959年（昭和34年） | 223,922         | 99,402  | 未開業   | 133,733      | 未開業       | 85,081                  | [ 都統計 7 ]  |
| 1960年（昭和35年） | 234,567         | 99,662  | 未開業   | 143,617      | 未開業       | 91,064                  | [ 都統計 8 ]  |
| 1961年（昭和36年） | 232,497         | 104,566 | 未開業   | 154,120      | 未開業       | 99,306                  | [ 都統計 9 ]  |
| 1962年（昭和37年） | 257,419         | 116,649 | 未開業   | 159,192      | 未開業       | 104,311                 | [ 都統計 10 ] |
| 1963年（昭和38年） | 273,683         | 121,289 | 未開業   | 160,616      | 未開業       | 107,917                 | [ 都統計 11 ] |
| 1964年（昭和39年） | 280,057         | 110,580 | 未開業   | 156,143      | 未開業       | 110,738                 | [ 都統計 12 ] |
| 1965年（昭和40年） | 285,442         | 97,801  | 未開業   | 143,362      | 未開業       | 113,703                 | [ 都統計 13 ] |
| 1966年（昭和41年） | 294,510         | 99,350  | 未開業   | 146,745      | 未開業       | 117,431                 | [ 都統計 14 ] |
| 1967年（昭和42年） | 306,125         | 103,945 | 未開業   | 151,706      | 未開業       | 120,702                 | [ 都統計 15 ] |
| 1968年（昭和43年） | 314,863         | 113,296 | 未開業   | 156,602      | 未開業       | 125,904                 | [ 都統計 16 ] |
| 1969年（昭和44年） | 298,763         | 121,587 | 未開業   | 161,916      | 未開業       | 132,875                 | [ 都統計 17 ] |
| 1970年（昭和45年） | 296,414         | 127,353 | 未開業   | 169,184      | 未開業       | 135,882                 | [ 都統計 18 ] |
| 1971年（昭和46年） | 304,716         | 130,295 | 未開業   | 171,358      | 未開業       | 136,765                 | [ 都統計 19 ] |
| 1972年（昭和47年） | 313,466         | 132,986 | 未開業   | 178,507      | 未開業       | 145,693                 | [ 都統計 20 ] |
| 1973年（昭和48年） | 320,666         | 128,381 | 未開業   | 184,137      | 未開業       | 151,211                 | [ 都統計 21 ] |
| 1974年（昭和49年） | 334,855         | 127,836 | 未開業   | 187,575      | 未開業       | 153,438                 | [ 都統計 22 ] |
| 1975年（昭和50年） | 326,615         | 128,708 | 未開業   | 189,694      | 未開業       | 155,675                 | [ 都統計 23 ] |
| 1976年（昭和51年） | 333,751         | 128,197 | 未開業   | 190,230      | 未開業       | 155,118                 | [ 都統計 24 ] |
| 1977年（昭和52年） | 336,162         | 140,266 | 未開業   | 179,329      | 89,953       | 160,956                 | [ 都統計 25 ] |
| 1978年（昭和53年） | 341,444         | 119,762 | 30,144   | 182,389      | 101,342      | 159,077                 | [ 都統計 26 ] |
| 1979年（昭和54年） | 337,661         | 109,369 | 51,019   | 182,210      | 121,079      | 163,768                 | [ 都統計 27 ] |
| 1980年（昭和55年） | 333,186         | 115,140 | 65,014   | 184,964      | 137,107      | 162,797                 | [ 都統計 28 ] |
| 1981年（昭和56年） | 340,773         | 120,148 | 73,384   | 191,770      | 145,600      | 166,770                 | [ 都統計 29 ] |
| 1982年（昭和57年） | 343,641         | 122,567 | 79,770   | 192,085      | 154,638      | 168,216                 | [ 都統計 30 ] |
| 1983年（昭和58年） | 343,451         | 125,765 | 89,765   | 196,295      | 166,724      | 172,891                 | [ 都統計 31 ] |
| 1984年（昭和59年） | 357,907         | 125,112 | 100,918  | 204,090      | 180,600      | 173,940                 | [ 都統計 32 ] |
| 1985年（昭和60年） | 363,022         | 126,474 | 108,153  | 205,216      | 190,663      | 174,403                 | [ 都統計 33 ] |
| 1986年（昭和61年） | 373,529         | 129,529 | 115,279  | 209,710      | 201,559      | 177,375                 | [ 都統計 34 ] |
| 1987年（昭和62年） | 359,022         | 131,199 | 119,486  | 216,765      | 212,923      | 179,251                 | [ 都統計 35 ] |
| 1988年（昭和63年） | 398,805         | 132,274 | 128,323  | 221,756      | 221,142      | 183,696                 | [ 都統計 36 ] |
| 1989年（平成元年） | 405,293         | 122,882 | 157,901  | 215,940      | 235,005      | 182,770                 | [ 都統計 37 ] |
| 1990年（平成02年） | 414,490         | 119,551 | 170,597  | 220,600      | 250,348      | 183,959                 | [ 都統計 38 ] |
| 1991年（平成03年） | 420,825         | 117,421 | 175,932  | 217,314      | 257,328      | 185,525                 | [ 都統計 39 ] |
| 1992年（平成04年） | 413,378         | 110,940 | 181,444  | 210,564      | 259,562      | 181,107                 | [ 都統計 40 ] |
| 1993年（平成05年） | 414,912         | 107,419 | 182,915  | 207,049      | 260,455      | 176,044                 | [ 都統計 41 ] |
| 1994年（平成06年） | 411,268         | 106,666 | 184,293  | 200,389      | 260,340      | 172,937                 | [ 都統計 42 ] |
| 1995年（平成07年） | 413,109         | 105,661 | 185,467  | 198,730      | 263,199      | 171,322                 | [ 都統計 43 ] |
| 1996年（平成08年） | 422,805         | 105,189 | 185,085  | 198,181      | 268,304      | 166,055                 | [ 都統計 44 ] |
| 1997年（平成09年） | 420,913         | 103,912 | 186,266  | 198,570      | 268,227      | 162,118                 | [ 都統計 45 ] |
| 1998年（平成10年） | 420,395         | 105,685 | 190,866  | 199,751      | 267,742      | 166,405                 | [ 都統計 46 ] |
| 1999年（平成11年） | 423,336         | 104,738 | 188,519  | 207,169      | 269,743      | 166,855                 | [ 都統計 47 ] |
| 2000年（平成12年） | 428,165         | 108,142 | 193,033  | 207,181      | 281,427      | 169,123                 | [ 都統計 48 ] |

### 年度別1日平均乗車人員（2001年以降）
| 年度               | JR東日本 | JR東日本 | JR東日本 | 営団 / 東京メトロ | 営団 / 東京メトロ | 営団 / 東京メトロ | 東京急行電鉄 / 東急電鉄 | 東京急行電鉄 / 東急電鉄 | 京王電鉄 | 出典          |
| 年度               | 定期外   | 定期     | 合計     | 銀座線            | 半蔵門線          | 副都心線          | 東横線                  | 田園都市線              | 京王電鉄 | 出典          |
| ------------------ | -------- | -------- | -------- | ----------------- | ----------------- | ----------------- | ----------------------- | ----------------------- | -------- | ------------- |
| 2001年（平成13年） |          |          | 424,600  | 109,726           | 198,896           | 未開業            | 210,559                 | 291,784                 | 170,219  | [ 都統計 49 ] |
| 2002年（平成14年） |          |          | 424,460  | 110,197           | 203,356           | 未開業            | 215,403                 | 299,233                 | 170,249  | [ 都統計 50 ] |
| 2003年（平成15年） |          |          | 423,037  | 109,713           | 212,361           | 未開業            | 216,462                 | 306,074                 | 170,153  | [ 都統計 51 ] |
| 2004年（平成16年） |          |          | 420,395  | 110,071           | 214,488           | 未開業            | 215,142                 | 310,630                 | 168,482  | [ 都統計 52 ] |
| 2005年（平成17年） |          |          | 423,884  | 113,093           | 219,189           | 未開業            | 214,489                 | 317,662                 | 168,784  | [ 都統計 53 ] |
| 2006年（平成18年） |          |          | 430,675  | 117,140           | 228,477           | 未開業            | 217,608                 | 326,838                 | 170,737  | [ 都統計 54 ] |
| 2007年（平成19年） |          |          | 445,730  | 130,459           | 234,770           | 未開業            | 218,399                 | 339,962                 | 170,708  | [ 都統計 55 ] |
| 2008年（平成20年） |          |          | 426,317  | 118,310           | 233,918           | 47,777            | 215,425                 | 323,638                 | 170,419  | [ 都統計 56 ] |
| 2009年（平成21年） |          |          | 412,241  | 111,690           | 233,032           | 55,573            | 215,284                 | 320,688                 | 168,997  | [ 都統計 57 ] |
| 2010年（平成22年） |          |          | 403,277  | 109,778           | 230,395           | 60,731            | 211,945                 | 318,567                 | 166,945  | [ 都統計 58 ] |
| 2011年（平成23年） |          |          | 402,766  | 108,675           | 228,025           | 61,055            | 211,459                 | 317,336                 | 165,992  | [ 都統計 59 ] |
| 2012年（平成24年） | 194,407  | 217,602  | 412,009  | 113,633           | 235,477           | 69,942            | 219,389                 | 325,156                 | 171,170  | [ 都統計 60 ] |
| 2013年（平成25年） | 175,518  | 203,020  | 378,539  | 105,574           | 250,246           | 118,046           | 220,956                 | 330,301                 | 167,660  | [ 都統計 61 ] |
| 2014年（平成26年） | 175,523  | 196,266  | 371,789  | 105,702           | 252,745           | 127,101           | 223,608                 | 329,175                 | 167,745  | [ 都統計 62 ] |
| 2015年（平成27年） | 176,609  | 195,624  | 372,234  | 107,691           | 261,240           | 135,383           | 228,068                 | 337,776                 | 174,251  | [ 都統計 63 ] |
| 2016年（平成28年） | 177,077  | 194,258  | 371,336  | 108,795           | 266,468           | 141,603           | 231,789                 | 341,890                 | 177,860  | [ 都統計 64 ] |
| 2017年（平成29年） | 177,398  | 193,270  | 370,669  | 110,682           | 271,584           | 146,811           | 235,266                 | 345,537                 | 179,532  | [ 都統計 65 ] |
| 2018年（平成30年） | 178,045  | 192,810  | 370,856  | 111,126           | 273,534           | 151,318           | 237,704                 | 345,770                 | 180,447  | [ 都統計 66 ] |
| 2019年（令和元年） | 173,381  | 192,746  | 366,128  | 109,803           | 267,093           | 157,746           | 237,579                 | 342,232                 | 179,486  | [ 都統計 67 ] |
| 2020年（令和02年） | 94,724   | 127,425  | 222,150  | 60,781            | 170,315           | 100,921           | 147,403                 | 218,332                 | 110,277  | [ 都統計 68 ] |
| 2021年（令和03年） | 119,472  | 129,033  | 248,505  | 65,874            | 185,521           | 108,737           | 169,721                 | 243,512                 | 122,890  | [ 都統計 69 ] |
| 2022年（令和04年） | 152,740  | 139,891  | 292,631  | 79,416            | 215,055           | 123,885           | 192,948                 | 274,115                 | 137,658  | [ 都統計 70 ] |
| 2023年（令和05年） | 166,958  | 147,100  | 314,059  | 90,658            | 233,156           | 132,131           | 202,454                 | 291,235                 | 143,500  | [ 都統計 71 ] |

### 備考
1. ↑  1885年3月1日開業。
2. ↑  1927年8月28日開業。
3. ↑  1933年8月11日開業。
4. ↑  1977年4月7日開業。開業日から1978年3月31日までの計359日間を集計したデータ。
5. ↑  1978年8月1日開業。開業日から1979年3月31日までの計243日間を集計したデータ。
6. ↑  2000年8月6日から田園都市線。
7. ↑  2008年6月14日開業。開業日から翌年3月31日までの計291日間を集計したデータ。

## 駅周辺
ハチ公口を中心として駅界隈は日本を代表する繁華街・歓楽街の一つとなっており、「若者の街」として知られる。また、駅周辺には渋谷109・Bunkamura・渋谷ヒカリエ・渋谷スクランブルスクエアなどの東急グループの各種施設が多数集積することから、俗に「東急村」と呼ばれることがある。

### ハチ公口

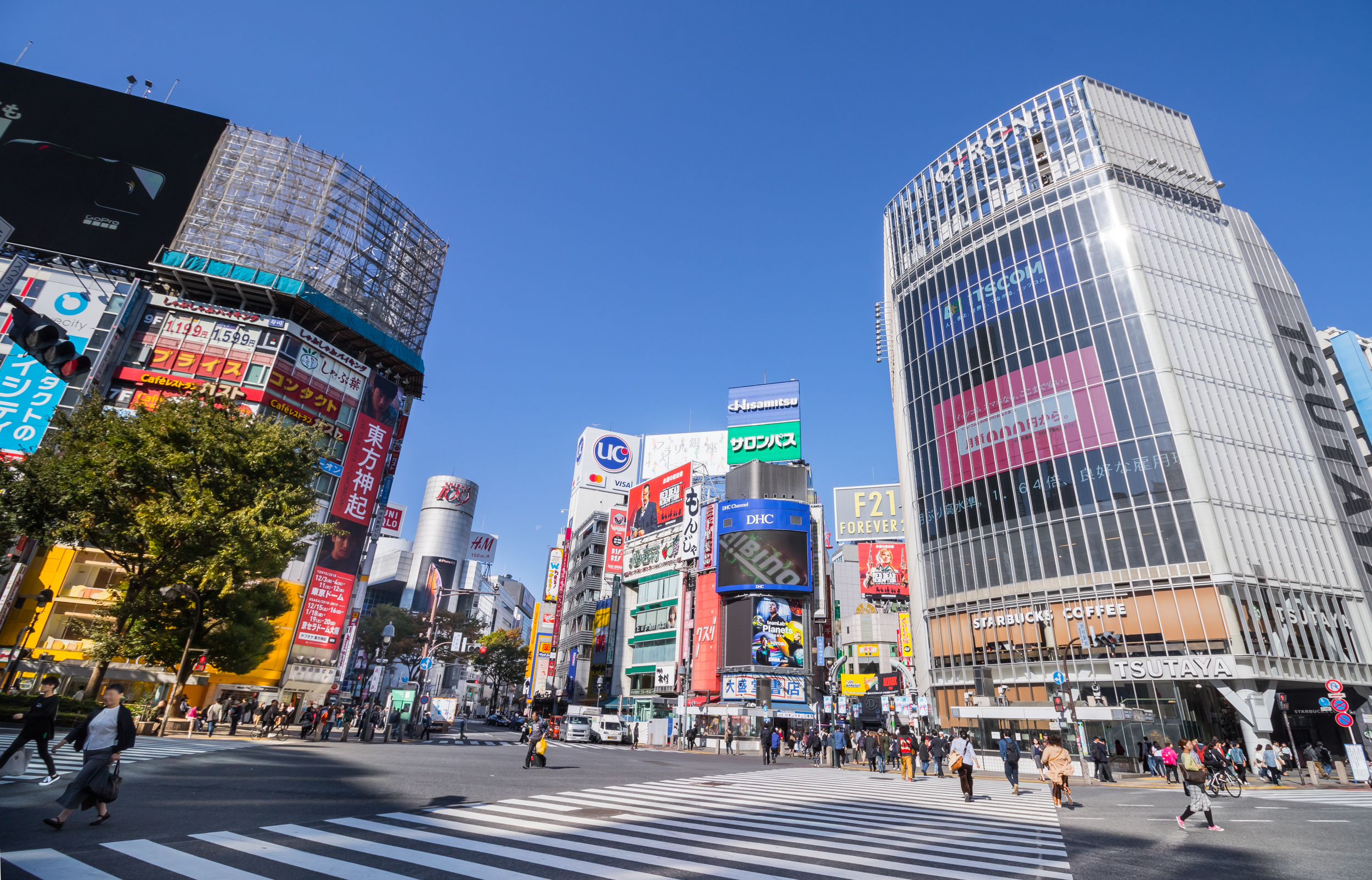
ハチ公口前のスクランブル交差点（2018年10月）

ハチ公像（2014年）

渋谷の代表的な光景である渋谷スクランブル交差点に通じる出口であり、渋谷のシンボルとして知られる『忠犬ハチ公』の銅像があるのもこの出入口前の広場である。渋谷センター街方面にかけて大規模な繁華街が広がる。スクランブル交差点を囲むビル群には2000年代以降、合計4機の大型スクリーンが設置されている。また、かつてはこの近辺で歩行者天国を実施していたが、2002年12月28日をもって廃止となった。スクランブル交差点からはセンター街、渋谷PARCO方面やNHK放送センター（NHK首都圏局）への道筋である渋谷公園通り、SHIBUYA 109・Bunkamura方面への道筋である文化村通り（旧・東急本店通り）、道玄坂方面に通じる。住宅地である松濤・神山町方面へもこの出口の利用となる。
また、ハチ公口前には2006年10月26日に、「青ガエル」の愛称を持つ初代東急5000系デハ5001号車のカットボディ（車体のみ）が設置され（所有・管理は渋谷区）、観光案内所として利用されていたが、再開発工事に伴い秋田県大館市の「秋田犬の里」へ移設されることとなり、2020年8月3日に搬出された。
主な店舗・施設
- QFRONT
  - SHIBUYA TSUTAYA
- SHIBUYA 109
- MAGNET by SHIBUYA109
- 西武渋谷店 A・B・Movida館
- 渋谷ロフト
- スペイン坂
- IMON渋谷店
- 渋谷パルコ
- 渋谷モディ
- 洋服の青山渋谷駅前総本店
- H&M渋谷店
- MEGAドン・キホーテ渋谷店
- 道玄坂通
  - MEGAドンキ渋谷別館
- UNIQLO渋谷道玄坂店
- ヤマダデンキLABI渋谷
- ハンズ渋谷店
- 東京都赤十字血液センター 渋谷献血ルーム
- Bunkamura
  - オーチャードホール
  - シアターコクーン
  - ル・シネマ
- ビックカメラ渋谷ハチ公口店
- TOHOシネマズ渋谷
- 渋谷地下街
- 渋谷区立神南小学校
- 渋谷公会堂
- 渋谷区役所
- 渋谷地方合同庁舎
  - 東京法務局渋谷出張所
  - 渋谷税務署
- 渋谷神南郵便局
- 渋谷松濤郵便局
- 渋谷道玄坂郵便局
- 渋谷東武ホテル
- 日本放送協会（NHK）関連施設
  - NHK放送センター（NHK首都圏局・NHKハートプラザ）
  - NHKホール
  - 放送センター内郵便局

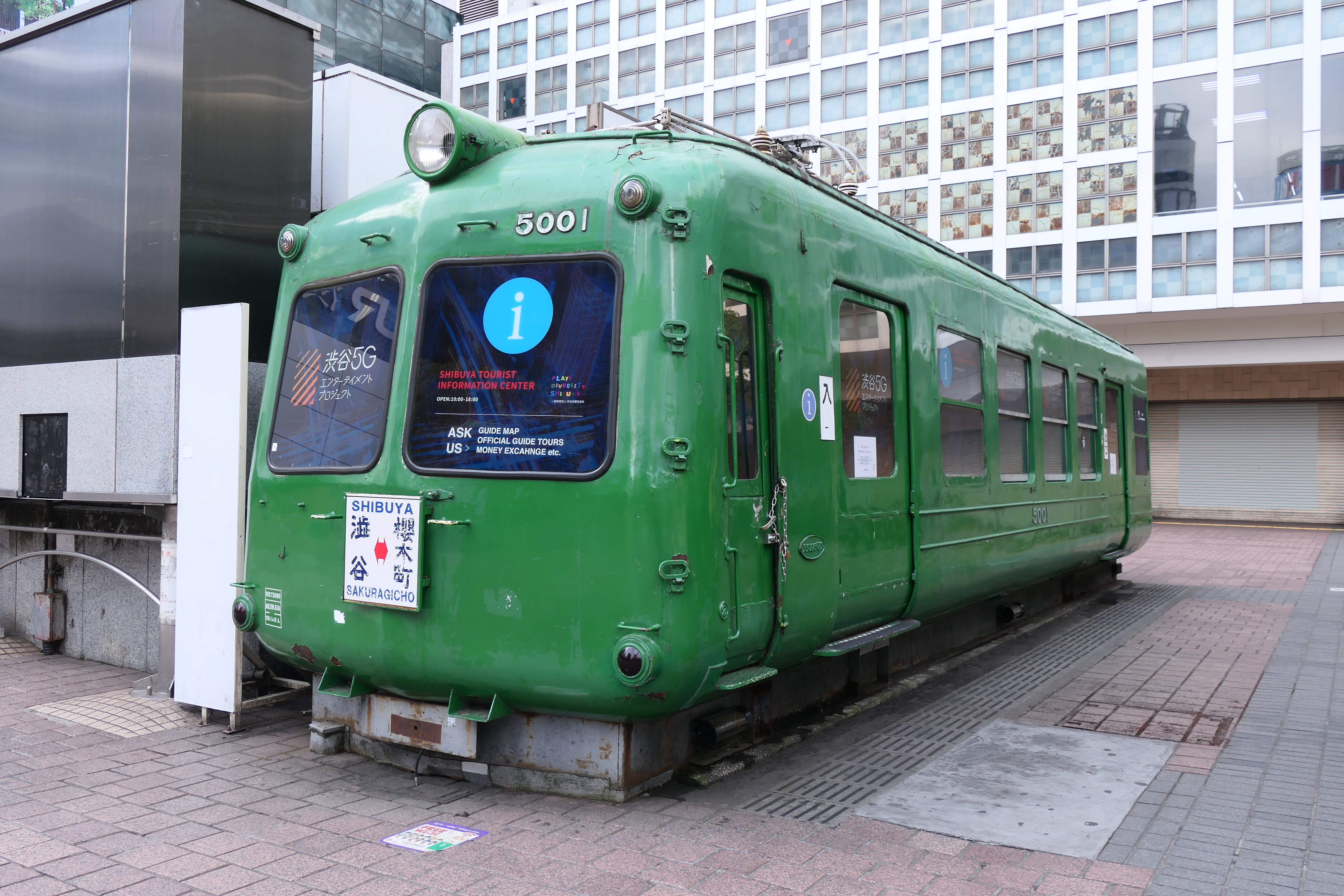
秋田県大館市に移設されるまで観光案内所として使われていた初代東急5000系のカットボディ（2020年5月）
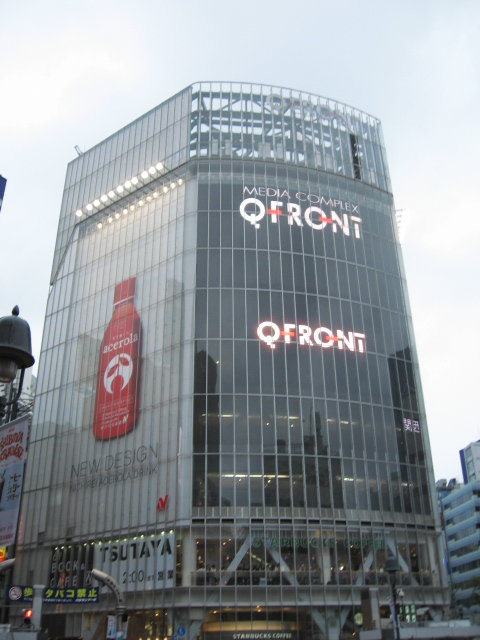
QFRONT（2008年5月）

### 玉川口
名称は、かつてこの出口付近に東急玉川線（東急田園都市線の前身）の乗り場があったことに因む。玉川口は東急百貨店東横店西館の解体工事に伴い、2020年9月25日の終電をもって廃止された。
京王井の頭線の駅改良工事を含む再開発によって渋谷マークシティが建設され、主な客層を若者よりもやや高めの年齢層にした専門店やオフィス、ホテル、バスターミナルなどで構成される複合商業ビルである。
主な店舗・施設
- 渋谷マークシティ
  - 京王井の頭線渋谷駅
  - 東京メトロ銀座線渋谷駅構内側線（渋谷車庫）
  - 渋谷エクセルホテル東急
  - マークシティ・バス乗り場
    - 羽田空港・成田空港行リムジンバス
    - 都市間高速バス
- ライブハウス（SHIBUYA O-EAST、SHIBUYA O-WEST、WOMBなど）
- ユーロスペース（ミニシアター）

### 西口
主に東急バスと、京王バスが発着する西口バスターミナルや東急プラザ渋谷（渋谷フクラス）がある。セルリアンタワー東急ホテル、玉川通り、桜丘町方面もこちらの出口を利用。待ち合わせ場所としても使われるモヤイ像がある。
主な店舗・施設
- 渋谷フクラス
  - 東急プラザ 渋谷
- セルリアンタワー東急ホテル
- 東急本社
- 渋谷インフォスタワー
- フィリピン大使館
- アラブ首長国連邦大使館
- 渋谷中央街郵便局
- 渋谷桜丘郵便局
- 渋谷区立鉢山中学校

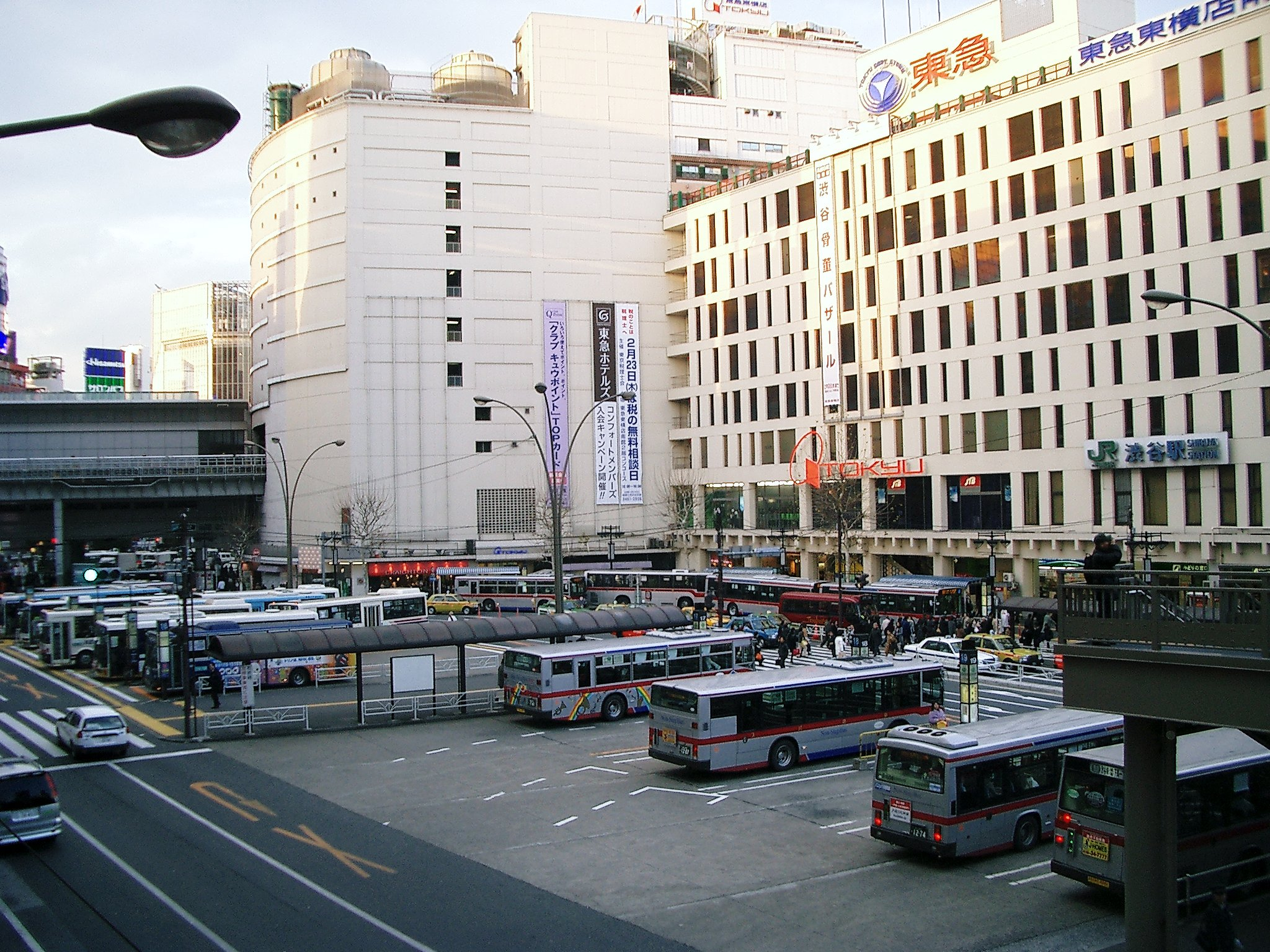
西口バスターミナル（2006年2月）
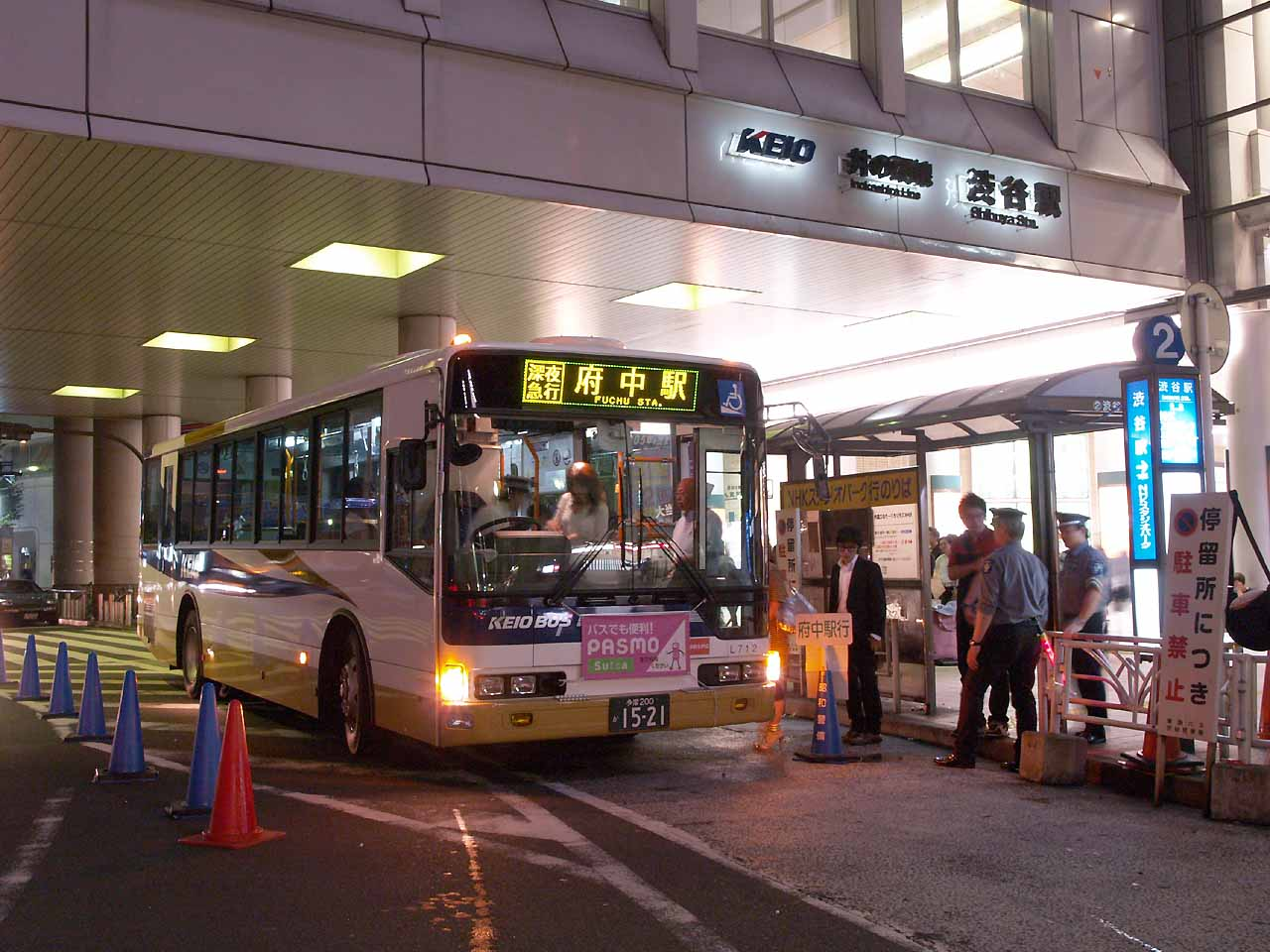
深夜急行バス(L30712)

### 東口

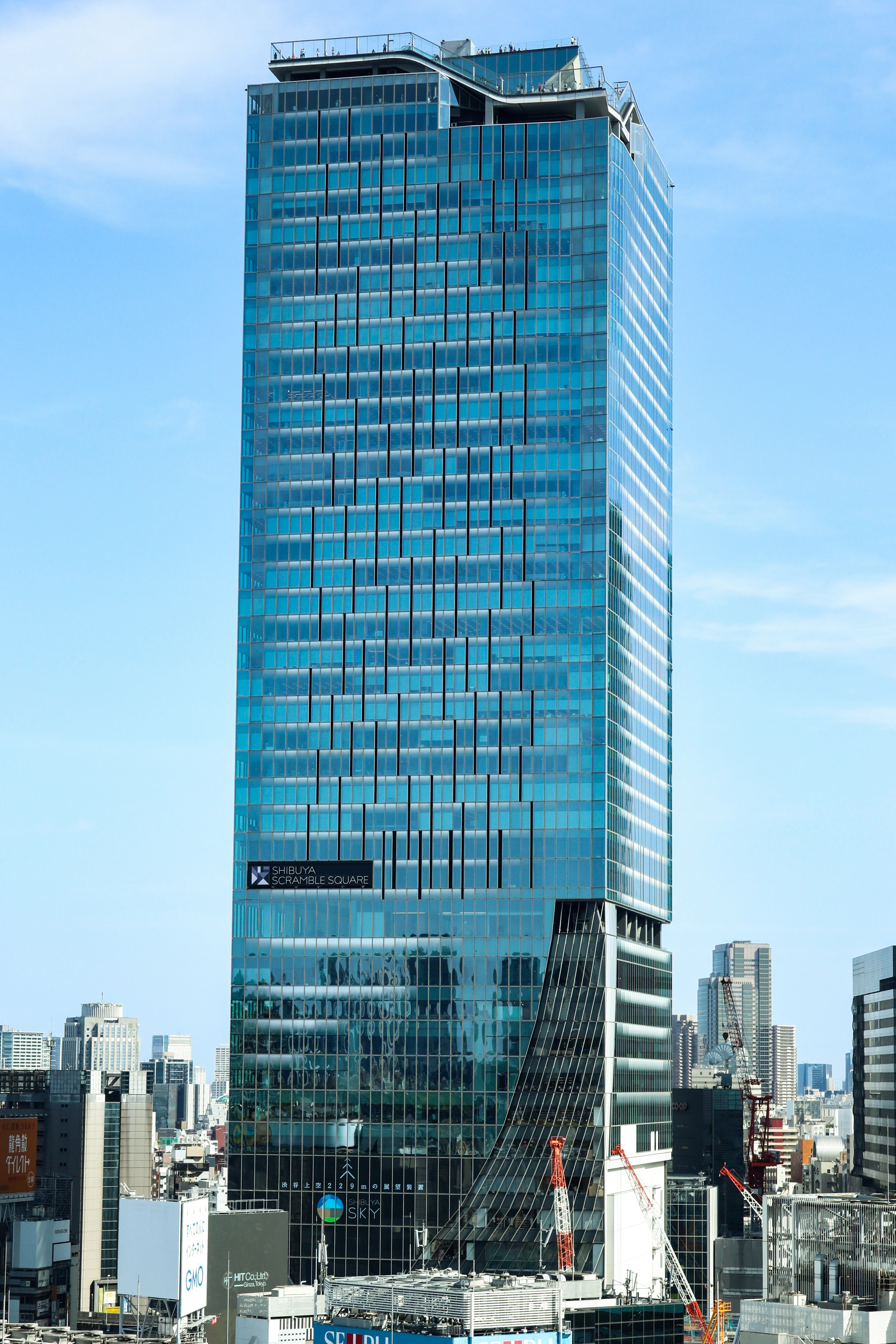
渋谷スクランブルスクエア（2023年5月）

渋谷で最も高いビルである渋谷スクランブルスクエア東棟が直結しており、オフィスや商業施設、屋上展望台が併設されている。渋谷スクランブルスクエアと渋谷ヒカリエに挟まれた明治通りの直下には東京メトロ副都心線・東急東横線の渋谷駅が位置しており、地下で両ビルと直結している。また、渋谷スクランブルスクエアと渋谷ヒカリエに跨るように地上3階部分に東京メトロ銀座線のホームがある。
駅前にはバスターミナルがあり、主に都心方面（六本木・新橋方面等）に向かう都営バスが発着している。また、駅前の明治通りと国道246号（玉川通り）の交差点には、1968年に完成した歩道橋 『マンモス歩道橋』があって首都高速3号渋谷線の高架橋とも立体交差している。
六本木通りや渋谷警察署へもこの出入口の利用となるほか、東口正面には2003年（平成15年）6月30日まで東急文化会館があり、駅と連絡橋で接続していた。この建物は解体され、2012年（平成24年）4月26日には高層複合施設『渋谷ヒカリエ』として再開業した。同時に渋谷ヒカリエに接続する新たな連絡橋が設置され、古い連絡橋は撤去された。
東口のバスターミナル付近はかつて都電の駅であった。また、東口は宮益坂にも通じるが、東口のうちこの坂に近い北側部分（東京メトロ銀座線の高架よりも北側に位置する部分）は、「宮益口」と呼ばれて区別されることもある。

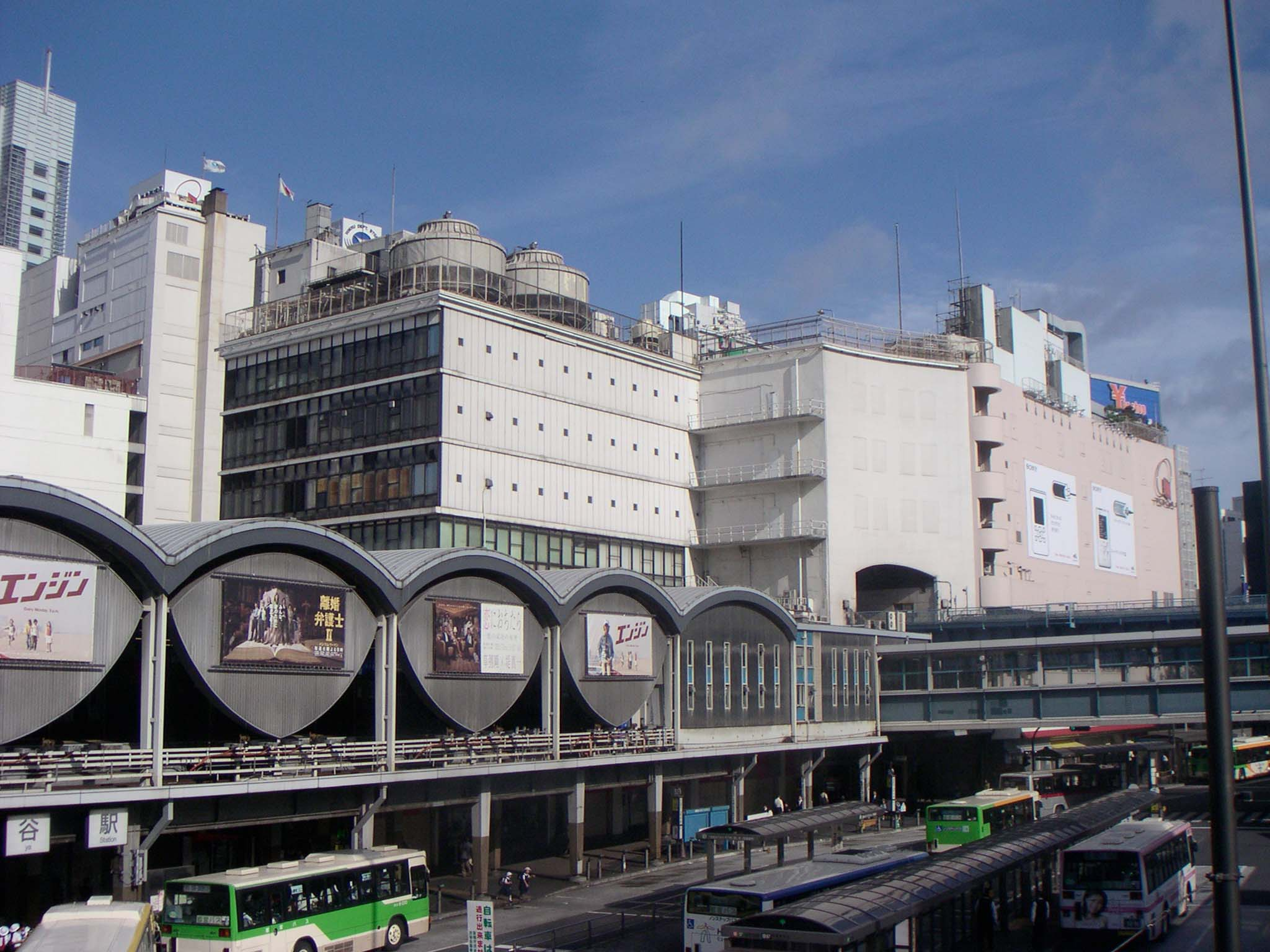
東口（2005年5月）

主な店舗・施設
- 渋谷スクランブルスクエア
- 渋谷ヒカリエ
- 警視庁渋谷警察署
- 日本旅行渋谷支店
- 渋谷クロスタワー
- 金王八幡宮（渋谷城跡）
- 日本コカ・コーラ本社
- 渋谷区立渋谷図書館
- 國學院大學渋谷キャンパス
- 渋谷区立常盤松小学校
- 実践女子学園中学校・高等学校
- ペルー大使館

- 東口（2005年5月）

### 宮益坂口
東口の銀座線より北側の通称。宮益坂のほか、明治通りの原宿・新宿方面、MIYASHITA PARKや美竹公園、東京都児童会館へもこの出口の利用となる。
主な店舗・施設
- 渋谷東映プラザ
  - ビックカメラ渋谷東口店（渋谷東映プラザ下層部分）
  - 渋谷TOEI1・2
- 渋谷東急REIホテル
- 渋谷郵便局
  - ゆうちょ銀行渋谷店
- 渋谷青山通郵便局
- MIYASHITA PARK（渋谷区立宮下公園）
- 渋谷メトロプラザ
- 渋谷教育学園渋谷中学校・高等学校
- 渋谷キャスト
- 旧・キリンファーマ本社
- 青山学院大学青山キャンパス
- 国際連合大学
- キユーピー本社

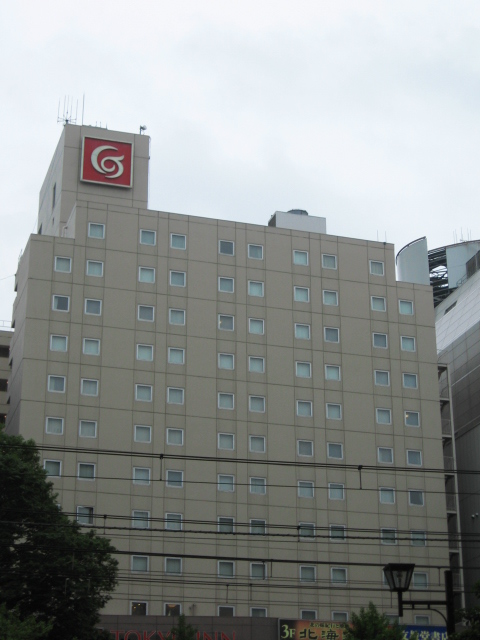
東急イン（2008年5月5日）

### 新南口
後述の#駅施設・駅周辺の大規模再整備に伴い、2018年の渋谷ストリーム開業と同時に、官民連携で付近を流れる渋谷川や川沿いの遊歩道（渋谷リバーストリート）の整備が行われた。2018年には東急東横線の高架線跡地に渋谷ストリームが開業。また、桜丘地区では複数の雑居ビルを再開発し、Shibuya Sakura Stageが開業するとともに、新南口と接続する跨線橋も架けられた。
2024年7月21日の新駅舎の一部使用開始に伴い、新南口がJR東日本ホテルメッツ渋谷の横から北側へ約200m新駅舎に移転した。これにより、新南口は渋谷ストリームとShibuya Sakura Stageにペデストリアンデッキを介して直結し、駅南側の東西への行き来が容易になった。
主な店舗・施設
- 渋谷ストリーム
- 渋谷ブリッジ
- Shibuya Sakura Stage
- 渋谷リバーストリート（渋谷川遊歩道）
- JR東日本ホテルメッツ渋谷 - 事前予約をすることで、駅ナカシェアオフィス「STATION WORK」が利用可能[報道 41]。
- WINS渋谷（場外勝馬投票券発売所）
- 渋谷珈琲研究所
- 実践女子学園中学校・高等学校
- 國學院大學渋谷キャンパス
- 渋谷区役所氷川出張所
- 渋谷三郵便局
- 渋谷東二郵便局

## バス路線

### 東側
都営バス、東急バスが乗り入れており、概ね以下の2か所ののりばに分かれる。
- 宮益坂口 - 東口：渋谷駅前（都営バス）
- 渋谷ヒカリエ前（銀座線明治通り口）：渋谷駅東口（東急バス）※降車は都営バス渋谷駅前と同じ
- 青山通り沿い東行：渋谷駅東口（東急バス）
- 渋谷東急REIホテル前：渋谷駅東口（都営バス）

担当営業所は以下の通り。
- 東京都交通局（都営）：渋谷営業所・新宿支所・早稲田営業所
- 東急バス（東急）：目黒営業所・淡島営業所

| のりば                | 停留所名             | 運行事業者           | 系統・行先                                                                                               | 備考                                                       |
| 宮益坂口から東口付近  | 宮益坂口から東口付近 | 宮益坂口から東口付近 | 宮益坂口から東口付近                                                                                     | 宮益坂口から東口付近                                       |
| --------------------- | -------------------- | -------------------- | --- | ---------------------------------------------------------- |
| 51                    | 渋谷駅前             | 都営バス             | - 都01(T01)：新橋駅前・溜池・南青山七丁目 - 都01折返(T01)：赤坂アークヒルズ - RH01：六本木ヒルズ（循環） | 渋谷車庫前行きは「都01」「都06」「田87」問わずここから出発 |
| 52                    | 渋谷駅東口           | 東急バス             | 渋71：洗足駅・清水                                                                                       |                                                            |
| 53                    | 渋谷駅東口           | 東急バス             | 渋72：五反田駅・清水・林試の森入口                                                                       | 毎月28日の縁日開催時は林試の森入口止まり                   |
| 54                    | 渋谷駅前             | 都営バス             | 学03：日赤医療センター前                                                                                 |                                                            |
| 56                    | 渋谷駅前             | 都営バス             | 田87：田町駅前                                                                                           |                                                            |
| 58                    | 渋谷駅前             | 都営バス             | 都06：新橋駅前・赤羽橋駅前                                                                               |                                                            |
| 59                    | 渋谷駅前             | 都営バス             | 渋88：新橋駅前                                                                                           |                                                            |
| 60                    | 渋谷駅東口           | 東急バス             | ハチ公バス 夕やけこやけルート：恵比寿一丁目方面                                                          |                                                            |
| 渋谷東急REIホテル付近 |                      |                      | |                                                            |
| 71                    | 渋谷駅東口           | 都営バス             | 池86：池袋駅東口・池袋サンシャインシティ・早稲田                                                         |                                                            |
| 72                    | 渋谷駅東口           | 都営バス             | 早81：早大正門                                                                                           |                                                            |

### 西側
都営バス、小田急バス、京王バス、京浜急行バス、東急バス、フジエクスプレスが乗り入れており、概ね西口一帯に広がる。
担当営業所は以下の通り。
- 東京都交通局（都営）：新宿支所、杉並支所、早稲田営業所、渋谷営業所
- 小田急バス（小田急）：狛江営業所、世田谷営業所
- 京王バス（京王）：中野営業所、永福町営業所、調布営業所
- 京浜急行バス（京急）：新子安営業所
- 東急バス（東急）：淡島営業所、青葉台営業所、東山田営業所、新羽営業所、瀬田営業所、下馬営業所、弦巻営業所、高津営業所、目黒営業所
- SS：フジエクスプレス本社営業所

| のりば           | 停留所名                                             | 運行事業者                                           | 系統・行先 | 備考                                                                |
| 西口付近         | 西口付近                                             | 西口付近                                             | 西口付近 | 西口付近                                                            |
| ---------------- | ---------------------------------------------------- | ---------------------------------------------------- | --- | ------------------------------------------------------------------- |
| 0                | - 都営：渋谷駅前 - 京王：渋谷駅                      | - 都営バス - 京王バス                                | 渋66：阿佐ヶ谷駅前（阿佐ヶ谷駅）・杉並車庫前・方南八幡通り                                                                        | - 杉並車庫前行は都営バスのみ - 方南八幡通り行は京王バスのみ         |
| 1                | 渋谷駅                                               | 京王バス                                             | 宿51：新宿駅西口（京王百貨店）・代々木三丁目                                                                                      |                                                                     |
| 2                | 渋谷駅                                               | 京王バス                                             | - 050：バスターミナル東京八重洲 - 渋55：東北沢駅 - 渋65・渋69：笹塚駅（循環） - 渋68：大原一丁目 - 深夜急行：吉祥寺駅北口・府中駅 | - 「渋68」は夜間のみ運行 - 「深夜急行」は平日深夜のみ運行（運休中） |
| 3                | 渋谷駅                                               | 小田急バス                                           | - 渋26：調布駅南口 - 渋54：梅ヶ丘駅・経堂駅                                                                                       | 「渋26」は本数少                                                    |
| 4                | 渋谷駅                                               | - 東急バス                                           | 渋24：成城学園前駅西口 |                                                                     |
| 5                | 渋谷駅                                               | 東急バス                                             | - 渋21：上町駅・上町（桜小学校） - 渋22：用賀駅 - 渋23：祖師ヶ谷大蔵駅                                                            |                                                                     |
| 6                | 渋谷駅                                               | 東急バス                                             | 代官山循環：代官山（循環） |                                                                     |
| 7                | 渋谷駅                                               | 東急バス                                             | 渋31：下馬一丁目（循環） |                                                                     |
| 8                | 渋谷駅                                               | 東急バス                                             | 渋05：弦巻営業所（教育センター・中央図書館前）                                                                                    |                                                                     |
| 9                | 渋谷駅                                               | - 東急バス - 京急バス - 東京空港交通                 | 空港リムジンバス：羽田空港 |                                                                     |
| 9                | 渋谷駅                                               | - 東急バス - 東京空港交通                            | 空港リムジンバス：成田空港 |                                                                     |
| 9                | 渋谷駅                                               | 東急バス                                             | LCB：成田空港 |                                                                     |
| 22               | 渋谷駅                                               | 東急バス                                             | 渋11：田園調布駅 |                                                                     |
| 23               | 渋谷駅                                               | 東急バス                                             | 渋82：等々力・瀬田営業所 |                                                                     |
| 25               | 渋谷駅                                               | 京王バス                                             | 渋64：中野駅・中野車庫 | 中野車庫行は最終の1本のみ                                           |
| 26               | 渋谷駅                                               | 京王バス                                             | 渋63：中野駅・中野車庫 |                                                                     |
| 29               | 渋谷駅ハチ公口                                       | フジエクスプレス                                     | - SS01：渋谷駅（日本経済大学前） - SS04：文化総合センター大和田                                                                   |                                                                     |
| 30               | 渋谷駅西口                                           | 東急バス                                             | - ハチ公バス 夕やけこやけルート：恵比寿駅東口・代官山方面（循環） - ハチ公バス 神宮の杜ルート：降車専用                           |                                                                     |
| 31               | 渋谷駅                                               | 東急バス                                             | 渋32：野沢龍雲寺（循環）・三宿 |                                                                     |
| 32               | 渋谷駅                                               | 東急バス                                             | 渋51：若林折返所・淡島 |                                                                     |
| 33               | 渋谷駅                                               | 東急バス                                             | - 渋41：大井町駅・新馬場駅前・清水・大鳥神社前 - 渋42：大崎駅西口 - 渋43：高輪ゲートウェイ駅・品川駅                              |                                                                     |
| 41               | 渋谷駅                                               | 東急バス                                             | - 渋52：世田谷区民会館 - 渋12：高津営業所                                                                                         | - 「渋52」は1日1本のみ - 「渋12」は土曜夜1本のみ                    |
| 85               | 渋谷駅西口                                           | 東急バス                                             | - ハチ公バス 夕やけこやけルート：渋谷区役所方面（循環） - ハチ公バス 神宮の杜ルート：代々木駅方面                                 |                                                                     |
| 85               | 渋谷駅西口                                           | 京王バス                                             | ハチ公バス 丘を越えてルート：代々木上原駅方面                                                                                     |                                                                     |
| 109MEN'S付近     |                                                      |                                                      | |                                                                     |
| －               | 渋谷駅西口                                           | 都営バス                                             | - 池86：池袋駅東口・池袋サンシャインシティ・早稲田 - 早81：早大正門                                                               |                                                                     |
| 日本経済大学付近 |                                                      |                                                      | |                                                                     |
| －               | 渋谷駅（日本経済大学前）                             | フジエクスプレス                                     | - SS01：渋谷ガーデンタワー・青葉台タワー方面（循環） - SS02：渋谷ガーデンタワー（直通） - SS03：青葉台タワー（直通）              | - 「SS01」は日中のみ運行 - 「SS02」「SS03」は日中以外運行           |
| 渋谷マークシティ |                                                      |                                                      | |                                                                     |
| －               | →詳細は「 渋谷マークシティ § バスターミナル 」を参照 | →詳細は「 渋谷マークシティ § バスターミナル 」を参照 | →詳細は「 渋谷マークシティ § バスターミナル 」を参照                                                                              | →詳細は「 渋谷マークシティ § バスターミナル 」を参照                |

## 駅施設・駅周辺の大規模再整備
東京都と渋谷区は、2008年（平成20年）6月30日に「渋谷駅街区基盤整備方針」を発表した。
また、2009年（平成21年）1月には「渋谷駅街区基盤整備都市計画変更（原案）のあらまし」を公表した。
2010年（平成22年）10月14日、渋谷駅街区土地区画整理事業が施行認可された。施行期間は同年度から2026年度までの16年間となっていた。
2025年（令和7年）年5月9日、再開発事業者の東急などは、鉄道利用者の利便性を維持するため工事計画を見直したことを理由に、渋谷駅再開発の全体完成時期を当初の2027年（令和9年）度から2034年（令和16年）度に7年延期したことを発表した。
整備内容は以下の通りである。

### 駅施設の改良
- 旧東横線地上ホーム跡地を利用して埼京線・湘南新宿ライン（山手貨物線）ホームを北側に移動して山手線ホームと並列化する。【2020年6月1日完了】
- 山手線ホームを島式（1面のホームの両側に線路がある形態）に改める。【2023年1月9日完了】
- 銀座線ホームを東寄り（JR線よりも東側）へ移設し、ホームを島式化する。新たな位置は明治通り上の空間であり、狭い階段や改札が一新される。【2020年1月3日完了】
- 山手線ホーム上下の各改札口が全面的に建て替えられ、広大な乗り換えコンコースが設置される。国道246号上部では東西広場を越えるペデストリアンデッキ（国道246号横断デッキ）に連絡する。

JR渋谷駅の駅舎改良は線路切り替えを伴う大規模工事を下記の5段階に分けて実施されている。
1. 2018年（平成30年）5月26日 - 27日および6月2日 - 3日：埼京線・湘南新宿ライン大崎方面行きの線路を切り替え[報道 13]、桁上げされた新しい線路の位置・高さに合わせ、4番線の一部が仮設ホームに切り替え。約1両分恵比寿寄りに移動し、新宿寄りは3番線との高低差が作られて階段・スロープ、エレベーターでの行き来が必要となった。同年12月1日からは、新ホーム予定地の一部を解放して旧ホームへの連絡通路として使用。これに伴い元の連絡通路は閉鎖。
2. 2020年（令和2年）5月30日 - 6月1日[29]：埼京線・湘南新宿ライン大宮方面行きの線路の高さを上げて東側に横移動させ、埼京線・湘南新宿ラインホームを北側に350 m移設、ハチ公改札および南改札と接続させる[報道 21][新聞 6]。
3. 2021年（令和3年）10月22日 - 10月25日：山手線内回りの線路を東側に横移動させた上で、2番線ホームの拡幅を実施[報道 26]。また、これに先立って南改札が移設され、中央東改札を中央改札と統合[報道 26]。この切り替え工事では10月23日・10月24日に池袋 - 大崎間の内回りが終日運休となり、外回りおよび内回りの運休区間以外においても運行本数を大幅に削減[報道 26]。
4. 2023年（令和5年）1月6日 - 1月9日：旧1番線ホームの一部を撤去して山手線外回りの線路を西側に横移動させた上で、2番線ホームの西側を拡幅して山手線を2面2線の方向別運用から1面2線構造の島式ホームへと変更[報道 28]。この切り替え工事では同年1月7日・1月8日に大崎 - 池袋間の外回りが終日運休となり、内回りおよび外回りの運休区間以外においても運行本数を大幅に削減[報道 28]。
5. 2023年（令和5年）11月18日 - 11月19日：山手線内・外回りの線路・ホームのかさ上げ工事を実施[報道 29]。この切り替え工事では、11月18日に大崎 - 池袋間の外回りが、翌11月19日に池袋 - 大崎間の内回りを終日運休、並びに内回り・外回り共に運休区間以外の個所においても運行本数を大幅に削減[報道 29]。

3-5に関しては共通して、京浜東北線の快速運転中止（各駅停車で運転）、埼京線・相鉄線直通列車の延長運転（新宿発着列車を池袋発着へ変更、りんかい線新木場 - 赤羽駅間増発）、山手貨物線（湘南新宿ライン）を利用した臨時列車の運行、他社線への振替輸送などを実施した。

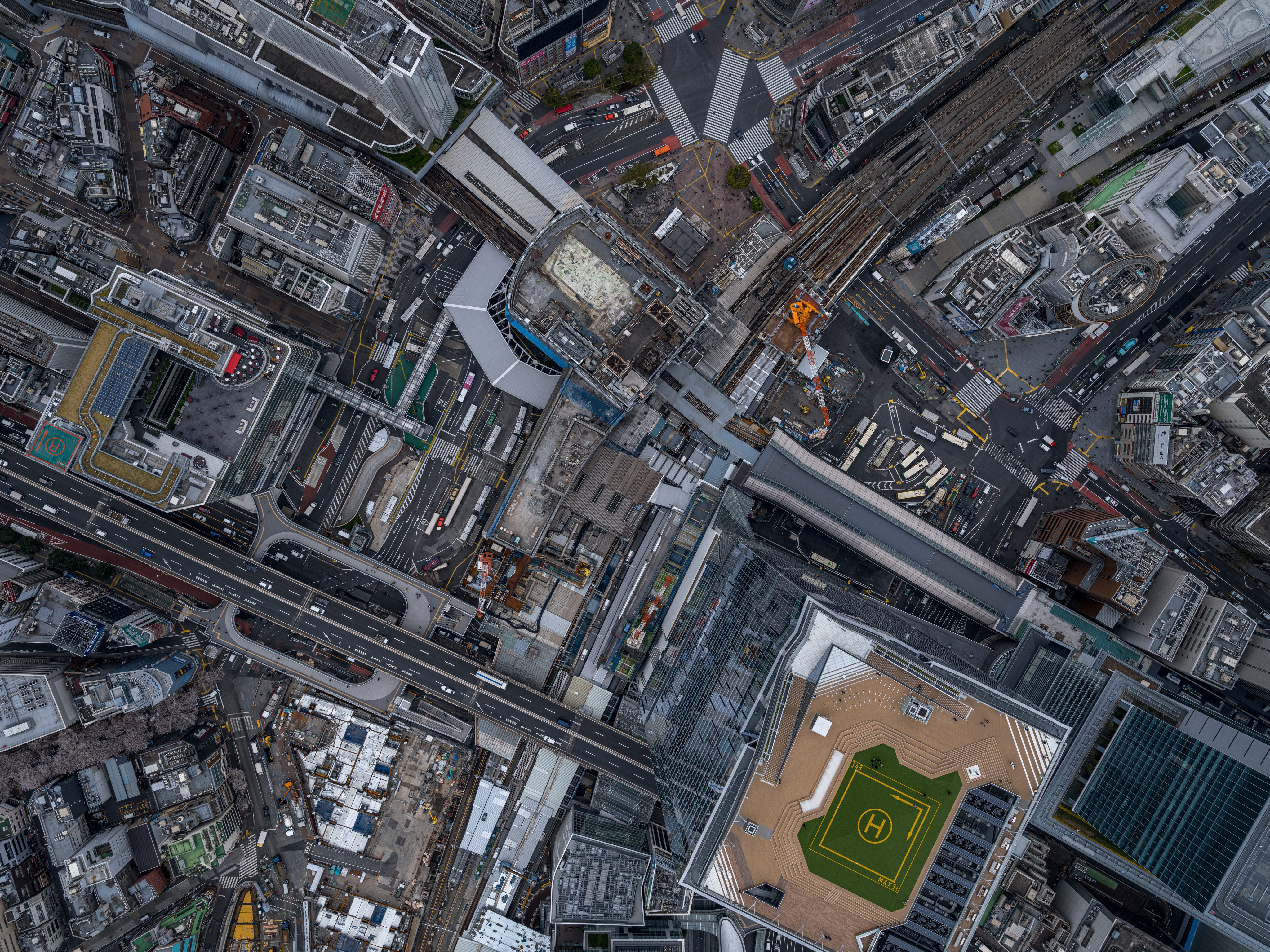
桜丘方面への歩道橋が整備され、東急東横店の解体工事をしている（2021年3月）。
- 2021年10月22日～10月25日の山手線2番線ホーム拡幅工事の様子を収めた動画(2021年10月24日撮影)

### 新駅ビルの建設
- 旧東横線地上ホームと東急百貨店東横店を解体した跡地を利用して新たな駅ビル（渋谷スクランブルスクエア）を建設する。東棟は2019年に開業済みで、2031年度までに中央棟・西棟が開業予定である[2]。

### 新南改札新駅舎の建設
- 渋谷駅線路直上に鉄骨造6階建て、延床面積約5300平方メートルの新駅舎が建設される。1～2階にホーム・荷捌きスペース、3階のコンコースに新南改札、券売機などが設置され、4～6階にはJR東日本ビルディングが運営する賃貸オフィスが入居する。全面開業は2026年度を予定している[58]。

### 歩行者動線の改良
- 東口側の新文化街区・新駅ビル・西口側を結ぶスカイウェイ（連絡通路）を設置し、駅周辺が谷状の地形になっているところを水平に結べるようにする[33]。駅施設や広場、駅ビルの改良により、各階層における東西を結ぶ通路の拡大、歩道や地下道の改良を行う。渋谷駅の再開発の大まかな完成と各階層における歩行者の東西ネットワークの完成は2030年度の予定であり、ハチ公前広場に面したアーバン・コア（エスカレーターによる上下階の移動軸）の完成は2033年度の予定である[2]。

### 駐車場・駐輪場の整備
- 西口地下のタクシー乗り場のさらに下に公共駐車場を整備する。
- 副都心線の駅の上に地下駐輪場を整備する。

### 駅前広場の改良
- ハチ公前広場と西口バスターミナルを結ぶ車道を廃止し、自動車の通り抜けをなくす。
- 西口バスターミナルの地下にタクシー乗り場を新設し、集約する。
- これらにより、ハチ公口・西口・東口の各広場とバスターミナルを拡大する。
- 完成予定で2034年度である[2]。

#### バスのりばの変遷
渋谷駅街区土地区画整理事業によるバスターミナル整備工事により、バスのりばが度々変更されている。変更はいずれも通勤通学に影響の少ない日曜日の始発より行われている。
- 出典：SHIBUYA FUTURE 渋谷駅街区土地区画整理事業「お知らせ」

東口
- 2013年（平成25年）7月14日 - 渋谷駅東口バス乗り場を変更[59][60]。
- 2015年（平成27年）5月31日 - 渋谷駅東口バス乗り場を変更[61][62]。

西口
- 2015年（平成27年）
  - 10月18日 - 渋谷駅西口バス乗り場を変更[63][64]。
  - 11月29日 - 渋谷駅西口バス乗り場を変更[65][66]。
  - 12月6日、渋谷駅西口バス乗り場を変更[67]。
- 2016年（平成28年）3月1日 - 渋谷駅西口バス乗り場の停留所番号を変更[68]。
- 2019年（令和元年）11月3日 - 渋谷駅西口バス乗り場を変更[69]。

## 作品
ドラマ・特撮
- ファンキーハットの快男児（ニュー東映、1961年） - 主人公 （千葉真一） が容疑者を追い駆けるシーンの一部を、渋谷駅前や、京王井の頭線渋谷駅と山手線・銀座線渋谷駅とを結ぶ連絡通路にて撮影されている。
- 泥だらけの純情（日活、1963年） - 井の頭線渋谷駅ホームや渋谷駅界隈が撮影に用いられた。
- クレージー大作戦（東宝・渡辺プロダクション、1966年） - 東横線の地上ホームが撮影に用いられた。
- ガメラ3 邪神覚醒（大映、1999年） - 1頭のギャオス・ハイパーがガメラのプラズマ火球を受け、山手線外回りホームに墜落し重傷を負った。その後上陸したガメラに止めを刺されたが、この戦闘で当駅周辺は壊滅した。

アニメ
- デジモンフロンティア（東映アニメーション、2002年 - 2003年） - 本作における現実世界とデジタルワールドとのゲートとして登場し、東横線の高架ホームなどが描かれている。

書籍
- 宮脇俊三 - 『昭和八年澁谷驛』

楽曲
- 東京都のご当地ソング一覧#渋谷区を参照。

## その他
- ハチ公口の駅名は明朝体で表記されている。
- 日本の女性アイドルグループ・欅坂46のデビュー曲「サイレントマジョリティー」のミュージックビデオは再開発中の渋谷駅工事現場（東横線旧渋谷駅跡地）で撮影された[70]。
- 2016年（平成28年）11月5日放送の『タイムボカン24』（読売テレビ）「渋谷のハチ公は蜂だった!」では、1933年（昭和8年）当時の駅舎がアニメとして放送された。

## 隣の駅
※東日本旅客鉄道（JR東日本）の特急「成田エクスプレス」、「踊り子・サフィール踊り子」、「湘南」については当該記事を参照。
東日本旅客鉄道（JR東日本）
 山手線
恵比寿駅 (JY 21) - 渋谷駅 (JY 20) - 原宿駅 (JY 19)
 埼京線（ 相鉄線直通含む）
■通勤快速・■快速・■各駅停車
恵比寿駅 (JA 09) - 渋谷駅 (JA 10) - 新宿駅 (JA 11)
 湘南新宿ライン
- 特急「成田エクスプレス」「踊り子」「サフィール踊り子」「湘南」停車駅

■特別快速
大崎駅 (JS 17) - 渋谷駅 (JS 19) - 新宿駅 (JS 20)
■快速・■普通
恵比寿駅 (JS 18) - 渋谷駅 (JS 19) - 新宿駅 (JS 20)
京王電鉄
 井の頭線
■急行
渋谷駅 (IN01) - 下北沢駅 (IN05)
■各駅停車
渋谷駅 (IN01) - 神泉駅 (IN02)
- 東京大学教養学部で入試が行われる時などは、急行が通常の隣の停車駅との間にある駒場東大前駅に臨時停車する場合がある。

東急電鉄
 東横線
- □S-TRAIN停車駅

■特急・□通勤特急・■急行
（東京メトロ副都心線） - 渋谷駅 (TY01) - 中目黒駅 (TY03)
■各駅停車
（東京メトロ副都心線） - 渋谷駅 (TY01) - 代官山駅 (TY02)
 田園都市線
■急行（半蔵門線内は各駅に停車）
（東京メトロ半蔵門線） - 渋谷駅 (DT01) - 三軒茶屋駅 (DT03)
■準急・■各駅停車（半蔵門線内は各駅に停車）
（東京メトロ半蔵門線） - 渋谷駅 (DT01) - 池尻大橋駅 (DT02)
東京地下鉄（東京メトロ）
 銀座線
渋谷駅 (G 01) - 表参道駅 (G 02)
 半蔵門線（線内は全列車が各駅に停車）
（東急田園都市線） - 渋谷駅 (Z 01) - 表参道駅 (Z 02)
 副都心線

- □S-TRAIN停車駅

■急行・■通勤急行・■各駅停車
明治神宮前〈原宿〉駅 (F 15) - 渋谷駅 (F 16) - （東急東横線）